# Chéticamp
Vous lisez un « bon article » labellisé en 2010.
Chéticamp (prononcer [ ʃatikɑ̃]) (en micmac : Awjátúj (orthographe Francis-Smith), littéralement « rarement plein ») est une localité et le district numéro 1 de la municipalité du comté d'Inverness, située sur la côte occidentale de l’île du Cap-Breton en Nouvelle-Écosse. Elle forme avec Saint-Joseph-du-Moine et Margaree la région francophone et acadienne du comté. Ses habitants sont les Chéticantins ou parfois Chéticantains.
Le Jersiais Charles Robin fonde un poste de pêche à Chéticamp en 1780 mais le village est habité de façon permanente à partir de 1782, lorsque des réfugiés de la Déportation des Acadiens viennent y vivre. Robin et les autres marchands réduisent la population à un état proche du servage durant un siècle, jusqu'à ce que le mouvement coopératif du XXe siècle permette à la population vivant surtout de la pêche de se libérer. Après plusieurs exploitations minières plus ou moins fructueuses, l'économie se diversifie dans la fabrication de tapis puis dans le tourisme. Une crise économique frappe la ville depuis 1992.
Chéticamp possède une riche culture acadienne, marquée par une architecture, une cuisine, un folklore, une langue et une musique avec de nombreuses particularités uniques à la région.
Chéticamp est situé à l'entrée du parc national des Hautes-Terres-du-Cap-Breton et possède plusieurs attractions touristiques, dont l'église Saint-Pierre, trois musées, des festivals, une plage et plusieurs ports de pêche.

## Toponyme
Le nom « Chéticamp » fut donné par les Micmacs, qui vivent toujours sur l'île du Cap-Breton bien qu'ils soient peu présents en ville. Il se prononce « aoutchaadououtch » dans la langue micmacque, ce qui signifie « rarement plein », faisant vraisemblablement référence à l'embouchure du havre de Chéticamp qui possédait autrefois une large dune s'agrandissant davantage à marée basse. Ce nom s'écrivait Aotjatoj dans l'orthographe Pacifique. Il est désormais orthographié Awjátúj dans l'orthographe Francis-Smith, ce qui donnerait Awja:tu:j dans l'orthographe du Lexique et Awja’tu’j dans l'orthographe de Listuguj.
L'orthographe française connut plusieurs variations au fil du temps. Les missionnaires écrivirent successivement I. Ochatisia (1660), Ochatis (1689), Chétican, Chéticamps (1725) et Chétifcamp (1803). L'orthographe actuelle apparut pour la première fois le 3 mai 1815, sous la plume du missionnaire Antoine Manseau. Dans la langue française, le nom se prononça successivement Le Chady, Le Grand Chady, Le Chady Grand, Île de Chedegan et finalement, la version actuelle, Chatican. Chéticamp est la prononciation la plus fréquente ailleurs.
Le nom ne prend pas toujours d'accent aigu en anglais, soit Cheticamp.
Un village de l'Ouest de la Nouvelle-Écosse, Saint-Alphonse-de-Clare, s'appelait à l'origine Chéticamp-de-Clare. Son nom fut changé pour éviter des problèmes de livraison du courrier.

## Géographie

Carte topographique de Chéticamp, montrant les quartiers et principaux lieux-dits. Les limites montrées sont celles du plan de zonage.

### Géographie physique

#### Situation
Chéticamp est situé à 155 kilomètres de route au nord de la chaussée de Canso et à 165 kilomètres de route à l'ouest de Sydney. La ville est située sur la rive occidentale de l'île du Cap-Breton, au cœur de la région de Chéticamp, dont elle est en quelque sorte le chef-lieu.
Chéticamp n'a aucun statut légal mais on considère généralement que la ville s'étend sur 15 kilomètres entre la rivière de la Prairie au nord et le Grand Lac au sud, ce qui correspond au territoire du plan de zonage. Le quartier du Lac, au sud du Grand Lac, peut aussi être considéré comme faisant partie de Chéticamp. Le village de Saint-Joseph-du-Moine s'étend au sud alors que le parc national des Hautes-Terres-du-Cap-Breton se trouve au nord. Une région sauvage s'étend à l'est pendant près de 45 kilomètres jusqu'à Ingonish et l'océan Atlantique. Par contre, un secteur du parc national est historiquement lié à Chéticamp. Il comprend les ruines des hameaux du Buttereau et de Cap-Rouge. La partie habitée de Chéticamp a une superficie d'à peu près 50 kilomètres carrés, ce qui, avec une population de 3 040 habitants,, donne une densité de population d'environ 60 habitants au kilomètre carré.

#### Topographie
Chéticamp est situé au bord du golfe du Saint-Laurent, sur le versant occidental du plateau du Cap-Breton. Les terres s'élèvent graduellement à partir de la mer. Le point culminant du plateau est situé à 532 mètres au-dessus du niveau de la mer mais le point le plus haut dans le territoire de la ville est situé à environ 360 mètres d'altitude. Le havre de Chéticamp, long de 5 kilomètres du nord au sud et mesurant jusqu'à 1,5 kilomètre de large, est l'autre élément distinctif de la topographie de Chéticamp. Il est délimité à l'ouest par l'île de Chéticamp, de forme grossièrement rectangulaire et mesurant 6 km du nord au sud par 1,7 km. C'est en fait une presqu'île, reliée au continent par Le Banc, un isthme qui ferme le havre au sud. Le principal cap est La Pointe, située au sud-ouest de l'île et qui délimite, avec le Banc, une vaste baie presque circulaire, L'Anse. La Pointe est aussi le nom donné à la portion triangulaire au nord du territoire, délimitée par le golfe et la rivière de la Prairie. La pointe à Cochons se trouve au sud-est du havre et délimite un autre plan d'eau, Les Bras, qui lui-même possède d'autres ramifications, dont le bassin du Redman à l'est ainsi que l'anse à Petit-Homme et l'anse aux Huileux au sud.

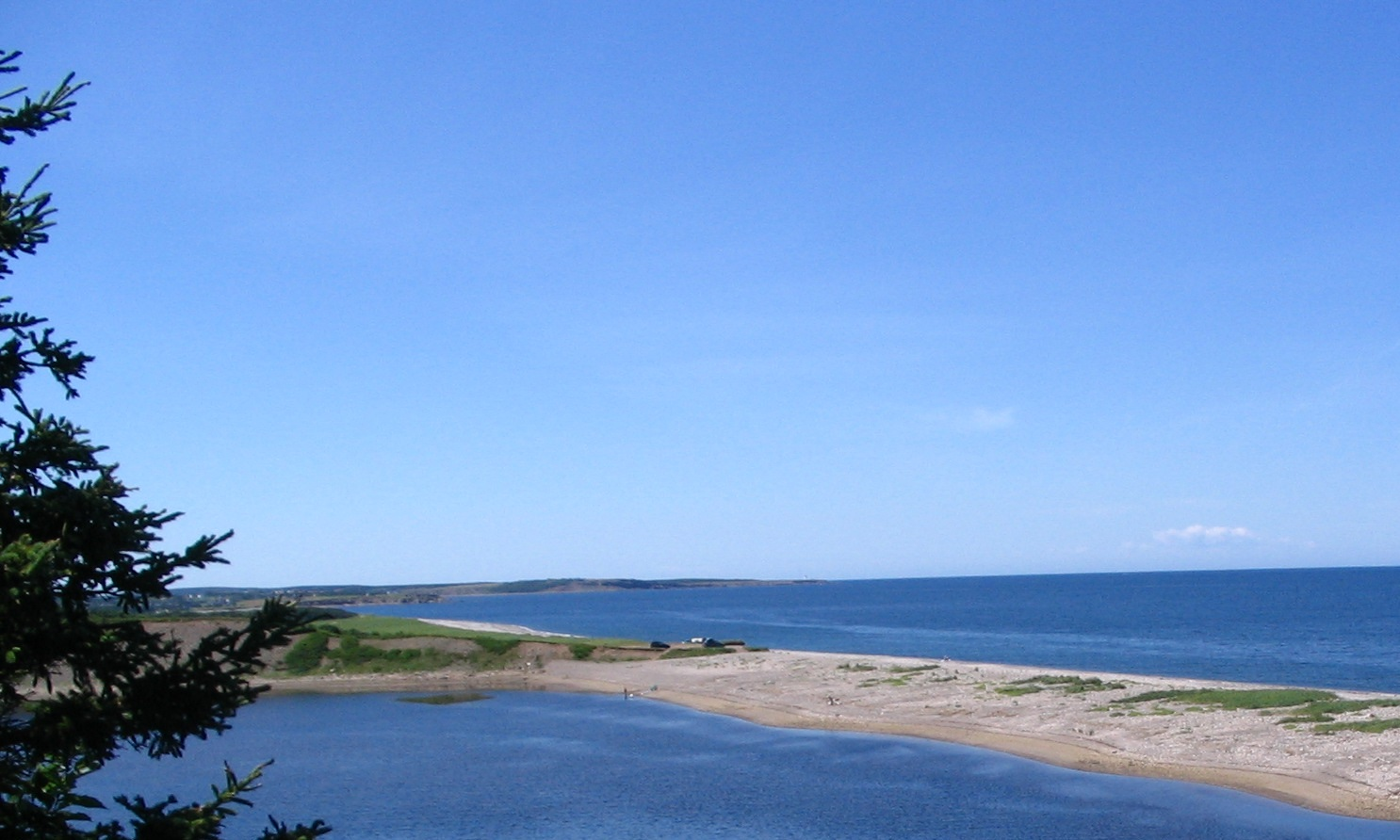
L'embouchure de la rivière de Chéticamp et du ruisseau Aucoin. La ville est visible à l'arrière-plan.

La montagne directement à l'est de la ville est la Montagne Noire. La montain des Écureaux est située plus au sud. La ville est bordée au nord par le Buttereau, qui, malgré son nom, fait plus de 120 mètres de haut. Au-delà du Buttereau se trouvent les rigouèche. Les principaux sont le rigouèche à Bernard et le rigouèche à Bessure. Au nord-est s'élève la Grande Falaise, la paroi à pic de la montain à Jérôme. Visibles de la ville se trouvent aussi, au pied de la montagne, un rocher appelé le Pillier et la Presqu'île. Il y a tout de même quelques buttes et buttereaux à l'intérieur de la ville, par exemple la butte du cimetière, la butte de l'ours, le buttereau à John, la butte à Hubert à Henri, la butte des Constant, la Butte de la commune, la Butte à Élie et la Butte à John à Raymond. L'altitude maximale de l'île est de 40 mètres, mais le relief y est généralement plat. Une bonne partie du littoral de la ville est formé de falaises et de talus. Il y a par contre quelques plages, dont la plage Saint-Pierre située sur Le Banc et constituée de sable, le platin, à l'entrée du havre, et la plage de gravier de Petit-Étang.
Le principal cours d'eau est la rivière de la Prairie, ou rivière Chéticamp. Son embouchure dans le golfe est constituée d'un barachois et son principal affluent dans la ville est le ruisseau des Aucoin, qui se jette en rive gauche après avoir passé à l'est de la ville et au travers du marais de la Prairie. Vers le sud, la Frênière se jette dans le golfe par le Petit-Étang. La rivière du Platin ou rivière Fiset se jette dans le bassin du Redman. Le ruisseau de la Ferme se jette dans le golfe. Le ruisseau de l'Usine se jette dans le Grand Lac, qui se déverse dans le ruisseau du Lac et finalement dans le golfe. Le principal plan d'eau est le Grand Lac, au sud. Il y a aussi l'étang à Johnny à Eusèbe, le Petit Étang et l'étang de Pointe-à-la-Croix.
Il y a de nombreux autres lieux-dits, dont l'Abime, l'anse au Brick, l'anse du Bois-Marié, les Bouleaux, le Brûlé, le buttereau à Pierrot, les Caps, la Cave à Loups, les Caveaux, les Caves, le Chemin des vieux, le Chemin du Portage, le Chêne, le Collet à Orignal, la Coulèche, la Digue, l'étang à Phirin, la Ferme, le Four à Pierre Bois, le Gabion, le Grand Plé, les Grandes Parts, le Gros Cap ou le Nique-du-Corbeau, la Grosse Tête, le havre à Marcel, le havre de la Pointe, la panwax à Piquet, le Petit Havre, le Petit Plé ou Belle Marche, la Petite Allée, la Petite Prairie, la Petite Source, le Plateau, le Platin, le Plé, le Plé des Bœufs, la pointe aux Pois, la pointe Enragée, le pont de Ciment, les Prées Rondes, le quai à Braquette, le Redman, le ruisseau creux, le ruisseau de l'île, le ruisseau du Mât, le ruisseau du Mitan de l'Île, la Source Bouillante, la source des Bostonais, la Sucrerie, la Terre Rouge et le trou à Pochard.

#### Climat
Chéticamp bénéficie d'un climat tempéré caractérisé par des hivers doux et des étés sans chaleur excessive. La situation de l'île du Cap-Breton entre le golfe du Saint-Laurent et l'océan Atlantique influence le climat, en causant des changements rapides de température, des redoux en hiver, du brouillard et un enneigement abondant, de l'ordre de 300 à 400 centimètres par hiver. De plus, les tempêtes tropicales sont fréquentes à l'automne et la neige peut être présente jusqu'en juin en altitude. Le vent dominant vient de l'ouest pendant presque toute l'année et est généralement doux, sauf pendant 4 à 6 semaines au printemps où il souffle de l'est. Lorsque le vent du sud-est, ou Suête, souffle sur le plateau, il prend de la vitesse et s'abat sur la côte occidentale. Phénomène plutôt rare, le suête peut donner des rafales de vent allant jusqu'à 200 kilomètres à l'heure pouvant causer des dégâts importants et des accidents. Les vieilles maisons étaient autrefois attachées avec du fil d'acier pour éviter qu'elles ne s'envolent, et les Chéticantins ont su s'adapter à ces conditions en reconnaissant les signes avant-coureurs, en construisant des maisons plus solides qu'ailleurs et en adaptant les toitures. D'ailleurs, l'arrivée du suête est annoncée à la radio. Malgré ces conditions climatiques extrêmes, Chéticamp bénéficie de nombreuses journées calmes et ensoleillées.
La première station météorologique fut installée à Chéticamp en 1935 mais il n'y a pas de relevés disponibles entre 1945 et 1956.
| Mois                                        | jan.       | fév.      | mars       | avril     | mai       | juin      | jui.      | août      | sep.      | oct.      | nov.      | déc.       | année   |
| ------------------------------------------- | ---------- | --------- | ---------- | --------- | --------- | --------- | --------- | --------- | --------- | --------- | --------- | ---------- | ------- |
| Température minimale moyenne (°C)           | −8,9       | −10,6     | −6,4       | −0,7      | 4,4       | 9,6       | 14        | 13,7      | 9,8       | 5,1       | 0,8       | −4,6       | 2,2     |
| Température moyenne (°C)                    | −4,9       | −6,3      | −2,2       | 3,1       | 9         | 14,3      | 18,3      | 18        | 13,8      | 8,7       | 4         | −1,3       | 6,2     |
| Température maximale moyenne (°C)           | −0,9       | −2        | 2          | 7         | 13,7      | 18,9      | 22,7      | 22,2      | 17,8      | 12,3      | 7,1       | 2          | 10,6    |
| Record de froid (°C) date du record         | −29,5 1957 | −29 1993  | −23,3 1967 | −14 1978  | −6,1 1962 | −1,7 1967 | 3,5 1992  | 4,4 1965  | −1,1 1956 | −6 1984   | −16 1978  | −19,5 1989 |         |
| Record de chaleur (°C) date du record       | 18 1990    | 16 1981   | 18,9 1976  | 23,5 1982 | 29,5 1992 | 31,5 1994 | 32 1994   | 31,5 1987 | 30 1983   | 25,5 1983 | 23 1982   | 18,3 1966  |         |
| Précipitations (mm)                         | 145,8      | 108,8     | 107,5      | 86,1      | 82,7      | 92,4      | 90,2      | 104,7     | 118,7     | 141,7     | 148       | 164,4      | 1 391,1 |
| dont pluie (mm)                             | 59,1       | 38,7      | 52,5       | 59,4      | 80,2      | 92,4      | 90,2      | 104,7     | 118,7     | 139,5     | 127,1     | 91         | 1 053,6 |
| dont neige (cm)                             | 86,7       | 70,2      | 55         | 26,7      | 2,5       | 0         | 0         | 0         | 0         | 2,2       | 21        | 73,4       | 337,6   |
| Record de pluie en 24 h (mm) date du record | 59 1985    | 59,4 1976 | 49 1994    | 49,8 1962 | 38,1 1967 | 110 1973  | 53,3 1973 | 87,4 1960 | 58,7 1972 | 59,8 1978 | 74,4 1976 | 61 1990    |         |

#### Milieu naturel

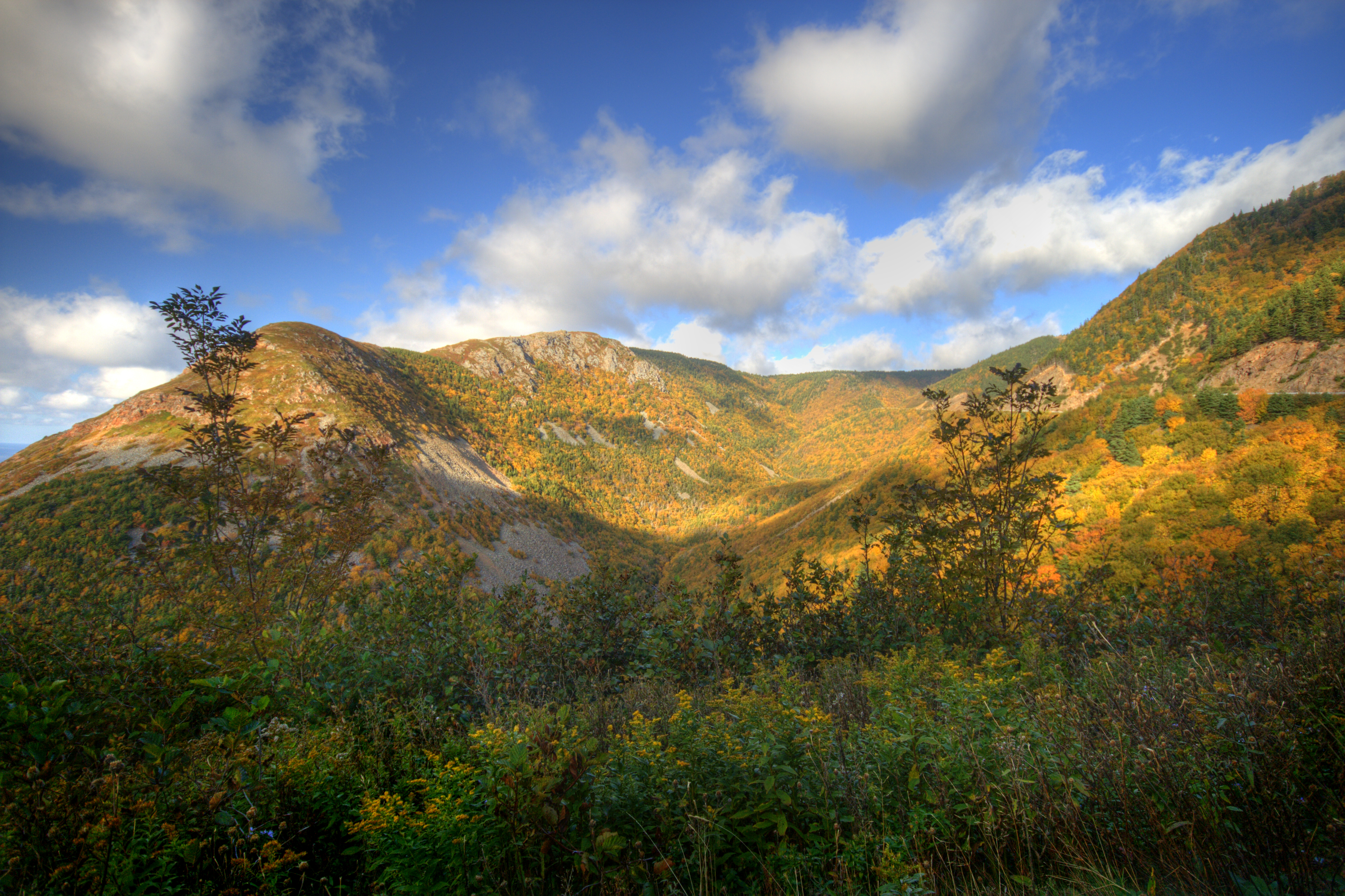
Deux forêts se chevauchent à Chéticamp.

Chéticamp est situé dans l'écorégion des hautes-terres de la Nouvelle-Écosse tandis que le plateau est compris dans l'écorégion des hautes-terres du Cap-Breton. Tous deux sont situés dans l'écozone Maritime de l'Atlantique.

##### Flore
Plusieurs secteurs de la ville ne sont pas développés, bien que de nombreux boisés aient été influencés par les feux de forêts ou la présence humaine. Au pied du plateau s'étend la forêt acadienne alors que la forêt boréale se retrouve au sommet. Bien que présente sur l'île, la taïga ne se retrouve que dans les secteurs les plus élevés, éloignés de la ville. La forêt acadienne est une forêt mixte, très diversifiée, dont la composition peut varier considérablement d'un secteur à l'autre ; dans le cas de Chéticamp, la forêt n'est pas interrompue par une montagne comme ailleurs sur l'île. Les arbres représentatifs de cette forêt sont l'érable à sucre (Acer saccharum), le merisier (Prunus avium), le hêtre américain (Fagus grandifolia), le sapin baumier (Abies balsamea) et la pruche (Tsuga). Les arbres les plus représentatifs de la forêt boréale sont le sapin baumier (Abies balsamea) et le bouleau à papier (Betula papyrifera) mais on retrouve aussi l'épinette blanche (Picea glauca) et l'épinette noire (Picea mariana). Les arbres restent relativement petits et ne vivent pas plus de 50 à 100 ans. L'épaisseur du couvert forestier et les sols acides expliquent la rareté des buissons et des strates herbacées. Les végétaux les plus courants du sous-bois sont la trientale boréale (Trientalis borealis), la clintonie (Clintonia), le cornouiller du Canada (Cornus canadensis), la maïanthème du Canada (Maianthemum canadense), la linnée boréale (Linnaea borealis) et le sphaigne brun.

##### Faune

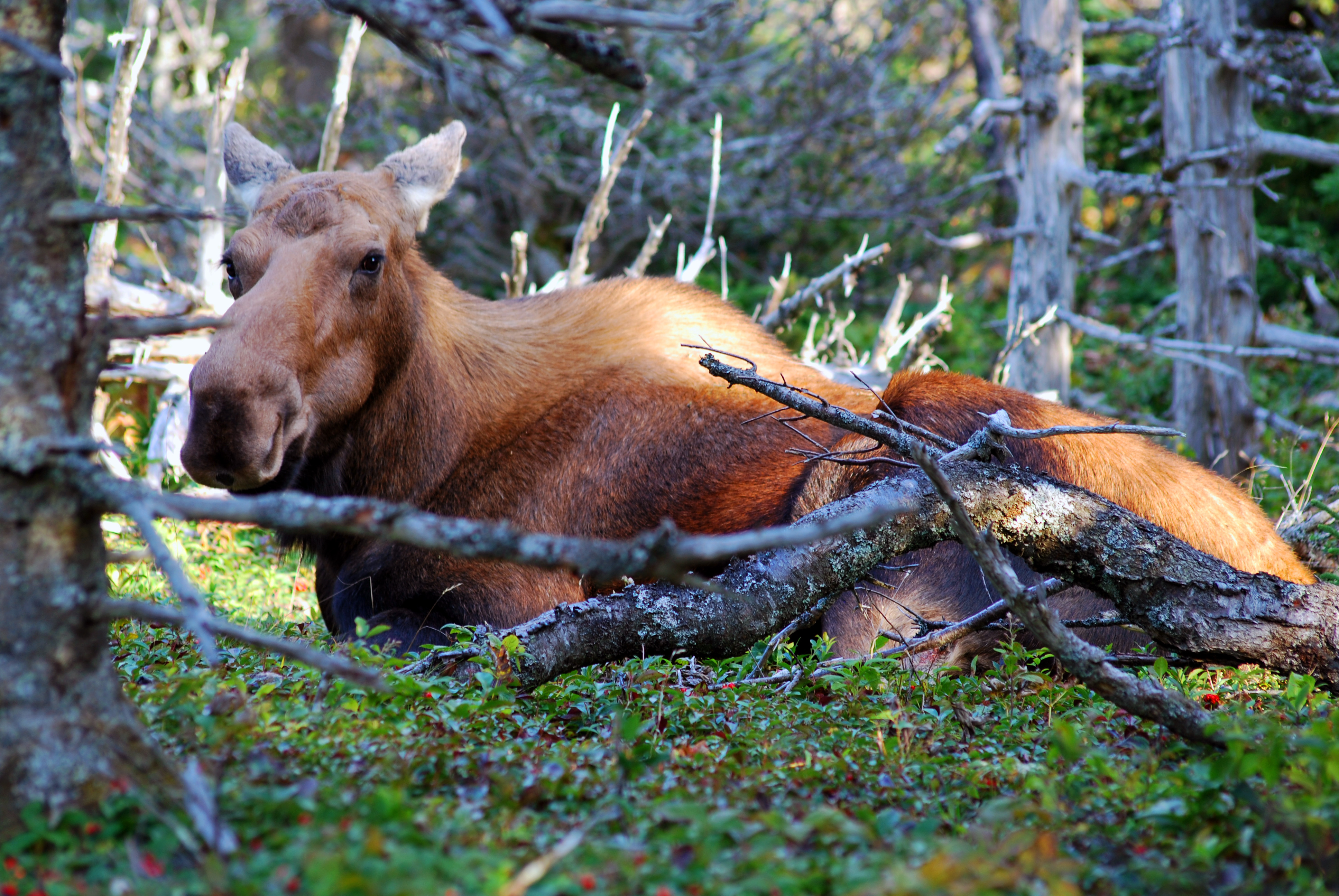
Un orignal photographié dans le parc national.

La région de Chéticamp abrite une quarantaine d'espèces de mammifères, soit 75 % de celles présentes dans la province. Il y a plus de 200 espèces d'oiseaux, dont environ la moitié qui s'y reproduisent. Dix espèces de poissons d'eau douce sont présentes, soit le tiers de celles que l'on retrouve dans la province. Des obstacles naturels comme le plateau du Cap-Breton et le détroit de Canso empêchent en effet plusieurs espèces de s'établir dans les environs. La température trop froide explique aussi la faible présence d'amphibiens et de reptiles, alors que la rareté des poissons s'explique par le faible niveau d'eau en été et l'eau riche en oxygène mais pauvre en nutriments. Quelques espèces comme le raton laveur, le coyote et le lynx roux ont tout de même profité de la construction de la chaussée de Canso en 1956 pour venir s'y établir. Le cerf de Virginie fut introduit par les humains au début du XXe siècle. Quelques espèces comme le campagnol des rochers et la musaraigne de Gaspé sont aussi isolées du reste de leur population.
Les principaux mammifères de la forêt acadienne sont le renard roux (Vulpes vulpes), l'ours noir (Ursus americanus), le lynx roux (Lynx canadensis), le cerf de Virginie (Odocoileus virginianus), la souris sauteuse des bois (Napaeozapus insignis), la souris sauteuse des champs (Zapus hudsonicus) et la musaraigne cendrée (Sorex cinereus). Les mammifères représentatifs de la forêt boréale sont le lièvre d'Amérique (Lepus americana), l'écureuil roux (Tamiasciurus hudsonicus), le campagnol à dos roux de Gapper (Clethrionomys gapperi), le lynx du Canada (Lynx lynx), la martre d'Amérique (Martes americana) et l'orignal (Alces alces). Les mammifères marins les plus souvent observés sont le globicéphale (Globicephala melaena), le petit rorqual (Balaenoptera acutorostrata), le dauphin à flancs blancs (Lagenorhyncus acutus) et le phoque commun (Phoca vitulina).
Les rivages sont un lieu de nidification des oiseaux suivants durant l'été : le goéland argenté (Larus argentatus), le goéland marin (Larus marinus), le guillemot à miroir (Cepphus grylle), le grand Cormoran (Phalacrocorax carbo) et le cormoran à aigrettes (Phalacrocorax auritus). D'autres oiseaux passent l'hiver sur le rivage, dont l'eider à duvet (Somateria mollissima), le garrot à œil d'or (Bucephala clangula), la macreuse (Melanitta), le harle huppé (Mergus serrator) et le guillemot marmette (Uria aalge). Le Cap-Breton n'est pas situé sur les grandes routes migratoires mais certains oiseaux comme le chevalier grivelé (Actitis macularius) et plongeon huard (Gavia immer) font un arrêt au parc. Les espèces représentatives de la forêt acadienne sont le viréo aux yeux rouges (Vireo olivaceus), le merle d'Amérique (Turdus migratorius), la grive à dos olive (Catharus ustulatus), le geai bleu (Cyanocitta cristata), la moucherolle tchébec (Empidonax minimus), la mésange à tête noire (Poecile atricapillus), le roselin pourpré (Carpodacus purpureus), le cardinal à poitrine rose (Pheucticus ludovicianus), le bruant à gorge blanche (Zonotrichia albicollis), 18 espèces de parulines (Parulinae), la grive solitaire (Catharus guttatus), le roitelet à couronne rubis (Regulus calendula), la mésange à tête brune (Poecile hudsonica), le viréo à tête bleue (Vireo solitarius), le mésangeai du Canada (Perisoreus canadensis), le pic à dos noir (Picoides arcticus), la paruline rayée (Dendroica striata), la paruline à tête cendrée (Dendroica magnolia), le tétras du Canada (Falcipennis canadensis) et le grand Corbeau (Corvus corax). La taïga est fréquentée par la grive de Bicknell (Catharus bicknelli) et le grand Chevalier (Tringa melanoleuca). Les oiseaux de proie sont représentés par le pygargue à tête blanche (Haliaeetus leucocephalus), la buse à queue rousse (Buteo jamaicensis), l'épervier brun (Accipiter striatus), le busard Saint-Martin (Circus cyaneus), la chouette rayée (Strix varia) et le grand-duc d'Amérique (Bubo virginianus). Parmi les espèces introduites se trouvent l'étourneau sansonnet (Sturnus vulgaris) et le moineau domestique (Passer domesticus).
Les amphibiens les plus fréquents sont la salamandre cendrée (Plethodon cinereus), la salamandre maculée (Ambystoma maculatum), la grenouille des bois (Rana sylvatica), la rainette crucifère (Pseudacris crucifer) et le crapaud d'Amérique (Bufo americanus) alors que le triton vert (Notophthalmus viridescens), la grenouille léopard (Rana pipiens), la grenouille verte (Rana esculenta), la grenouille du Nord (Rana septentrionalis) et la grenouille des marais (Rana palustris) se trouvent dans les étangs et les lacs. La grenouille verte serait l'espèce d'amphibien la plus fréquente. Il y a quatre espèces de serpents non venimeuses, soit la couleuvre rayée (Thamnophis sirtalis), la plus fréquente, mais aussi la couleuvre à ventre rouge (Storeria occipitomaculata), la couleuvre à collier (Diadophis punctatus edwardsi) et la couleuvre verte (Opheodrys vernalis). La tortue des bois (Glyptemys insculpta) a été observée près du parc et la tortue luth (Dermochelys coriacea), en voie de disparition, fréquente parfois les rives.

##### Protection de l'environnement
Il y a peu de mesures de protection de l'environnement à Chéticamp. Par contre, la protection de la rivière de la Prairie, du bassin du Redman, du lac à Dominique et de l'anse à Johnny à Eusèbe est proposée, alors que l'Association des saumons de Chéticamp tente de rétablir la population de saumon atlantique dans la rivière. Chéticamp est aussi la seule communauté du nord de l'île possédant un plan de zonage, interdisant entre autres la construction d'usines dans les zones à risques. L'eau potable est considérée propre dû au faible nombre d'industries mais il y a déjà eu des cas de contamination des sources. La contamination au radon est plus fréquente dans les résidences de Chéticamp.

### Géographie humaine

#### Transport

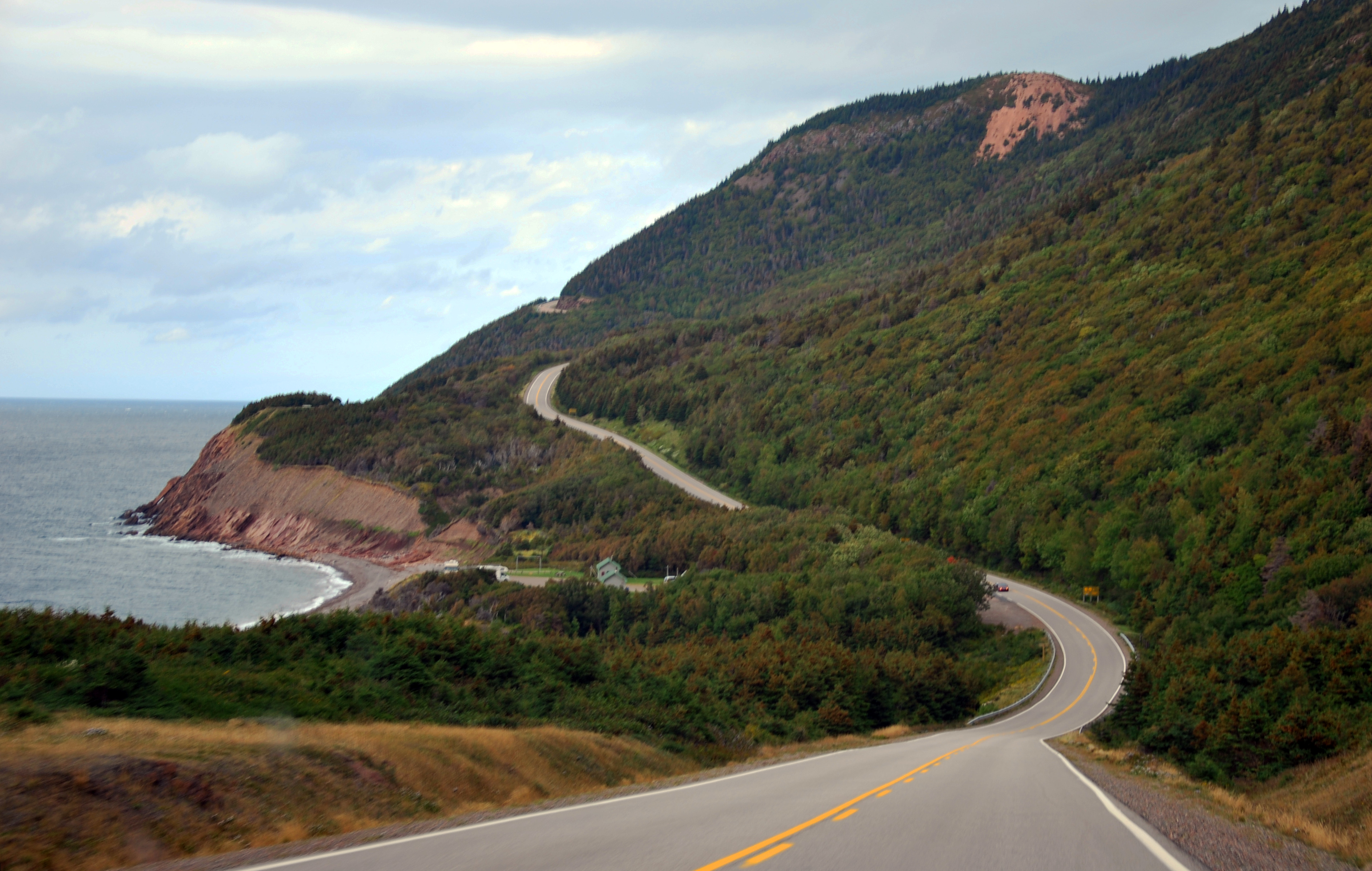
La Piste Cabot constitue le principal moyen d'accès vers Chéticamp.

Un autobus se rend trois fois par semaine à Sydney. L'Inverness Shuttle est une navette routière reliant quotidiennement Chéticamp à Halifax, entre les mois de juillet et de septembre. Il y a un héliport en ville, normalement réservé pour l'ambulance. Les aéroports les plus proches sont l'aéroport de Sydney et l'aéroport d'Halifax.
Il y a peu de places de stationnements et cela cause des problèmes sur la piste Cabot. La construction d'une route secondaire passant à l'est de la ville est projetée.

#### Morphologie urbaine

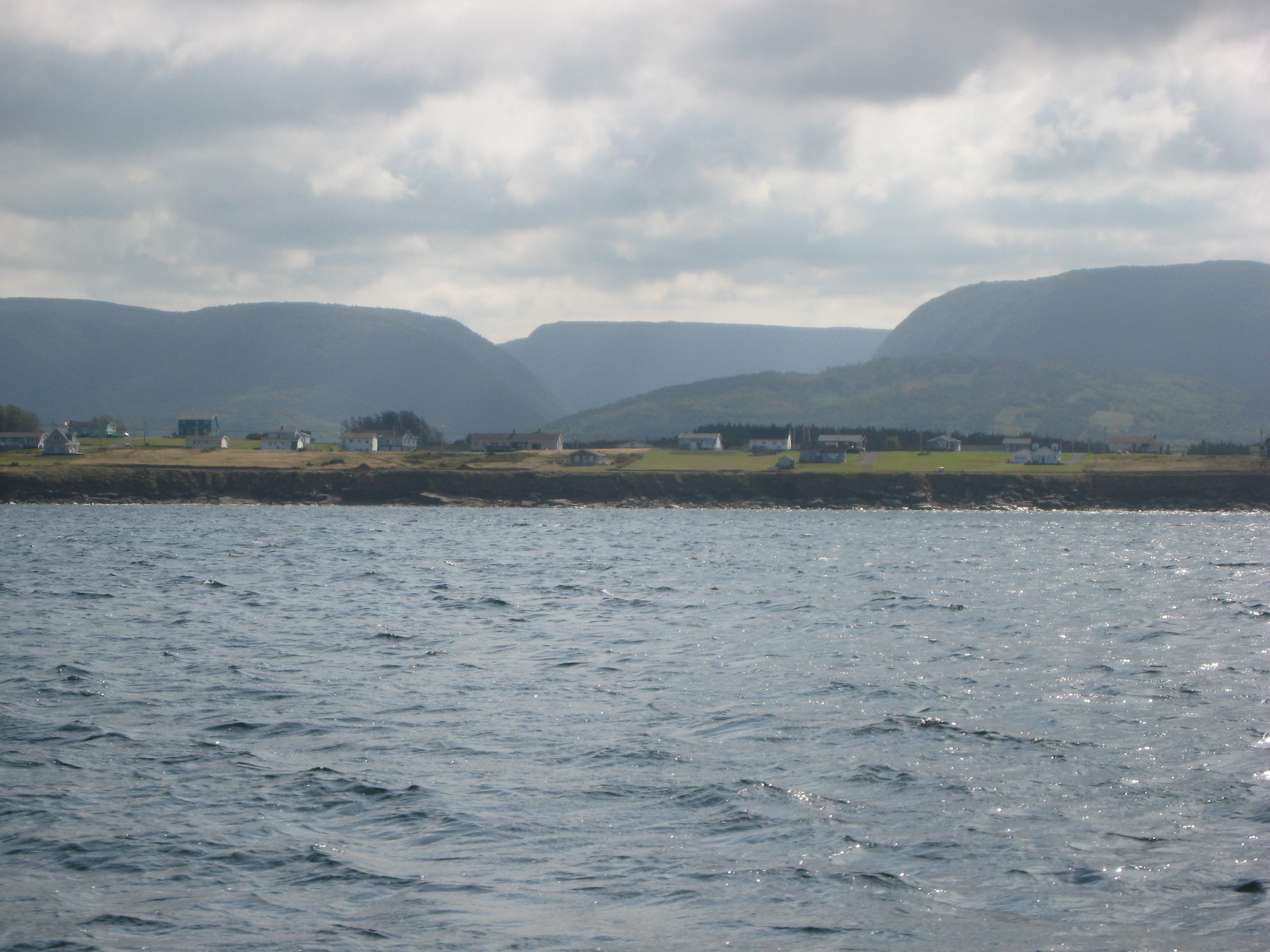
Un quartier résidentiel vu de la mer.

Chéticamp à proprement parler s'étend sur plus de quatre kilomètres le long de la piste Cabot, au bord du havre. Il comprend la plupart des commerces des institutions et des résidences. Le long de la même route, à un kilomètre au nord-est, se trouve Petit-Étang, au bord de l'étang du même nom. La Prairie est situé légèrement plus à l'est à l'est, séparé par le marais du ruisseau Aucoin. Au sud de La Prairie s'élève Le Platin et Belle-Marche. Le Plateau est situé au sud-est de Chéticamp et au sud de Belle-Marche. Encore plus au sud se trouve Pointe-à-la-Croix (Point Cross).
La ville s'est développée à l'origine à partir de la Pointe de l'île de Chéticamp car la dune empêchait les bateaux d'entrer au havre. Le premier noyau urbain s'est ensuite formé sur le Banc, près de l'établissement Robin. Au début du XIXe siècle, plusieurs familles s'étaient déjà installées loin de la mer, d'abord au Platin et à La Prairie, par manque d'espace mais aussi pour se protéger contre d'éventuelles attaques anglaises, pour avoir un meilleur accès à l'eau potable et au bois ainsi que pour avoir de meilleures terres agricoles. Le noyau urbain s'est par la suite déplacé le long de la piste Cabot. Depuis les années 1970, il y a surtout des constructions en secteur rural à l'est et au nord du centre-ville, le long des routes ; de grands secteurs restent sous-développés dû au manque de routes secondaires.

#### Logement
La subdivision C du comté d'Inverness comptait 3 300 logements privés en 2006, dont 2 428 occupés par des résidents habituels. Parmi ces logements, 81,2 % sont des maisons individuelles, 8,7 % sont des immeubles de moins de cinq étages, 2,3 % sont des maisons jumelées et 0,4 % sont des appartements ou duplex. Enfin, 7,4 % des logements entrent dans la catégorie autres, tels que les maisons-mobiles. 82,3 % des logements sont possédés alors que 17,7 % sont loués. 77,9 % ont été construits avant 1986 et 10,1 % ont besoin de réparations majeures. Les logements comptent en moyenne 6,4 pièces et 1,0 % des logements comptent plus d'une personne habitant par pièce. Les logements possédés ont une valeur moyenne de 131 485 $, comparativement à 158 000 $ pour la province.

## Histoire
Royaume-Uni de Grande-Bretagne et d'Irlande (1801-1867)

### Origines

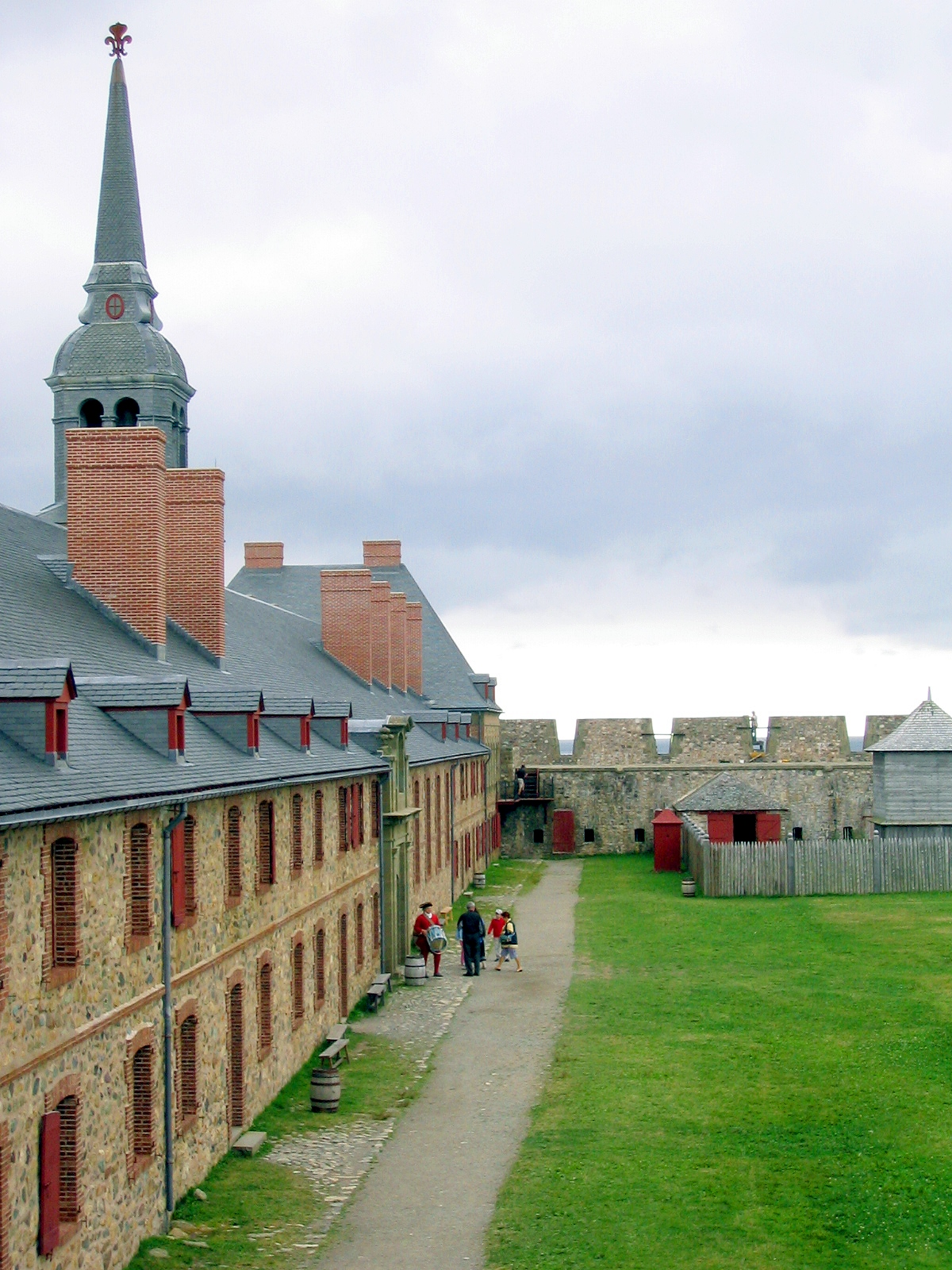
Reconstitution de la forteresse de Louisbourg.

Les Micmacs, probablement arrivés de l'ouest du Canada il y a 3 000 ans, fréquentent les lieux lors de leurs voyages de chasse, notamment La Petite Rivière, Le Platin et La Frênière. Il n'y a par contre aucune preuve d'établissement permanent. Il est probable que des pêcheurs basques et bretons, présents dans le golfe du Saint-Laurent dès le XIIIe siècle, construisent des cabanes à La Pointe pour sécher la morue. Selon James Finner Baxter, Jacques Cartier aperçoit Chéticamp en retournant de son deuxième voyage en Amérique, le 1er juin 1536. L'Acadie est fondée en 1604 et bien que le Cap-Breton en fasse partie, les Français n'ont aucun établissement permanent à Chéticamp. Certaines familles s'établissent par contre de façon temporaire, comme celles de François Chomable et de Jean François. Au XVIIe siècle, le gouverneur Nicolas Denys visite parfois Chéticamp et mentionne le lieu dans sa Description de l'Amérique Septentrionale. Un poste de pêche existe sur La Pointe durant la première moitié du XVIIIe siècle et les Français ont même un chantier naval à Chéticamp.

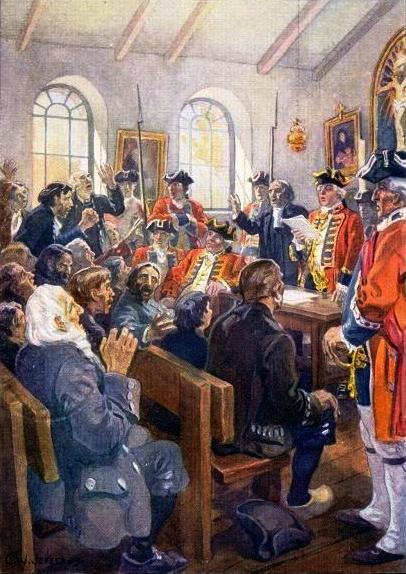
Lecture de l'ordre de déportation des Acadiens à Grand-Pré.

Après plusieurs guerres, le royaume de Grande-Bretagne obtient le contrôle d'une partie de l'Acadie avec la signature du traité d'Utrecht en 1713. La France conserve la partie continentale de l'Acadie et les îles, y compris le Cap-Breton, ce qui est contesté par la Grande-Bretagne. La tension monte, alors que la France tente de peupler l'île du Cap-Breton et que les deux puissances construisent plusieurs forts, dont la forteresse de Louisbourg située à l'est de l'île. Les Britanniques commencent la Déportation des Acadiens en 1755. Ils prennent ensuite possession de l'île du Cap-Breton après la chute de la forteresse de Louisbourg en 1758. Ceux ayant échappé à la capture trouvent pour la plupart refuge dans des régions isolées de l'Acadie ou meurent de froid, de faim et de maladies. Les captures se poursuivent jusqu'à la Proclamation royale de 1763, qui permet alors aux Acadiens de revenir s'établir sur leurs terres, à condition qu'elle ne soit pas déjà occupée par un Britannique. Plusieurs sont par contre expropriés ou exploités par les propriétaires terriens anglais.

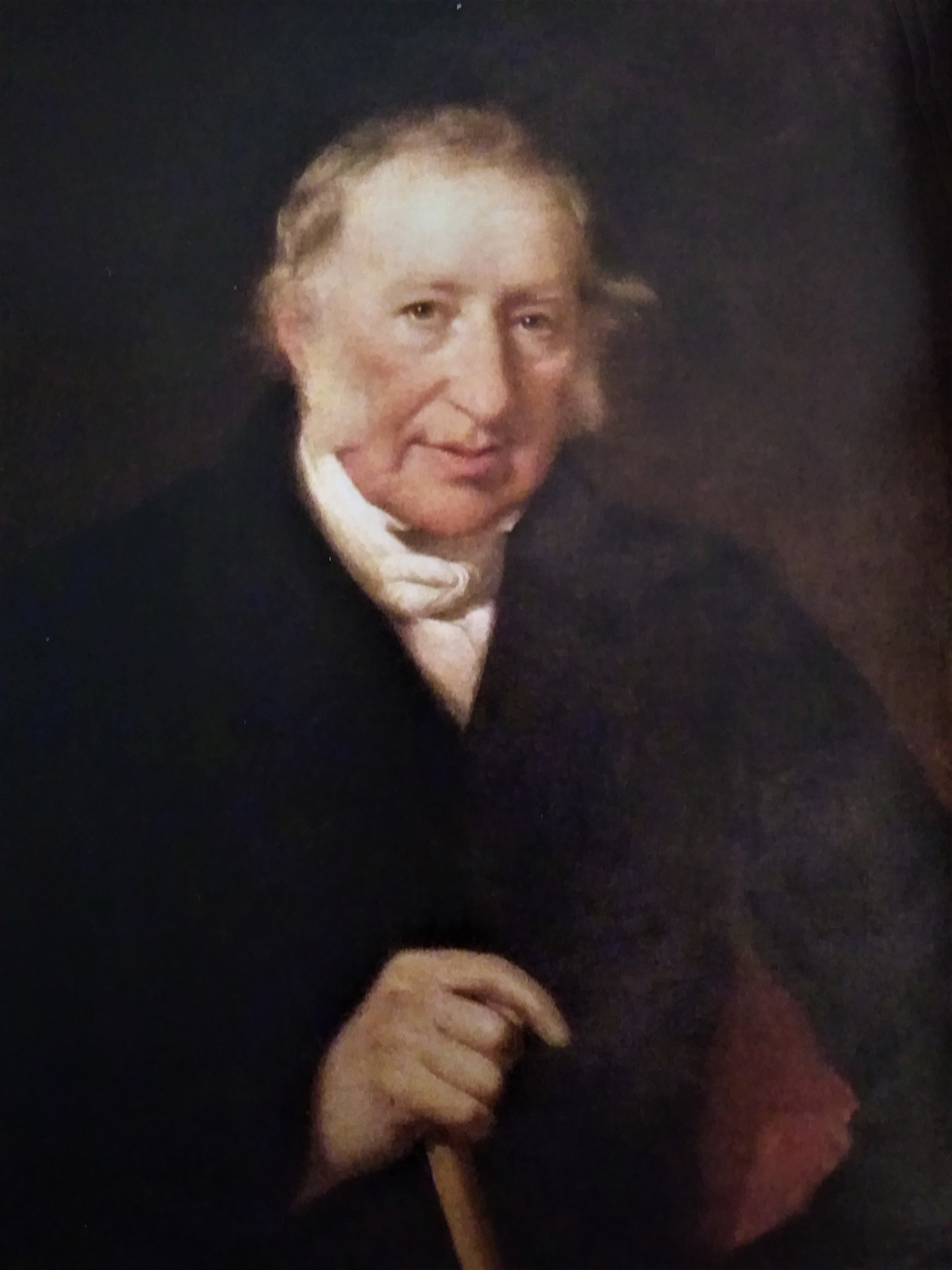
Charles Robin, cofondateur de la Robin, Pipon et Cie., plus tard connue sous le nom de la Charles Robin et Cie. puis de la Robin, Jones, Whitman et Cie. Elle est couramment appelée Compagnie Robin ou les Jersiais.

Le Jersiais Charles Robin fonde un poste de pêche à La Pointe de l'île de Chéticamp en 1770 mais l'endroit n'est toujours pas habité en 1780. Par contre, Pierre Bois et Joseph Richard, originaires de Port-Toulouse, sont déjà établis à Chéticamp en 1782. Joseph Richard quitte peu de temps après pour Tracadie et n'a pas de descendance sur place. La première vague de colonisation de la région de Chéticamp a lieu en 1785, lorsque plusieurs familles liées aux fondateurs viennent les rejoindre, soit les Aucoin, Bois, Deveau, Doucet, Gaudet, Poirier et Richard. La plupart d'entre eux avaient déménagé plusieurs fois depuis la Déportation. Le premier hiver est dur et trois personnes meurent. Le lieutenant-gouverneur Joseph Frederick Wallet Desbarres tente aussi d'attirer des Acadiens au Cap-Breton en leur offrant terres et vivres pour éviter qu'un trop grand nombre s'établissent à Saint-Pierre-et-Miquelon, ce qui pourrait nuire au commerce britannique. Plusieurs autres familles emménagent à Chéticamp durant les 15 années suivantes, la plupart du temps pour rejoindre leurs proches ou pour échapper à leurs seigneurs anglais. Les familles suivantes arrivent en 1786 : les Boudrot, les Chiasson, les Cormier et les Leblanc, ainsi que d'autres Aucoin, Deveau et Gaudet. À noter que Joseph Aucoin et son épouse Marie Hébert avaient adopté Cyriac Roche (Roach), un Irlandais âgé de deux ans. Certaines familles de cette seconde vague quittent peu de temps après. Joseph Leblanc arrive en 1788, ainsi que probablement la famille Maillet. Le Français Jean Bourgeois s'établit en 1792. Un Madelinot aussi appelé Jean Bourgeois arrive en 1820 mais a seulement des filles. Certains Chiasson retournent à l'île du Prince-Édouard alors que Basile Chiasson revient à Chéticamp en 1800, accompagné de beaucoup d'autres membres de la famille. Les Romard de Tracadie arrivent avant 1809, peu après les Lapierre des îles de la Madeleine et avant les Larade, Haché et Broussard de Margaree. Les Camus vient de Plaisance et les Shumph de Québec. Il semble que certains prisonniers de guerre s'évadent au début du XIXe siècle pour venir vivre chez les Acadiens. De plus, des marins français se réfugient à Chéticamp, dont Servant, Nazaire et François Lefort ainsi que Louis Luidée et Pierre Chapdeleine. Ils quittent rapidement la ville pour les îles de la Madeleine car leur présence pourrait attirer des représailles. François Lefort, Louis Luidée et Pierre Chapdeleine reviennent tout de même quelques années plus tard. Certains marchands Jersiais se convertissent au catholicisme et décident de rester sur place et sont donc les ancêtres des Beuillat, des Avy et des Lelièvre. Les Levert et les D'Or, d'origine française, ainsi que les Buttler, les Flinn, les Oddle et les Harris, des Irlandais, viennent compléter la population chéticantine. À l'époque, Chéticamp est en quelque sorte habité par une seule grande famille, ce qui fait craindre à plusieurs reprises la consanguinité aux missionnaires, bien que la population augmente ensuite rapidement.

### Ère des compagnies de pêche

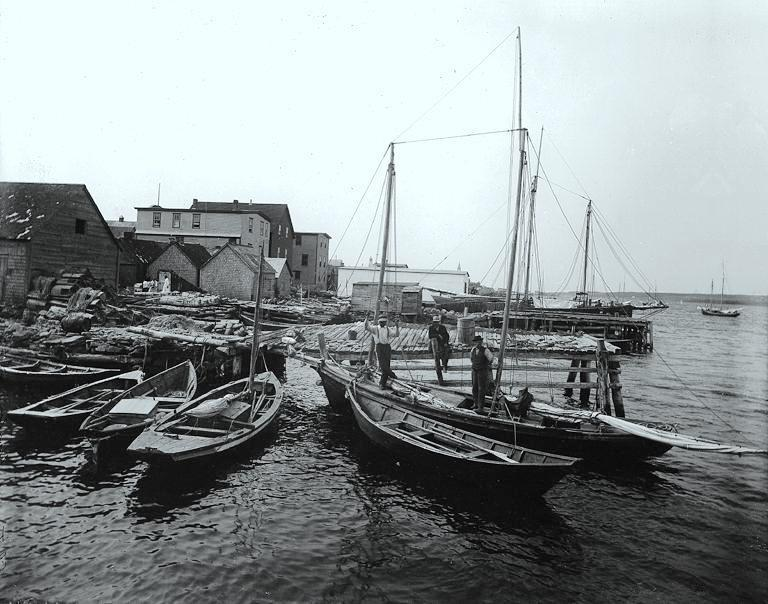
Le port de Chéticamp, vers 1914

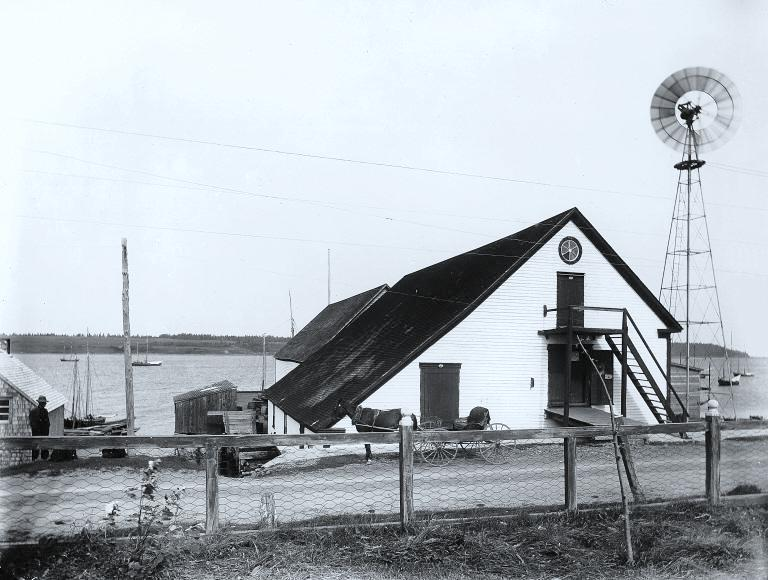
Usine de traitement du poisson de Robin Jones Whitman, Chéticamp, vers 1914

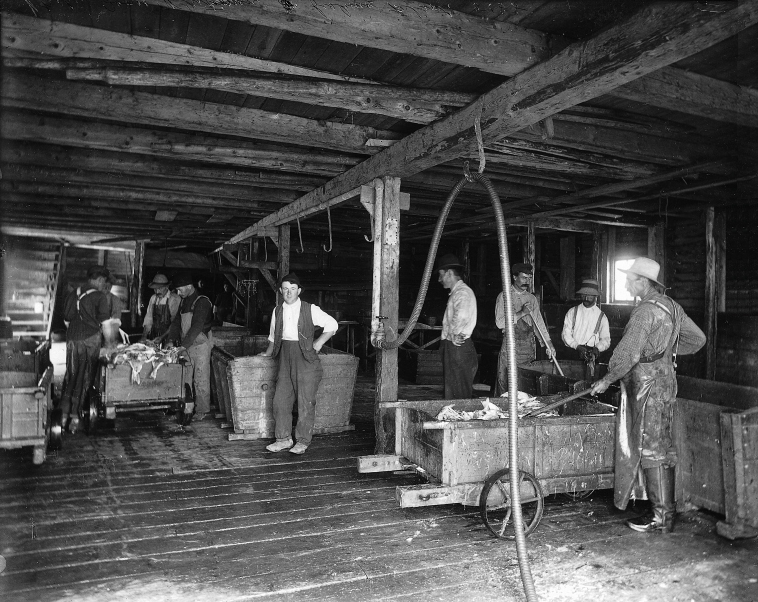
Usine de traitement du poisson de Robin Jones Whitman, Chéticamp, vers 1914

Afin d'éviter l'expulsion comme à l'île du Prince-Édouard, la population obtient le 27 septembre 1790 du gouvernement de Sydney une charte officialisant leur propriété. Le territoire de 7 000 acres est ainsi divisé en 14 lots, dont celui de la Compagnie Robin qui possède le sud de l'île alors que le nord demeure une terre de la Couronne. Les lots ne sont pas accordés à une personne en particulier et la population doit donc la subdiviser. Les contrats ont à l'origine force de loi mais la seconde génération de propriétaires conteste les choix de leurs parents et il y a beaucoup d'incompréhension et de querelles.
En 1790, les Jersiais possèdent déjà un port important et le seul magasin. La vie économique et sociale s'organise de plus en plus autour de la pêche, l'agriculture décline et peu à peu, les Jersiais possèdent tout le matériel. Les pêcheurs doivent louer les bateaux en donnant un dixième de leurs prises. Les employés d'usines travaillent souvent 10 ou 12 heures par jour et reçoivent un faible salaire compte tenu du cours du poisson à l'époque ; la nourriture, de qualité médiocre, est rationnée. Les pêcheurs et employés d'usine sont payés avec des crédits distribués une fois l'an et seulement acceptés dans les magasins de la compagnie. Il arrive donc fréquemment qu'une personne doive s'endetter pour pouvoir survivre.
Peu avant 1812, Jean Lelièvre ouvre le premier magasin indépendant, à la pointe à Cochons.
Une émeute éclate lors de l'élection provinciale 1832. Le comté de Cap-Breton regroupe alors toute l'île et quatre bureaux de vote ouvrent à tour de rôle, le dernier étant à Chéticamp. Lors du troisième vote, à Port Hood, William Young et Peter Smith arrivent à égalité. Des militants écossais au service de Young se rendent alors à Chéticamp, dont la population est très favorable à Smith. Le matin du deuxième jour de vote, les Écossais prennent possession des urnes et forcent les partisans de Smith à quitter les lieux. La tradition orale affirme que deux cents Acadiens retournent au bureau de vote armés de mousquets et que seul le curé Courteau peut empêcher un bain de sang.
Au milieu du XIXe siècle, le marchand Sam Lawrence de Margaree vient ouvrir un second poste de pêche à Chéticamp ainsi qu'un magasin au Havre. La présence d'une seconde compagnie ne change pas les conditions de vie de la population. Seuls quelques pêcheurs possédant une grande goélette peuvent vendre leur poisson à d'autres marchands. Plusieurs marchands étrangers viennent à Chéticamp pour acheter du poisson mais repartent les mains vides, les pêcheurs ayant peur des représailles des Compagnies.
Le port de la Pointe est situé trop loin du centre-ville et n'est pas protégé du vent. À la demande du père Girroir, le platié, une dune couverte de seulement quelques décimètres d'eau et rendant difficile l'accès au havre de Chéticamp, est dragué en 1874 avec l'aide du gouvernement fédéral. Un marchand de Pictou du nom de MacFayden ouvre la première usine de transformation du homard en 1876, au havre. Celle-ci fonctionne pendant deux ou trois ans avant d'être rachetée par Sam Lawrence, qui la ferme après huit ans. Les Robins ouvrent aussi une usine à la Pointe, qui est rachetée par le Père Fiset en 1896 et qui ferme ses portes en 1909. Le gouvernement fait construire un port au havre en 1888, s'ajoutant à ceux du père Fiset et de la compagnie Lawrence. Des phares sont installés en 1890. Le havre de Chéticamp accueille désormais des goélettes américaines en cas de tempête et des navires-hôpitaux ; la flotte locale s'élève à une vingtaine de grandes goélettes. H. L. Foran, de Portland, ouvre une autre usine de homard en 1898 à l'anse du Bois-Marié et fait affaire jusqu'en 1921. Vers 1900, deux Chéticantins ouvrent leur propre usine, Charles Chiasson à Cap-Rouge et Fulgence Aucoin à la Cave-à-Loups (près du havre). Plusieurs autres usines sont construites mais les deux seules importantes sont la seconde usine que la compagnie Robin construit en 1947 au havre puis l'usine de la coopérative. Les Robins déménagent leurs activités au havre de Chéticamp en 1903, alors que la présence de plus en plus de commerces les forcent à devenir plus flexibles. Le père Fiset achète leur ancienne propriété puis le gouvernement fédéral y construit un nouveau port mais celui-ci est en déclin. À la mort de Walter Lawrence, le frère de Sam, en 1906, le Chéticantin Charles Aucoin devient le propriétaire de la compagnie, qu'il vend en 1911 à la Matthews & Scott Company de Queensport. Ceux-ci se montrent plus humains envers les employés et les paient en argent comptant.

### Révolution économique et sociale

#### Industrie minière

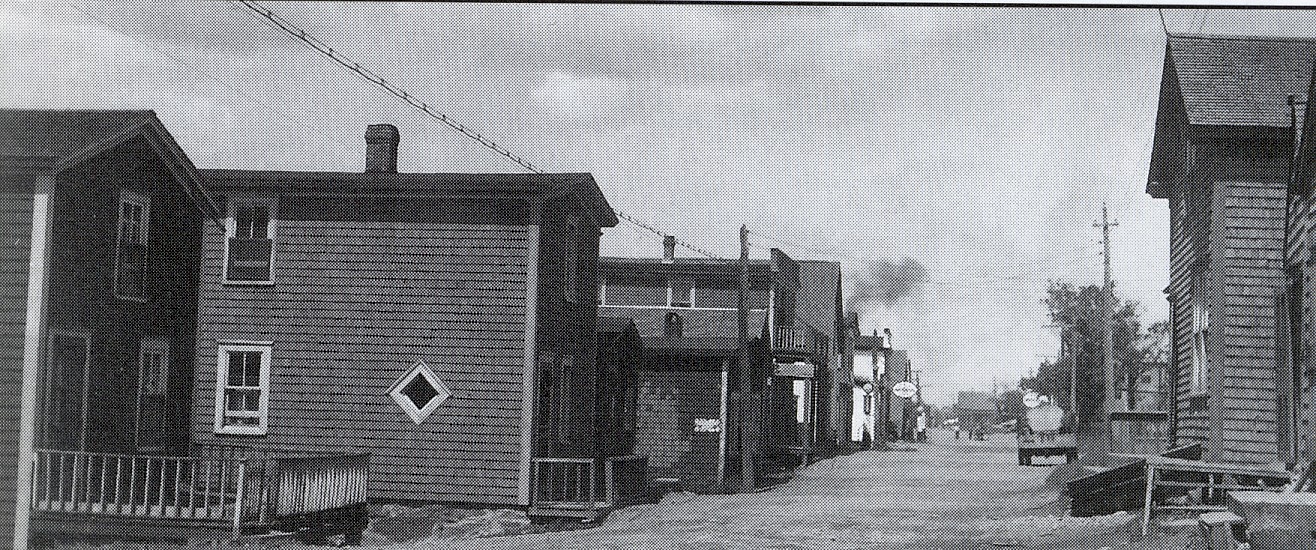
La rue principale de Chéticamp vers 1920.

À la fin du XIXe siècle, des prospecteurs cherchent sans succès de l'or et du cuivre au pied de la montain à Jérôme, à Cap-Rouge. La Cheticamp Mining Company exploite une mine de plomb à La Prairie à partir de 1898 mais doit cesser ses activités deux ans plus tard car le minerai n'est pas assez riche. La Henderson & Potts exploite une mine de baryum pendant plusieurs années à Cap-Rouge mais les difficultés de transport mettent fin aux activités de la compagnie. Une entreprise dont le nom n'est pas connu investit une somme considérable dans une mine d'or au Plateau mais ferme ses portes après quelques années sans laisser de traces. En 1926, un groupe de citoyens intrigués par cette mystérieuse exploitation tente de reprendre les activités mais doit abandonner, faute de moyens et d'aptitudes nécessaires.

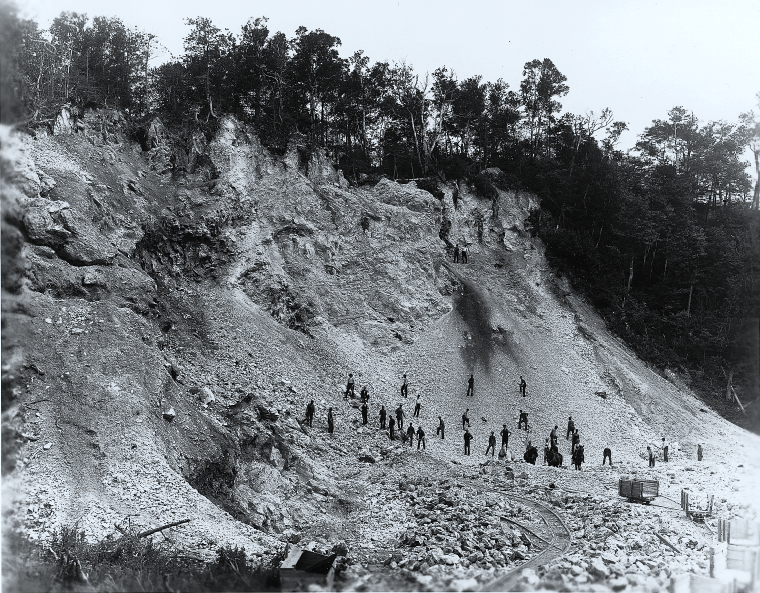
Great Northern Plaster Mining Co., Chéticamp, vers 1914.

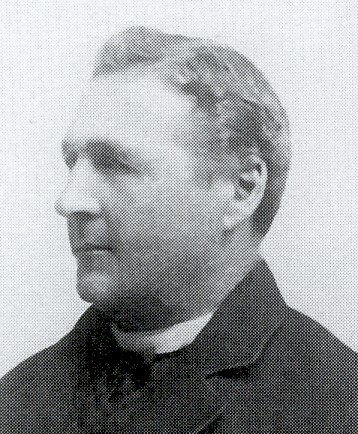
Pierre Fiset.

En 1897, M.W. Grandin, un prospecteur néo-glaswegien, découvre du gypse dans une montagne de Belle-Marche. La Great Northern Mining Company est formée en 1907 avec le curé Pierre Fiset comme président. La machinerie et un navire de 5 000 tonneaux, l'Améthyste, sont achetés en 1908 grâce aux actions vendues surtout à Québec. Le plâtre est transporté au port de la Pointe en charrette puis par tracteur et enfin par un chemin de fer à partir de 1911. La mort de Fiset, survenue en 1913, nuit aux activités et les employés travaillent pendant sept mois sans être payés. La production arrête la même année mais le montréalais James Brodie achète la mine en faisant miroiter sa fortune. Les employés travaillent un autre mois sans être payés puis déclenchent une grève. Brodie leur envoie un chèque de paye sans fonds. Au moment où les employés déclenchent un recours collectif, P.M. O'Neil, qui avait fait construire le chemin de fer, prend le contrôle de la mine et paie les employés mais ne reprend pas l'exploitation. La production reprend en 1923 avec l'achat par l’International Gypsum Company mais cesse après un an. La mine est vendue à l’American Company Atlantic Gypsum, qui redémarre la production mais cesse la transformation du gypse sur place. La mine est finalement vendue à la National Gypsum Company en 1936. C'est la période la plus productive de la mine jusqu'à sa fermeture définitive en 1939 à cause de la Seconde Guerre mondiale et de la découverte d'un meilleur gisement à Dingwall (en).

#### Mouvement coopératif
En 1915, quelques pêcheurs de Chéticamp fondent la première coopérative de vente des Maritimes et probablement la première coopérative de pêcheur en Amérique du Nord, vraisemblablement inspirée par la fondation d'un magasin coopératif par des mineurs de Sydney Mines en 1907. Les débuts furent modestes. Les pêcheurs utilisaient le port et le hangar du gouvernement et scellaient les conserves de homard avec un fer rouge puis le vendaient à Halifax, Charlottetown et Port Elgin. Une maison fut plus tard achetée pour servir de hangar et de bureau puis une usine fut construite, plus tard agrandie. Après quelques années, la plupart des pêcheurs de la Pointe faisaient partie de la coopérative.

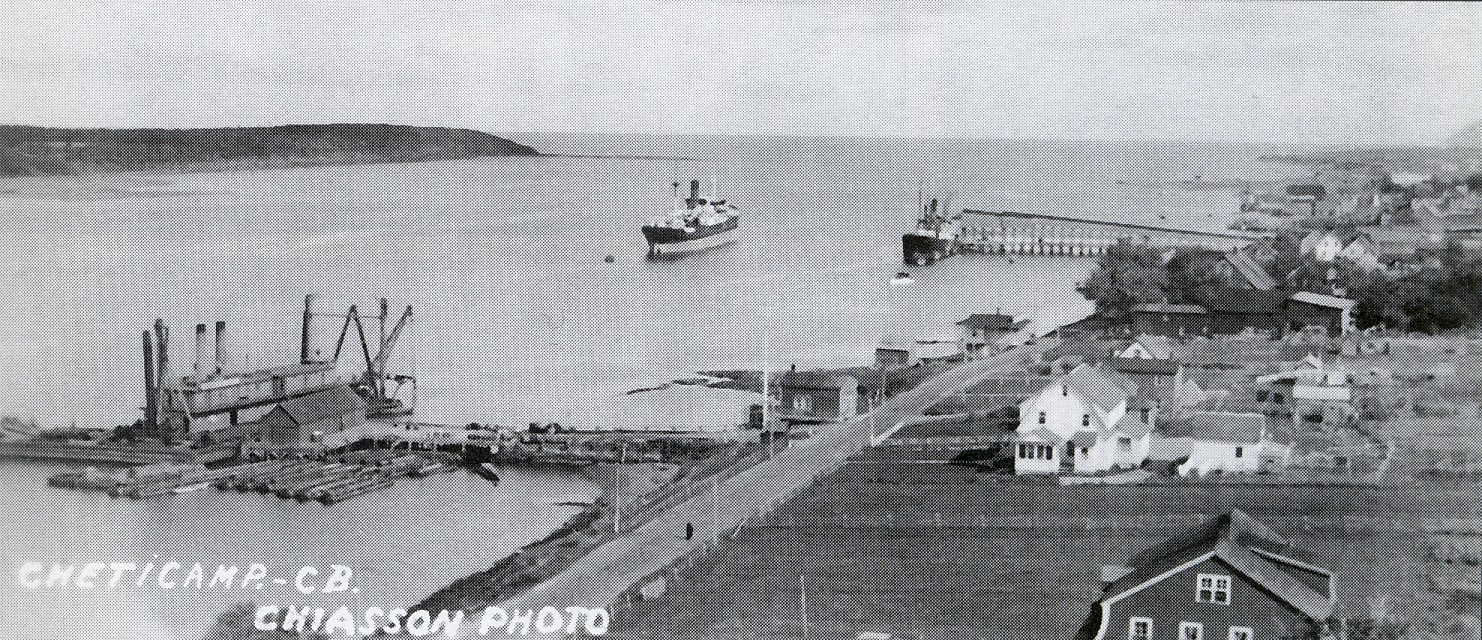
Le havre de Chéticamp en 1925.

Les provinces maritimes, en particulier les régions acadiennes, furent durement touchées par la Grande Dépression. En 1933, des pêcheurs du havre, inspirés par le succès de la coopérative de la Pointe, fondèrent leur propre coopérative, la Chéticamp Fishermen Cooperative, Limited. Au printemps 1934, une usine de transformation du homard et un quai avaient déjà été construits. Les pêcheurs achetaient seulement leurs agrès de pêche en gros mais ils décidèrent de fonder en 1935 un magasin coopératif à Petit-Étang. Le magasin fut remplacé par un plus grand en 1938. La coopérative de la Pointe fut dissoute par ses membres en 1940 afin de se joindre aux activités florissantes du havre. La caisse populaire de Chéticamp ouvrit ses portes en 1936. Peu de temps après, la caisse acheta l'ancien magasin de Léo Bellefontaine à L'Impériale Esso pour le transformer en magasin coopératif. Un marchand jaloux offrit une importante somme à la caisse, qui la refusa. En 1938, le magasin ouvrit des succursales à Petit-Étang, au Plateau et à Belle-Marche. Le terrain du magasin incluait aussi un quai, dont la réparation fut décidée après plusieurs sessions d'études. Une usine de transformation de poisson fut construite puis le magasin ajouta le poisson à ses produits en 1942, devenant du même coup un acheteur de poisson auprès de ses membres. Face au succès grandissant du magasin appartenant à la caisse, il fusionna en 1944 avec celui appartenant à la coopérative des pêcheurs. L'usine de transformation du homard fut déplacée la même année au quai du magasin coopératif, créant une seule importante organisation. Les succursales de Petit-Étang, du Plateau et à Belle-Marche fermèrent leurs portes en 1950 pour laisser place à un populaire service de livraison à domicile.

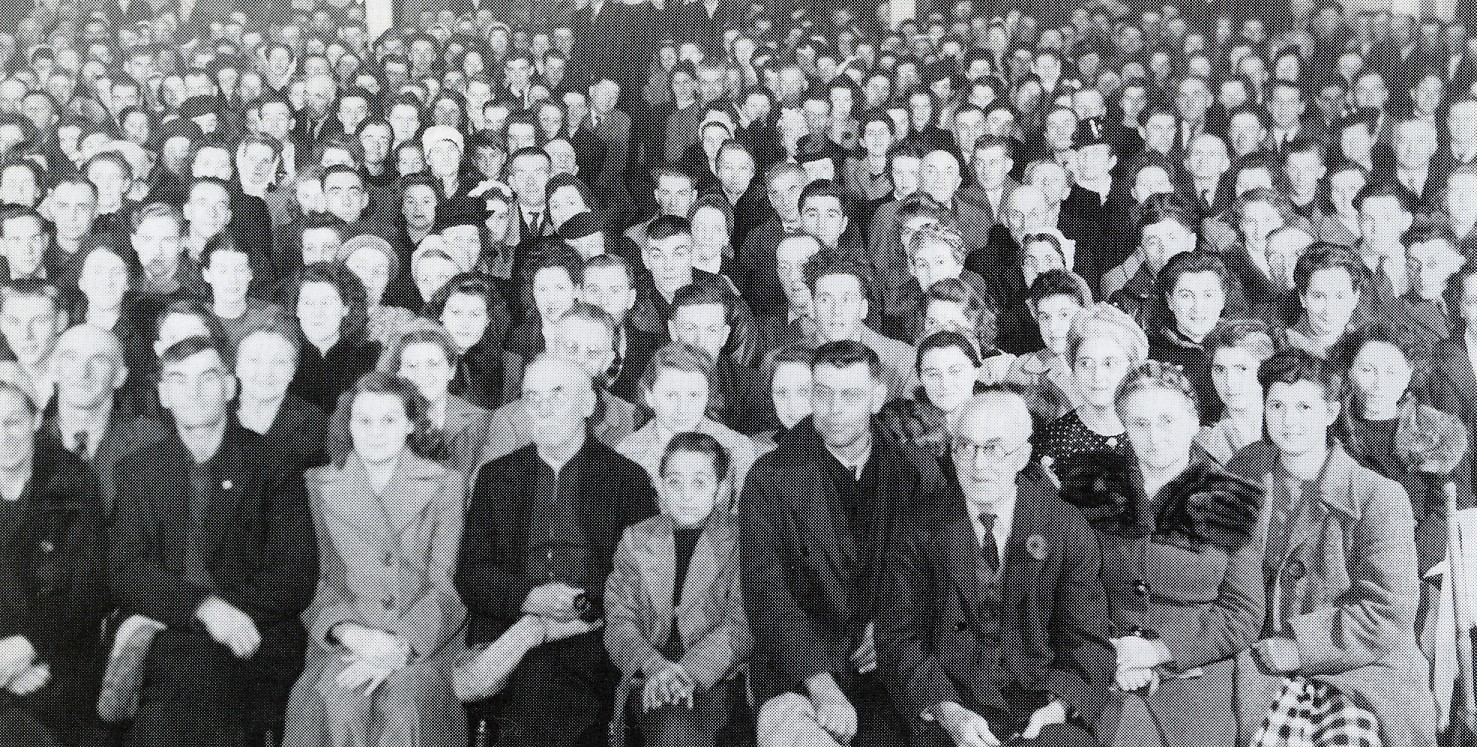
Une conférence du mouvement d'Antigonish en 1947.

Le Mouvement d'Antigonish fut lancé en 1930 et atteignit Chéticamp en 1933. Il fut connu surtout grâce aux publications car la population n'acceptait pas de suivre les cours donnés par des représentants anglophones. Alexandre Boudreau, qui joua un rôle important dans le développement des coopératives à Chéticamp, accepta d'aller donner des cours en français durant une semaine, avec une équipe de l'école des pêches de Sainte-Anne-de-la-Pocatière, le tout organisé par la Société Saint-Pierre. Ces cours, très populaires, furent bénéfiques pour le mouvement coopératif local. En novembre 1948, le Mouvement d'Antigonish en profita pour organiser quelques formations d'une durée de trois jours. Ils envoyèrent sur les lieux quelques Acadiens notables, dont Martin J. Légère, Adélard Savoie et Gilbert Finn, alors que le Chéticantin Anselme Cormier devint le responsable des relations publiques pour les villages francophones du comté. L'un des résultats immédiats de ces séances fut la séparation en 1948 de la coopérative en deux organismes, soit une coopérative de pêcheurs et un magasin coopératif. La caisse populaire acheta le magasin coopératif puis déménagea dans l'édifice. La caisse populaire construisit son propre édifice en 1949.
Jusqu'au milieu du XXe siècle, seuls les Robins possédaient un réfrigérateur à boëtes (appât). Les autres pêcheurs devaient alors capturer le hareng ou la pieuvre quand ils en trouvaient ou sinon l'acheter au prix fort à Sydney. À la suite d'une importante étude, le gouvernement provincial accéda à la demande de la population en construisant un réfrigérateur au havre, inauguré en 1949. Il pouvait contenir 300 000 boëtes et avait une annexe permettant d'entreposer les lignes prêtes à être utilisées. Afin d'assurer son indépendance, la coopérative des pêcheurs acheta l'entrepôt en 1954 grâce à une subvention du gouvernement fédéral. Au quai de la coopérative, celle du magasin, furent construits de grands hangars dotés des plus récentes technologies. Un incendie détruisit tous les bâtiments ainsi que le quai le 11 août 1955, malgré les efforts d'une centaine de pompiers et de volontaires. La coopérative se réunit immédiatement et demanda un prêt de 200 000 $ au gouvernement provincial, que ce dernier accepta à un taux de seulement 4,5 % sur 30 ans. Toutes les installations nécessitant d'être reconstruites, la coopérative décida d'effectuer les travaux à l'entrée du havre, près du réfrigérateur à boëtes ; un second réfrigérateur fut également construit. Une usine de nourriture pour animaux fut inaugurée par la coopérative des pêcheurs en 1957, permettant ainsi de récupérer les parties non commerciales du poisson. La coopérative était alors dirigée par Denis Aucoin, qui était aussi le gérant de la coopérative de Grand-Étang, permettant ainsi de diviser les tâches entre les deux organismes.

#### Amélioration des services publics
Le Dr Napoléon Fiset, le frère du père Fiset, devient le premier médecin de la ville en 1875. Le télégraphe est installé à la demande du père Fiset en 1891. Il sera en fonction jusqu'en 1959. Les Filles de Jésus s'établissent en 1903 et s'occupent des malades en plus d'enseigner.
Au début du XXe siècle, l'Institut des enseignants de langue française revendique des manuels en français pour toutes les écoles acadiennes de Nouvelle-Écosse. Face à l'insistance de la population, le gouvernement provincial crée en 1939 des cours d'été pour les enseignants francophones puis publie à partir de 1941 un nouveau programme pour les écoles acadiennes. Dès lors, un programme complet en anglais de la maternelle à la 12e année est offert aux étudiants anglophones, venant pour la plupart du village écossais voisin de Pleasant Bay. Les étudiants francophones doivent quant à eux se contenter d'une éducation en français jusqu'à la 9e puis d'une éducation bilingue de la 10e à la 12e année. Bien que la Charte canadienne des droits et libertés donnât le droit aux Acadiens d'avoir une éducation unilingue française, la population était divisée sur cette question, certains parents ayant peur que cela désavantage leurs enfants sur le marché du travail.
Le service téléphonique est introduit en 1906 mais permet seulement des appels locaux. La ville est connectée au réseau provincial en 1914 par la Maritime Telephone and Telegraph Company. La compagnie ne voulant pas installer une ligne jusqu'à Cap-Rouge, les résidents effectuent eux-mêmes les travaux. Malgré l'expropriation de Cap-Rouge en 1939, les résidents des hameaux de La Prairie et de Petit-Étang se servent de la ligne pour connecter leurs résidences.
Avec l'aide des médecins Egen et Calder, de Sydney, le père Leblanc ouvrit le premier hôpital le 24 novembre 1931, installé dans la maison de Louis Fiset et comptant 12 lits sous la responsabilité des Filles de Jésus. À cause du manque de place, l'hôpital du Sacré-Cœur est inauguré en 1938. L'électricité est introduite en 1937.

#### Débuts du tourisme

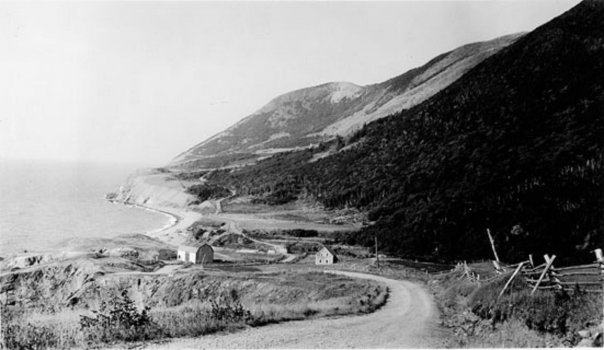
Vue d'une partie de Cap-Rouge avant son abandon.

En 1936, le gouvernement fédéral exproprie une portion du village, soit les rigouèches et le hameau de Cap-Rouge. Il crée ainsi le parc national des Hautes-Terres-du-Cap-Breton. Jusqu'à cette époque, le chemin du Roi terminait à Chéticamp. La portion jusqu'à Port Hawkesbury est élargie et les maisons du centre-ville sont déplacées. La route, renommée piste Cabot, est pavée et allongée à travers le parc national pour en faciliter l'accès. Les travaux se terminent en 1947. Le tourisme n'existait pratiquement pas auparavant. The Royal Road, le premier hôtel, ouvrit ses portes en 1907. L'Acadian Inn, le premier restaurant, fut quant à lui inauguré en 1917. Quelques autres hôtels furent tout de même construits par la suite. Toutefois, l'afflux grandissant de touristes permet l'ouverture de nombreux autres commerces.

#### Expansion de la ville
La Société Saint-Pierre est fondée en 1947. L'élevage du vison commence en 1955. L'hôpital Sacré-Cœur est agrandi en 1956. Le foyer Père-Fiset est inauguré en 1971 et dès lors géré par les filles de Jésus. La compagnie de téléphone installe un commutateur téléphonique en 1972, évitant aux gens d'avoir à se faire servir en anglais à partir de Sydney. Les premiers trottoirs sont installés la même année. La résidence Père-Patrice-Leblanc est construite en 1976 et agrandie en 1991. La Société Saint-Pierre fait construire Les Trois Pignons en 1978. Le foyer Père-Fiset est agrandi en 1979. Les écoles acadiennes, c'est-à-dire bilingues, sont reconnues en 1981 et c'est à partir de ce moment que l'histoire acadienne est enseignée. Le service 911 est instauré 1991. C'est à ce moment que la plupart des rues se voient dotées d'un nom.

### Crise économique
Le moratoire sur la pêche à la morue imposé en 1992 nuit à l'économie. Le Conseil scolaire acadien provincial est créé en 1996. L'école NDA devient alors unilingue française tandis que les élèves anglophones sont transférés au nouveau Cape Breton Highlands Education Centre de Terre-Noire en 2002. L'hôpital emménage dans un nouvel édifice en 1999. Le musée La Pirogue est inauguré en 2001. En 2003, lors de la crise du crabe, un bateau accosté à Chéticamp est la cible de vandales. La Robin, Jones and Whitman, alors la seconde plus vieille entreprise au Canada, ferme ses magasins d'alimentation, d'ameublement et de matériaux de construction Chéticamp en 2005. La même année, onze membres de la Sea Shepherd Conservation Society sont arrêtés après avoir harcelé des chasseurs de phoques de Chéticamp. La seule usine de transformation du poisson ferme ses portes en 2006, faisant perdre 200 emplois. Elle est rachetée trois mois plus tard puis rouverte. Une entreprise torontoise ouvre un centre d'appel au cours de la même année. L'année 2007 voit la fermeture du centre d'appel, faisant perdre 30 emplois, la fermeture temporaire du musée La Pirogue et finalement la faillite de l'usine de transformation de poisson. Cette dernière est rachetée en 2008. La Coopérative du centre marin du golfe est fondée en 2007, dans le but de faire de l'aquaculture. Elle fait étudier l'écosystème du havre en 2009. Le centre d'appel est rouvert puis à nouveau fermé en 2009.

## Démographie

### Situation
Chéticamp comptait 3 040 habitants en 2006, soit une baisse de 9,4 % en dix ans. Le quartier le plus peuplé est le centre-ville, avec 31 % de la population.
Les informations suivantes proviennent soit du Nova Scotia Community Counts, soit du recensement effectué en 2006 par Statistique Canada. Le premier inclut le village de Saint-Joseph-du-Moine et le second inclut toute la subdivision A du comté d'Inverness. Plusieurs informations peuvent donc être sensiblement différentes pour le cas de Chéticamp. Il y a en tout 2 430 ménages dont 1 760 familles. Les ménages comptent en moyenne 2,4 personnes tandis que les familles comptent en moyenne 2,8 personnes. Les ménages sont composés de couples avec enfants dans 22,8 % des cas, de couples sans enfants dans 39,7 % des cas et de personnes seules dans 26,5 % des cas alors que 11,1 % des ménages entrent dans la catégorie autres (familles monoparentales, colocataires, etc.). 78,4 % des familles comptent un couple marié, 9,4 % comptent un couple en union libre et 11,9 % sont monoparentales. Dans ces dernières, une femme est le parent dans 85,7 % des cas. L'âge médian est de 48,1 ans, comparativement à 41,8 ans pour la province. 86,9 % de la population est âgée de plus de 15 ans, comparativement à 84,0 % pour la province. Les femmes représentent 51,6 % de la population, comparativement à 51,9 % pour la province. Chez les plus de 15 ans, 26,2 % sont célibataires, 54,8 % sont mariés, 3,0 % sont séparés, 6,4 % sont divorcés et 10,9 % sont veufs. De plus, 6,7 % vivent en union libre.
Les autochtones représentent 3,2 % de la population et 0,5 % des habitants font partie d'une minorité visible. Les immigrants représentent 1,6 % de la population et aucun résident permanent n'est recensé. 0,2 % des habitants ne sont pas citoyens canadiens et 93,1 % des habitants âgés de plus de 15 ans sont issus de familles établies au Canada depuis trois générations ou plus. En date du 16 mai 2006, 91,0 % des gens avaient la même adresse depuis au moins un an alors que 6,4 % habitaient auparavant ailleurs dans la même ville, que 1,6 % habitaient ailleurs dans la province, que 1,5 % habitaient ailleurs au pays et qu'aucun n'habitait ailleurs dans le monde. À la même date, 79,3 % des gens avaient la même adresse depuis au moins cinq ans alors que 10,8 % habitaient auparavant ailleurs dans la même ville, que 2,9 % habitaient ailleurs dans la province, que 5,7 % habitaient ailleurs au pays et que 0,3 % habitaient ailleurs dans le monde.
La langue maternelle est le français chez 66,9 % des habitants, l'anglais chez 30,6 % et les deux langues chez 1,1 % alors que 1,9 % sont allophones. Les deux langues officielles sont comprises par 75,1 % de la population alors que 3,7 % des habitants sont unilingues francophones et que 20,5 % sont unilingues anglophones. Le français est parlé à la maison par 58,7 % des gens, l'anglais par 38,2 %, les deux langues officielles par 1,5 % et une langue non officielle seule par 1,4 %. Le français est utilisé au travail par 47,1 % des employés et l'anglais par 44,0 % alors que 8,2 % des employés utilisent les deux langues officielles.
Chez les plus de 15 ans, 48,7 % n'ont aucun certificat, diplôme ou grade, 7,6 % ont uniquement un diplôme d'études secondaires ou l'équivalent et 38,4 % détiennent aussi un certificat, un diplôme ou un grade postsecondaire ; par comparaison, ces taux s'élèvent à 26,8 %, 22,8 % et 50,4 % au provincial. Parmi la même tranche d'âge, 28,7 % possèdent un diplôme d'un programme de un ou de trois ans au collège ou l'équivalent, 2,5 % détiennent un diplôme ou un certificat universitaire inférieur au baccalauréat et 7,2 % ont un certificat, un diplôme ou un grade universitaire plus élevé. Parmi ces diplômés, 10,5 % sont formés en enseignement, 3,3 % en arts ou en communication, 4,2 % en sciences humaines, 4,2 % en sciences sociales ou en droit, 19,2 % en commerce, en gestion ou en administration, 1,4 % en sciences et technologies, 4,2 % en mathématiques ou en informatique, 30,1 % en architecture, en génie ou dans des domaines connexes, 2,1 % en agriculture, en ressources naturelles ou en conservation, 15,2 % en santé, parcs, récréation ou conditionnement physique et 5,4 % en services personnels, de protection ou de transport. Les diplômés postsecondaires ont terminé leurs études à l'extérieur du pays dans 3,7 % des cas.

### Évolution de la population
La population de Chéticamp augmenta rapidement jusqu'à la fin du XIXe siècle en raison du fort taux de natalité, comparativement à Margaree dont la population stagnait déjà. Malgré la séparation de Saint-Joseph-du-Moine, la population augmenta encore pendant quelques années avant de stagner. L'exode rural et l'émigration commencèrent alors à contrer la croissance démographique et cette tendance s'est poursuivie jusqu'à nos jours. Vers 1890, des prospectus distribués en ville vantèrent les conditions de vie du Saguenay–Lac-Saint-Jean, au Québec. Vers 1895, plusieurs hommes quittèrent la ville durant l'hiver pour travailler comme bûcherons au Maine et certains s'y installèrent. Ensuite vint l'émigration vers la région minière de l'est de l'île, centrée sur la ville de Sydney, vers les États-Unis durant les années 1930 et ensuite vers Montréal et l'Ontario. L'amélioration des conditions de vie durant le XXe siècle a tout de même permis une nouvelle augmentation de la population. Par contre, depuis les années 1990, de nombreux Chéticantins quittent la ville pour travailler dans l'industrie des sables bitumineux en Alberta.
| 1803 | 1806 | 1809 | 1816 | 1824 | 1834 | 1840 | 1851 | 1861 | 1871 |
| ---- | ---- | ---- | ---- | ---- | ---- | ---- | ---- | ---- | ---- |
| 185  | -    | 226  | -    | -    | -    | -    | -    | -    | -    |

| 1881  | 1891 | 1901 | 1911 | 1921 | 1931 | 1941 | 1951 | 1956  | 1961 |
| ----- | ---- | ---- | ---- | ---- | ---- | ---- | ---- | ----- | ---- |
| 2 500 | -    | -    | -    | -    | -    | -    | -    | 1 107 | -    |

| 1966 | 1971  | 1976  | 1981  | 1986  | 1991  | 1996  | 2001  | 2006  | 2011 |
| ---- | ----- | ----- | ----- | ----- | ----- | ----- | ----- | ----- | ---- |
| -    | 2 300 | 2 198 | 2 443 | 2 367 | 2 569 | 3 355 | 3 145 | 3 040 | -    |

## Administration

### Conseil municipal
Chéticamp fait partie de la municipalité du comté d'Inverness, dont le chef lieu est Port Hood. Le préfet est A.J. MacDougal et le vice-préfet est Duart Macaulay. Chéticamp fait partie de la Division 1, qui est représentée au conseil municipal par Daniel Boudreau. La Division 1 comprend aussi les communautés anglophones de Pleasant Bay et Meat Cove. La municipalité ne possède pas d'annexe à Chéticamp mais le seul employé bilingue visite la ville une fois par semaine.
La municipalité finance partiellement l'éducation, les travaux publics, la voirie et les services publics tels que la collecte des déchets et du recyclage ainsi que le service de pompiers.

### Budget et fiscalité
La taxe foncière s'élève à 1,02 $ par 100 $ d'estimation pour une résidence ou un terrain non commercial. La taxe pour un commerce est de 1,85 $ par 100 $ d'estimation. À cela s'ajoute la taxe du service de pompiers qui s'élève à 0,08 $ par 100 $ d'estimation pour les résidences et 0,04 $ par 100 $ d'estimation pour les commerces. Dans les secteurs bénéficiant du service d'égout, une autre taxe de 0,31 $ par 100 $ d'estimation s'ajoute.

### Représentation et tendances politiques
Au niveau provincial, Chéticamp fait partie de la circonscription d'Inverness. Celle-ci est représentée à l'Assemblée législative de la Nouvelle-Écosse par Allan MacMaster du parti progressiste-conservateur de la Nouvelle-Écosse.
Au niveau fédéral, Chéticamp fait partie de la circonscription de Cape Breton—Canso. Celle-ci est représentée à la Chambre des communes du Canada par le libéral Rodger Cuzner.
La population de Chéticamp a peu de poids politique, que ce soit au niveau municipal, provincial ou fédéral. De plus, peu de personnalités politiques sont originaires de la région.

## Économie
Dans la région de Chéticamp, 25 % des emplois sont liés à la pêche, 60 % au tourisme, 2 % au secteur secondaire (construction et la fabrication) et le reste dans les services.

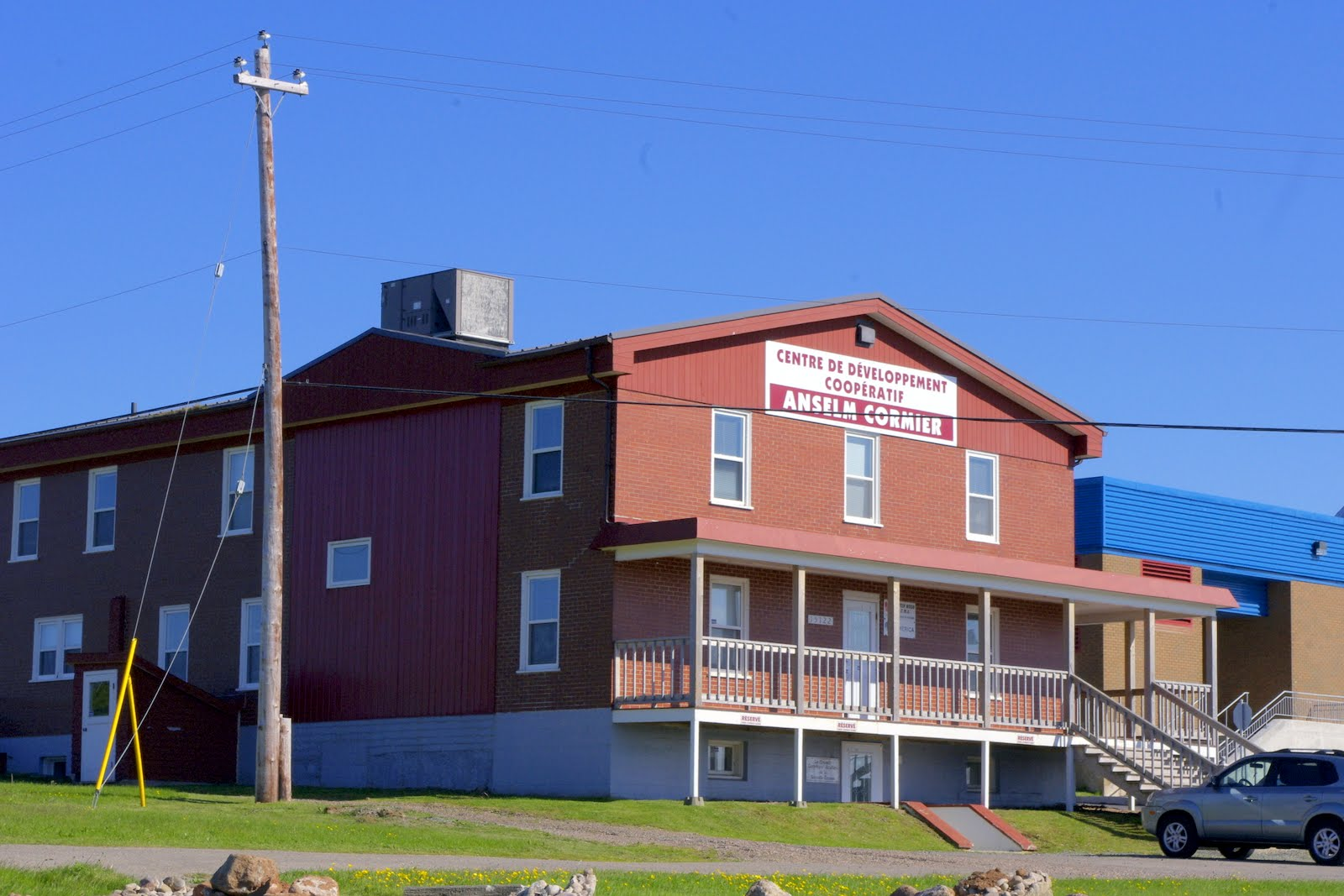
Centre de développement coopératif Anselme-Cormier.
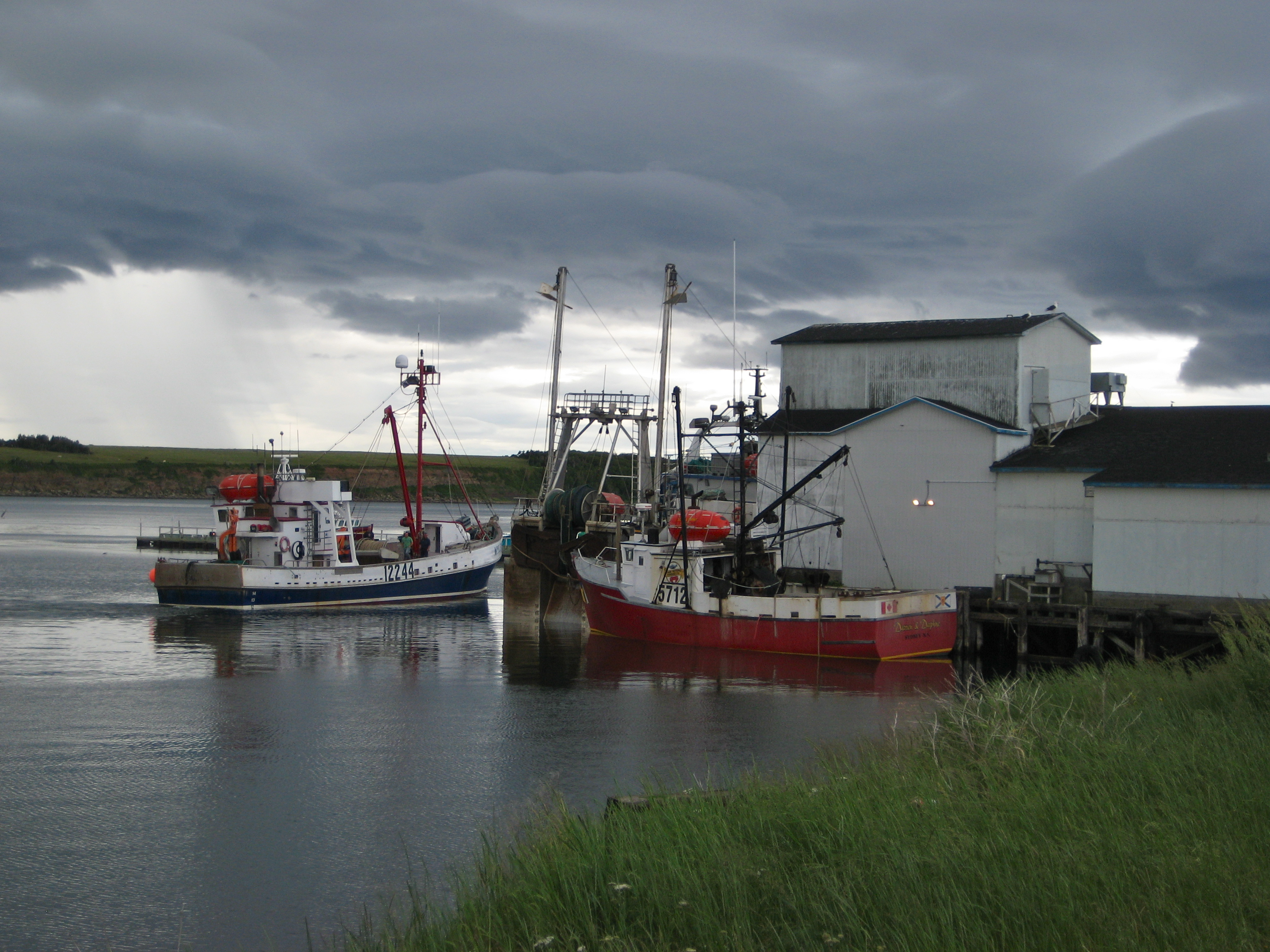
Bateaux accostés au port.

### Secteur primaire
Chéticamp compte trois ports de pêche, tous gérés par l'Autorité Portuaire de Chéticamp. Le port de la Pointe est situé au bord du golfe, sur la pointe de l'île de Chéticamp. Il compte un quai et un brise-lames. Le port de la Digue est situé sur le continent, à l'embouchure du havre de Chéticamp. Il compte trois bassins protégés par un brise-lames, deux rampes de mise à l'eau ainsi qu'une aire d'entreposage de bateaux. Le port de la ville est situé plus profondément dans le havre et compte un seul quai. Il existe d'autres quais privés plus petits ainsi qu'un chantier naval.
La pêche génère 25 % des emplois dans la région de Chéticamp. En 2002, les emplois sur les bateaux à eux seuls représentaient 172 travailleurs. Quarante bateaux sont basés dans les ports de la ville et soixante sont en transit. La pêche avait un chiffre d'affaires de 28 083 785 $ canadiens en 2003, comparativement à 19 318 735 $ en 2002. Les ports sont accessibles de mai à décembre et la profondeur minimum est de 4,8 mètres. Le homard et le crabe des neiges représentent la plupart des prises. Le homard est livré au Nouveau-Brunswick pour y être transformé, alors que le crabe est transformé et emballé sur place. D'autres espèces pêchées sont le hareng, le maquereau, l'espadon, le gasperau, l'anguille, l'éperlan, les huîtres, le calmar et les crevettes.
L'agriculture est peu développée et il y a un seul élevage de bœufs. L'île de Chéticamp possède le sol le plus fertile. La plus grande partie de l'île est de propriété publique et est louée pour le pâturage et l'agriculture. La laine utilisée pour fabriquer les tapis est importée à un prix élevé, par conséquent un élevage de moutons serait profitable à l'économie locale. La région serait aussi propice à l'élevage de moules bleues.

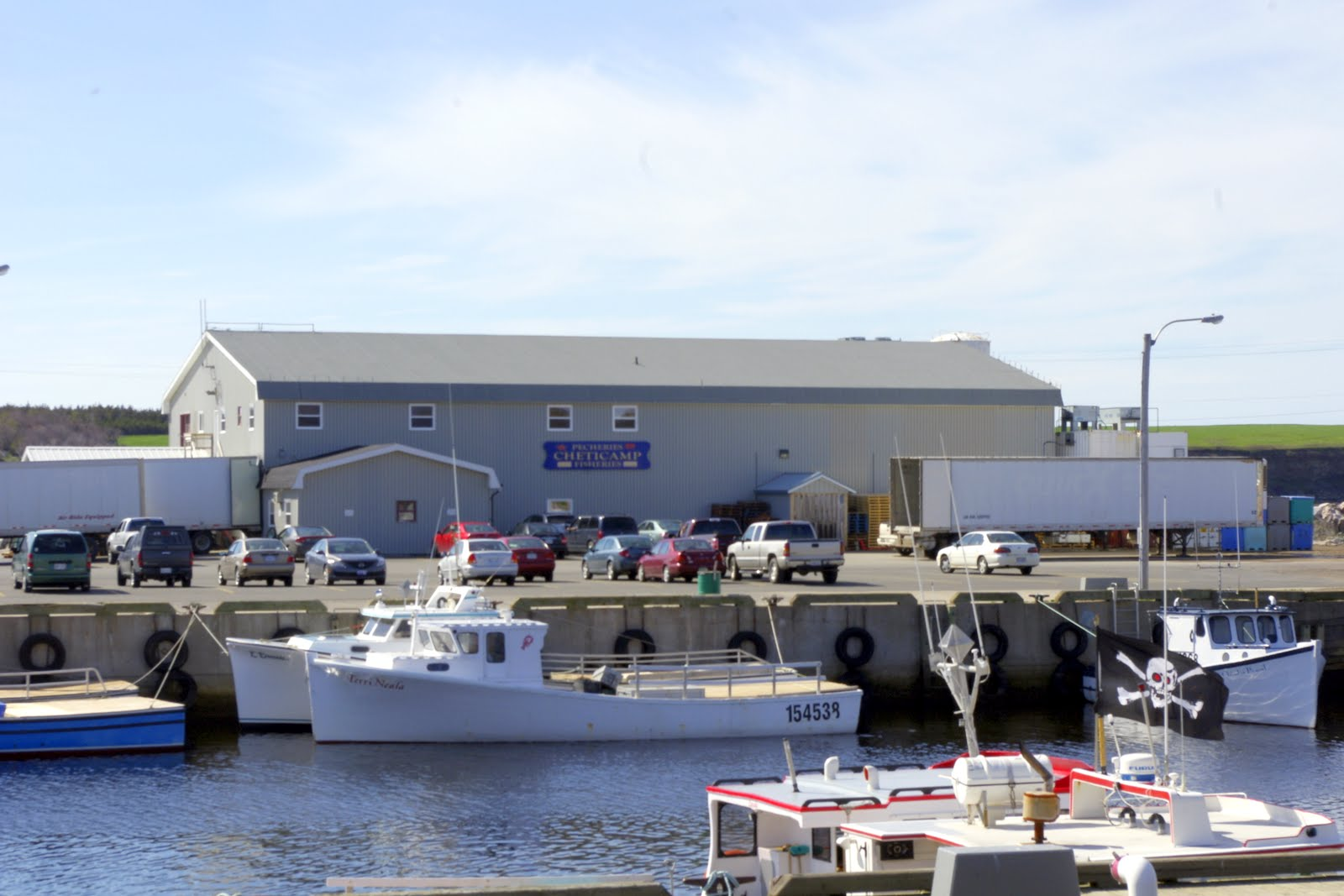
Port de la Digue.
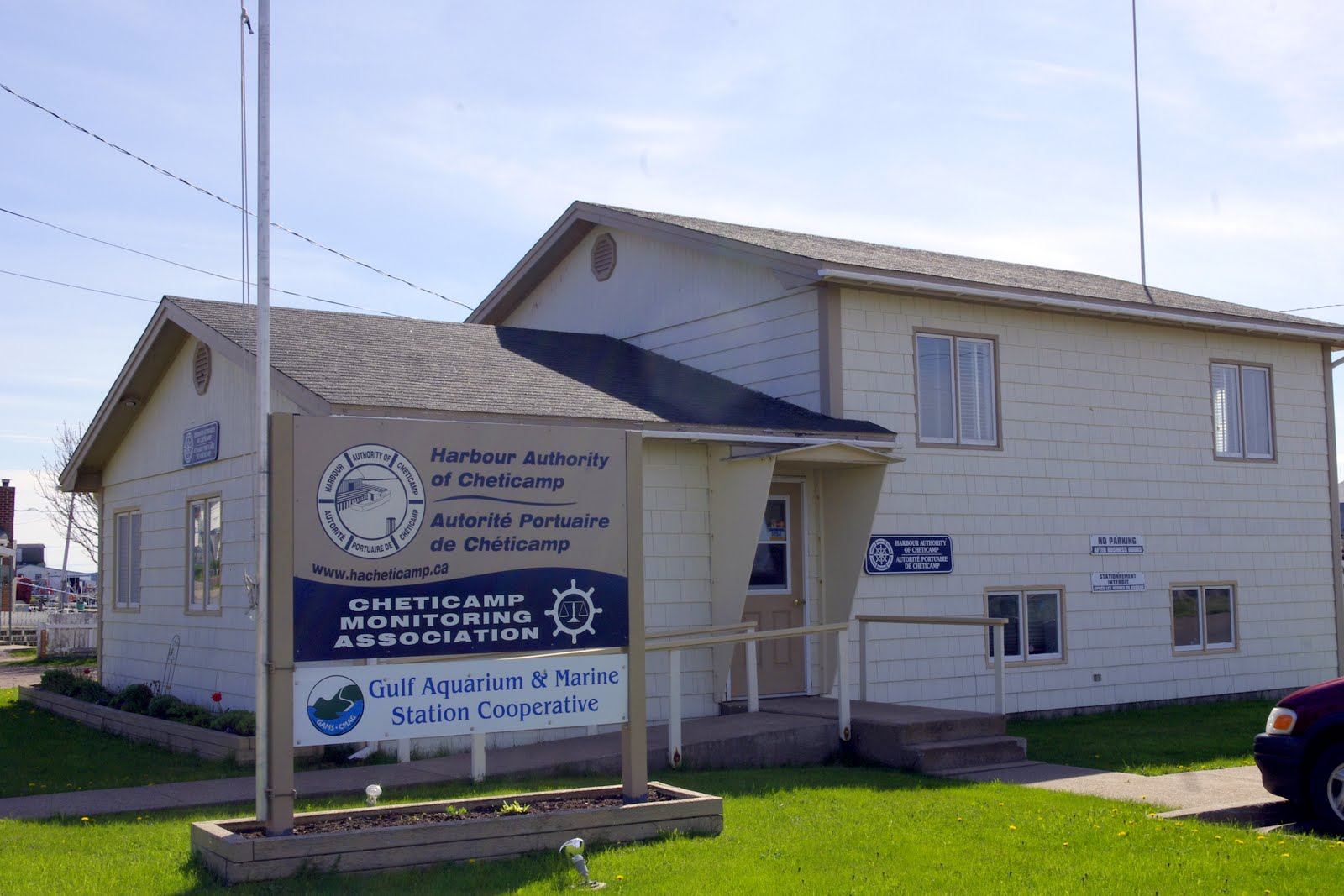
Autorité portuaire.
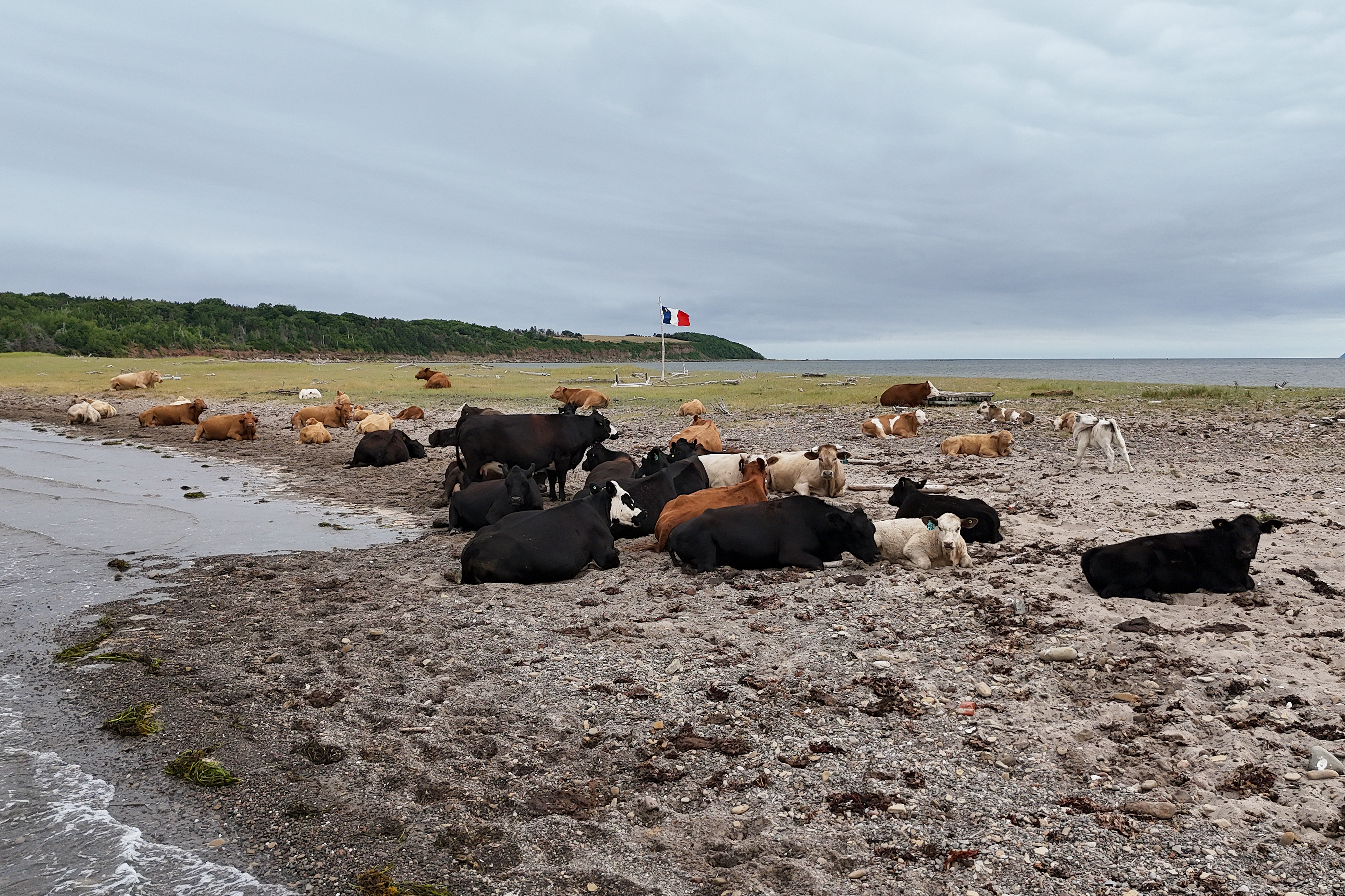
Vaches sur l'île de Chéticamp.

### Secteur secondaire

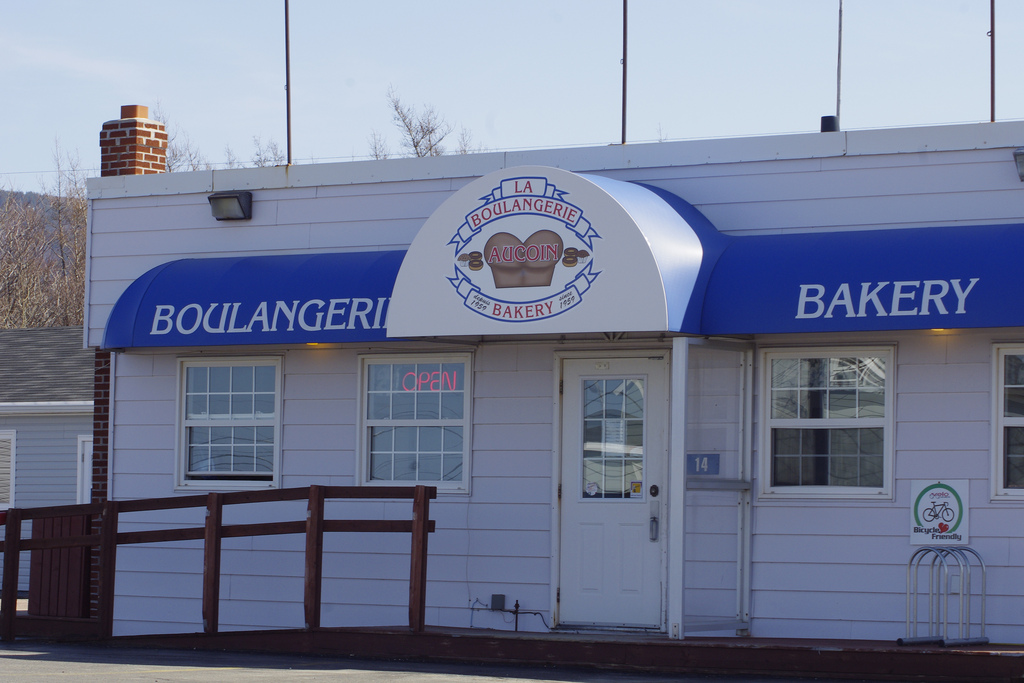
Boulangerie.

Les tapis sont fabriqués par 5 producteurs locaux, incluant la Coopérative artisanale de Chéticamp, ainsi que plusieurs particuliers. Une partie de la production est exportée. Il y a trois boulangers-pâtissiers à Chéticamp, dont la boulangerie Aucoin qui livre dans tout le comté. Chéticamp Boatbuilders est un chantier naval fabriquant des bateaux de pêche jusqu'à 65 pieds de long ainsi que des bateaux de loisir. Le chantier fabrique ses bateaux à partir de coques achetées d'autres constructeurs et effectue également les réparations.
Le parc industriel maritime est installé à la pointe aux Cochons ou pointe du Havre mais n'est pas encore développé.

### Secteur tertiaire
L’industrie du tourisme tire profit des paysages locaux, en particulier à l’entrée du parc national des Hautes-Terres-du-Cap-Breton. Chéticamp est la seule région acadienne de la Nouvelle-Écosse ayant une importante activité touristique. Ainsi, 9 des 13 hôtels des régions acadiennes se trouvent en ville.
Chéticamp est le principal centre commercial du comté. La coopération occupe toujours une part importante dans l'économie. La Coopérative de Chéticamp compte un magasin d'alimentation, une quincaillerie, un magasin de matériaux de construction et un salon funéraire.

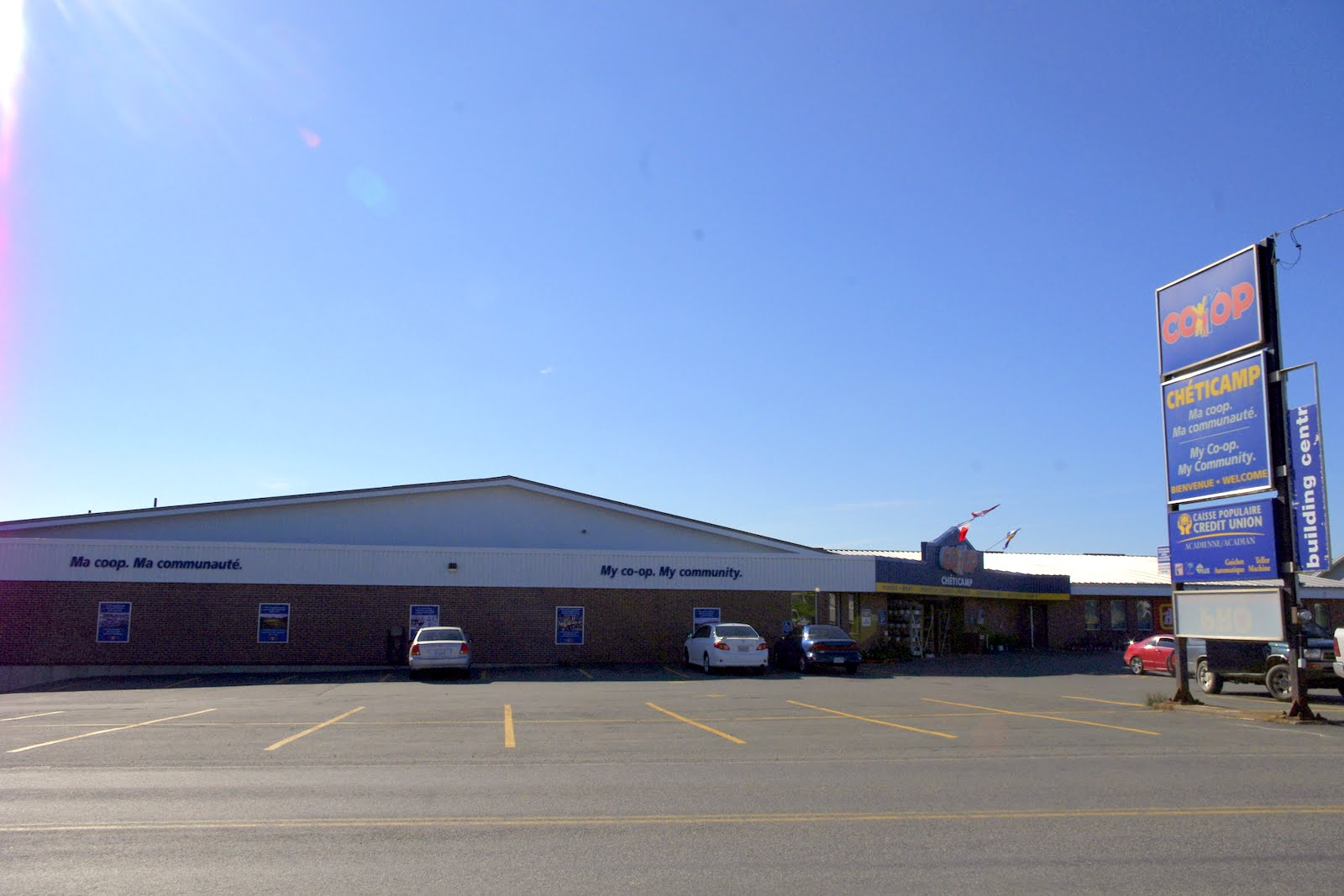
Coop de Chéticamp.
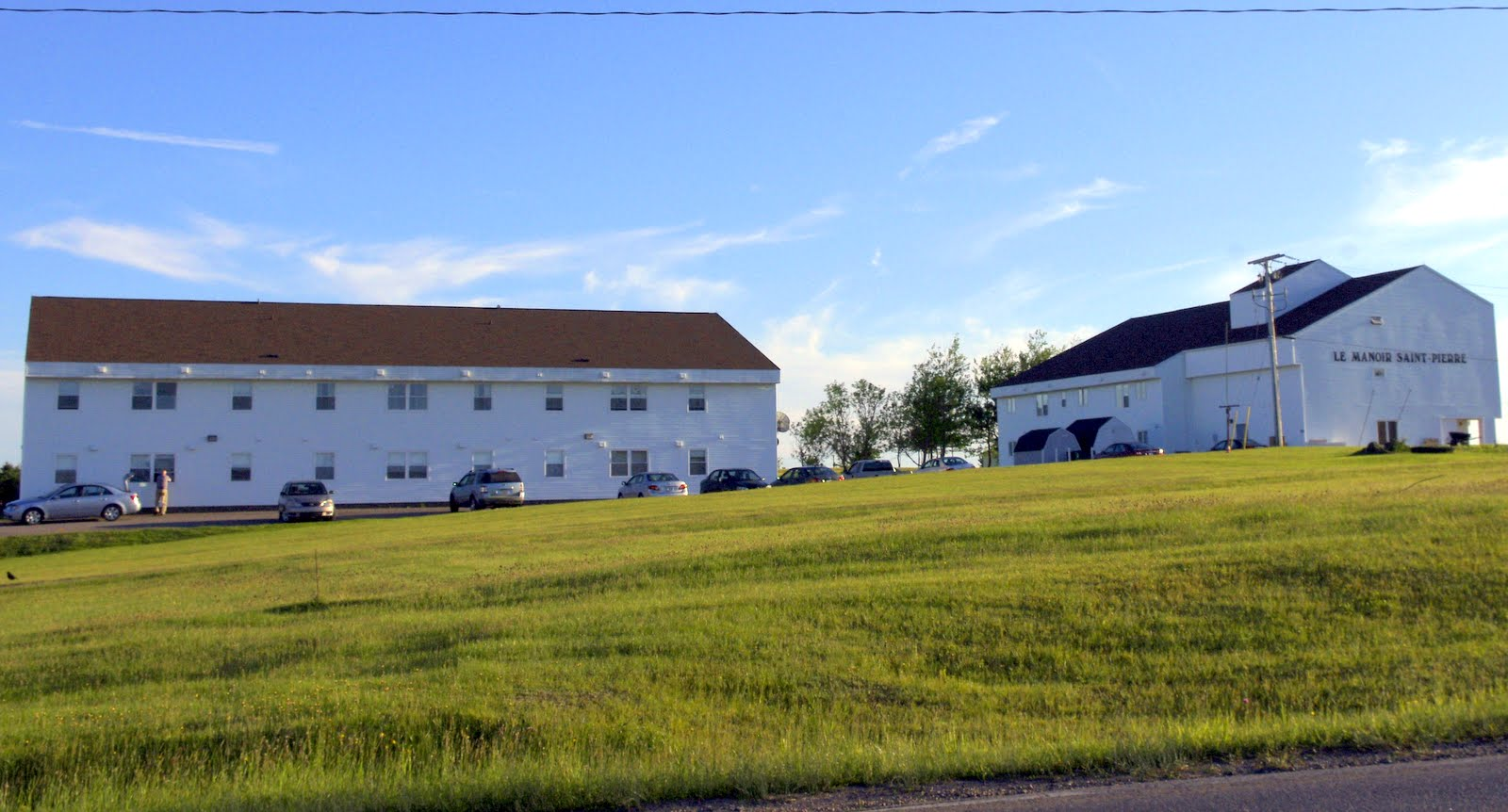
Logement coopératif Manoir Saint-Pierre.

## Vivre à Chéticamp

### Éducation

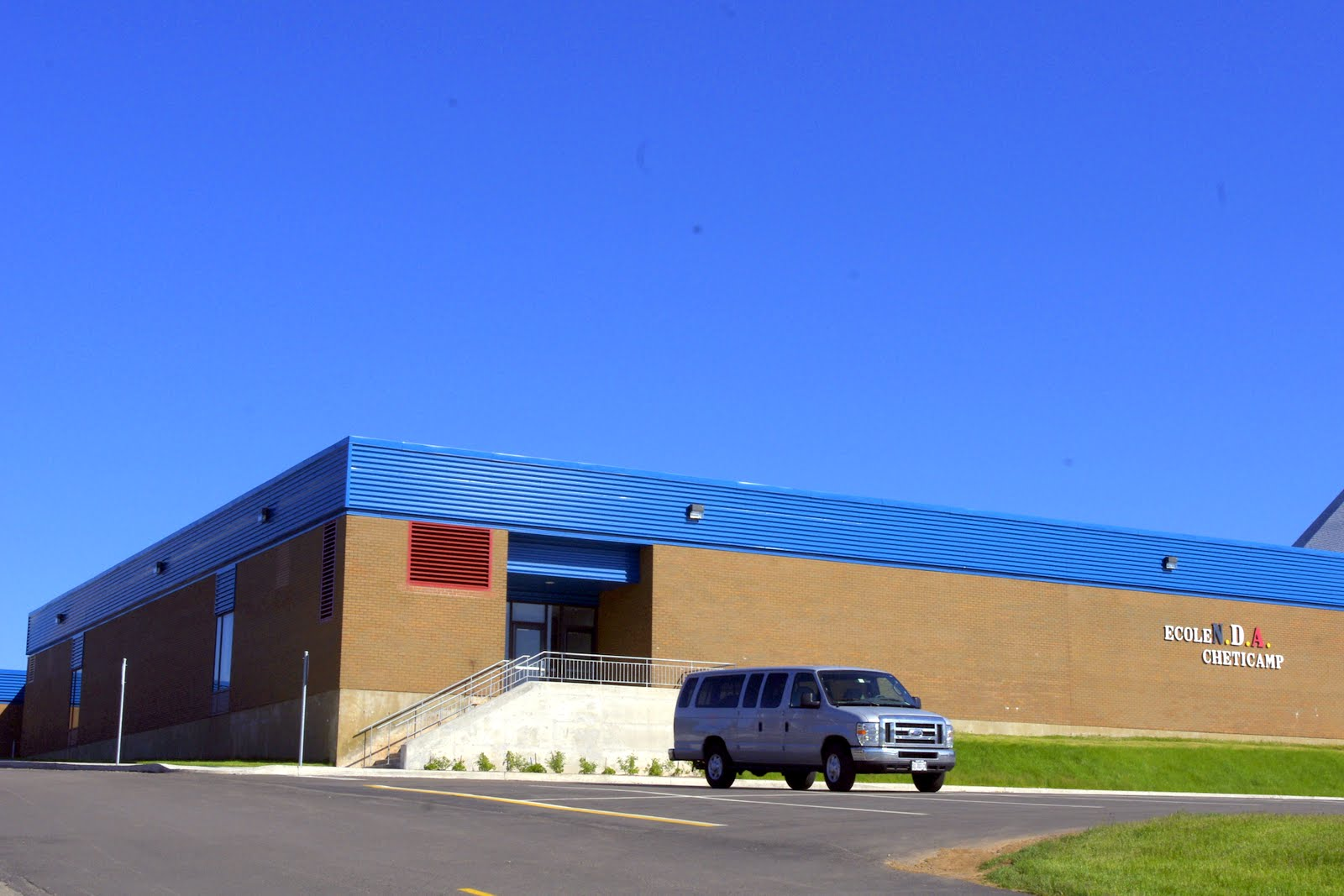
L'école NDA.

L'école francophone NDA accueille les élèves de la maternelle à la douzième année. Le territoire desservi s'étend de Pleasant Bay au nord à Margaree au sud. Les élèves anglophones doivent se rendre au Cape Breton Highlands Education Centre de Terre-Noire.
La Nouvelle-Écosse compte une université francophone, l'université Sainte-Anne, qui offre des formations universitaires ainsi que certaines formations collégiales. Un campus est situé dans le village limitrophe de Saint-Joseph-du-Moine. Des campus du NSCC sont quant à eux situés à Sydney et à Port Hawkesbury. Plusieurs autres formations collégiales y sont disponibles, cette fois-ci en anglais. Certains étudiants fréquentent par contre le Collège communautaire du Nouveau-Brunswick ou même un collège du Québec car ces établissements offrent une vaste gamme de formations en français. À part l'université Sainte-Anne, les étudiants fréquentent habituellement l'Université de Moncton mais il y a aussi l'université du Cap-Breton à Sydney et l'université Saint-Francis-Xavier à Antigonish.
Un bibliobus visite le village à chaque mois tandis qu'il se rend deux fois par mois à Saint-Joseph-du-Moine. L'école possède une bibliothèque. Les Trois Pignons abritent le Centre de généalogie Père Charles Aucoin ainsi que le Site P@C, qui dispose de matériel informatique et offre des formations.

### Santé
L'hôpital du Sacré-Cœur de Chéticamp dessert présentement tout le nord du comté d'Inverness, entre Margaree et Pleasant Bay. Il possède entre autres une salle d'urgences, un bloc opératoire, une maternité, un laboratoire et 10 lits de soins intensifs. La ville dispose aussi d'une pharmacie, d'une clinique médicale, d'un poste d'ambulance et d'une clinique vétérinaire. Le foyer Père-Fiset compte 60 lits et la résidence Père-Patrice-Leblanc compte 45 logements pour personnes semi-autonomes.

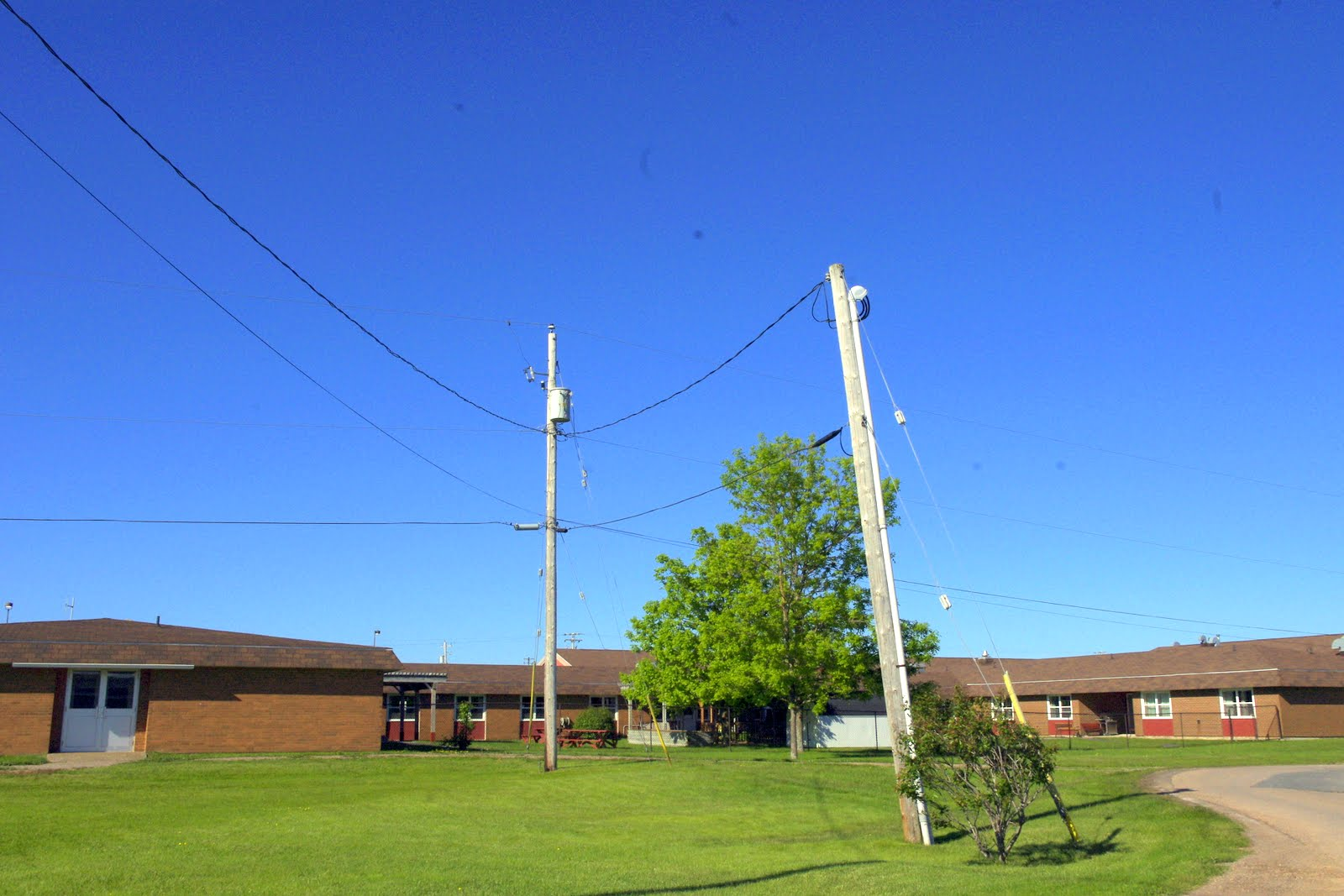
Clinique médicale.
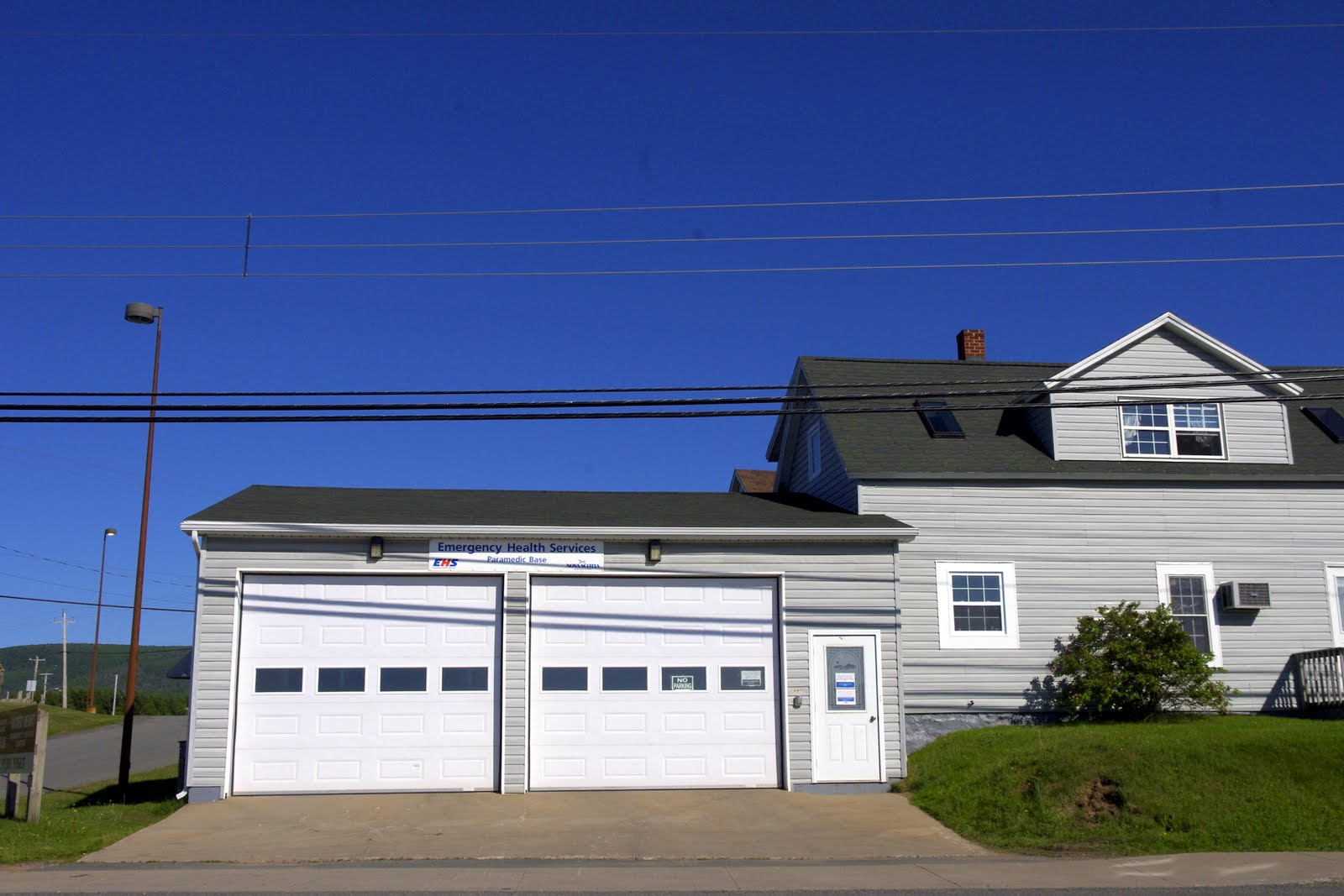
Poste d'ambulance.

### Eau, communications et énergie

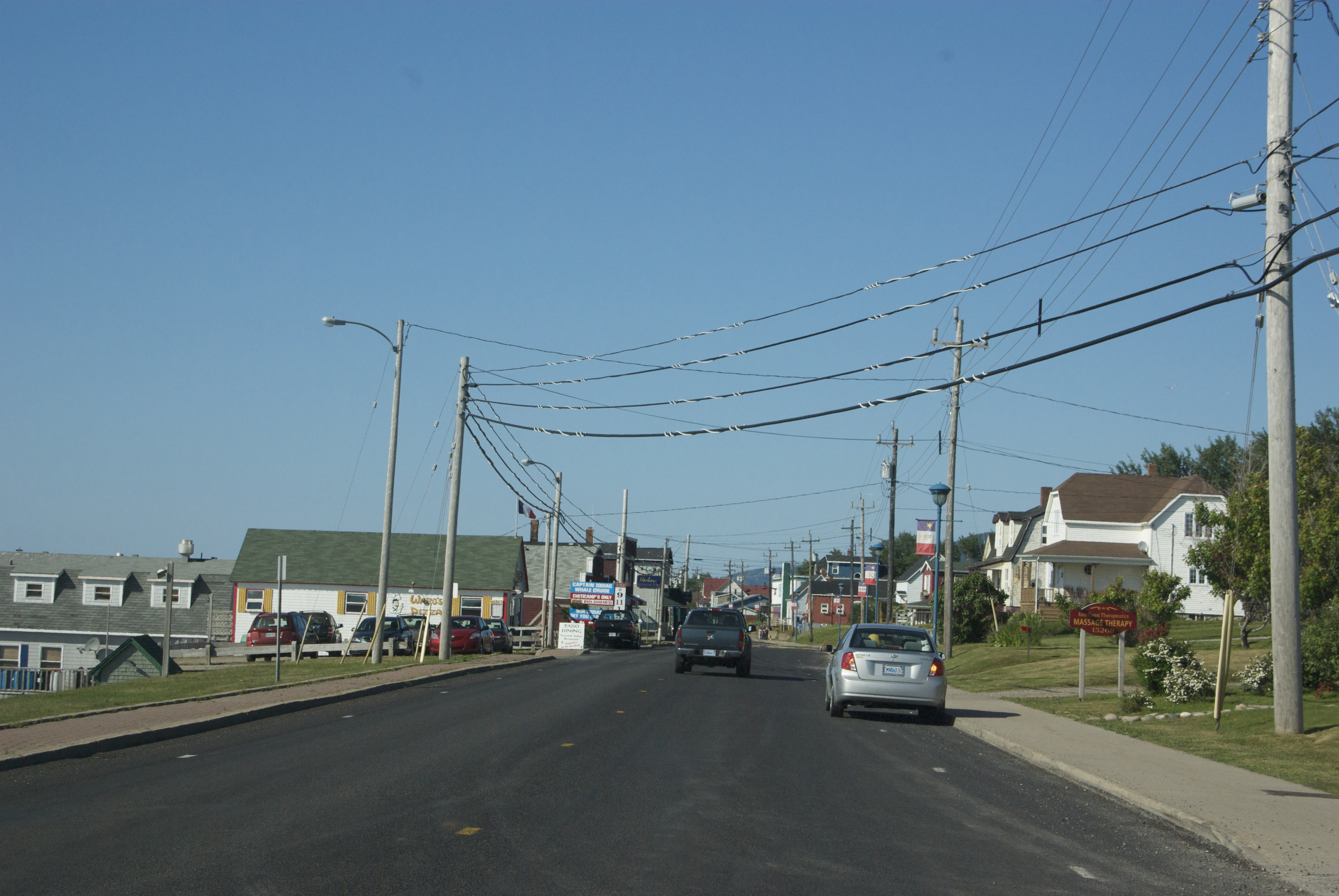
Rue principale de Chéticamp.

Un système d'aqueduc appartenant au gouvernement provincial fournit en eau les usines de transformation de poisson, l'école, l'hôpital, la caserne de pompiers et quelques commerces. Ce système a été construit en 1965 et compte deux réservoirs. La pression d'eau et le débit causent des problèmes en raison du fait que le système était conçu pour approvisionner uniquement les usines. Deux aqueducs privés s'ajoutent au premier. L'un se trouve dans le secteur du golf et dessert une trentaine de résidences à partir de deux puits et l'autre utilise l'eau du lac à Dominique, desservant 14 résidences. Les autres résidences et commerces sont dotés d'un puits muni d'une pompe électrique. Chaque maison avait auparavant sa propre fosse septique, alors que celles au bord de la mer avait un conduit se déversant directement dans l'eau. Pour remédier à la pollution grandissante du havre et des puits, un égout fut construit au centre du village en 1975 et à Petit-Étang en 1977. L'eau est traitée avant d'être rejetée dans le havre de Chéticamp. Le système d'égout est peu efficace en cas de tempête et il est de plus en plus pressant de raccorder le Redman au réseau, dû à de sévères problèmes de fosses septiques nuisant au développement de ce quartier.
Le service de téléphone et de téléphonie cellulaire est offert à Chéticamp par Bell Aliant. Acadia Communications et Bell Alliant offrent quant à eux l'internet à haute vitesse. Les communications vers les îles de la Madeleine sont possibles par micro-ondes à partir de Chéticamp.
L'électricité est fournie par la Nova Scotia Power, au moyen d'une ligne électrique de 69 kV connectant la ville au reste du réseau. Une éolienne fournissant 0,66 MW a été installée en 2003, la première dans la province, dans le hameau de Grand-Étang à Saint-Joseph-du-Moine. Cette éolienne fonctionne seulement jusqu'à une vitesse de 90 km/h et ne profite donc pas de la puissance des suêtes. Une entreprise locale développe actuellement une éolienne pouvant fonctionner jusqu'à 160 km/h. Les systèmes géothermiques gagnent en popularité depuis la construction du musée La Pirogue qui en utilise un.

### Médias
Jusque dans les années 1990, la majeure partie des habitants consultait des médias en langue anglaise.
Depuis 1992, Chéticamp possède une station de radio communautaire francophone, CKJM 106,1 FM. Son auditoire représente 90 % de la population et la station émet sur la côte ouest de l'île ainsi qu'à Pomquet. 10 % de sa programmation en anglais et le reste est en français. L'autre station francophone captée est la Première Chaîne de Radio-Canada (103,9 FM). La station anglophone 101,5 FM de Port Hawkesbury ainsi que CBC Radio One (107,1 FM) desservent la région. Le signal de la station CJFX 102,5 FM d'Antigonish est faible mais compréhensible.
La Télévision de Radio-Canada diffuse des émissions à Chéticamp en français depuis 1970. La compagnie Acadian Communication Ltd., basée en ville, offre la télévision par câble depuis 1989. Celle-ci possède la station de télévision communautaire CHNE (canal 36).
L'hebdomadaire Le Courrier de la Nouvelle-Écosse, est publié à La Butte mais a une distribution provinciale. Deux quotidiens anglophones sont aussi distribués à Chéticamp, soit le Cape Breton Post de Sydney et le Chronicle Herald d'Halifax. L'hebdomadaire anglophone The Inverness Oran couvre l'actualité culturelle et les événements du comté.

### Religion
À la fondation du village, Chéticamp faisait partie de l'Archidiocèse de Québec mais Mgr Hubert ne pouvait pas envoyer de missionnaire en Acadie, dû à la pénurie de prêtres. Joseph Aucoin célébrait alors des messes blanches, c'est-à-dire sans prêtre. Le père Ledru fut le premier missionnaire à visiter Chéticamp, le 1er juillet 1787. François Lejamtel de la Blouterie (Granville, 1783 - Bécancour, 1835), banni de Saint-Pierre-et-Miquelon à la suite de la Révolution, s'établit à Halifax puis à Arichat. Il fut le premier missionnaire à visiter annuellement la ville de 1792 à 1819. Jean-Baptitste Allain, basé aux îles de la Madeleine et lui aussi banni de Saint-Pierre-et-Miquelon, visita Chéticamp annuellement à partir de 1794. La maison d'Augustin Deveau était habituellement utilisée pour célébrer les messes. Une chapelle fut construite en 1800 à la demande du missionnaire Allain. Chéticamp compte aussi des Témoins de Jéhovah et des Anglicans.

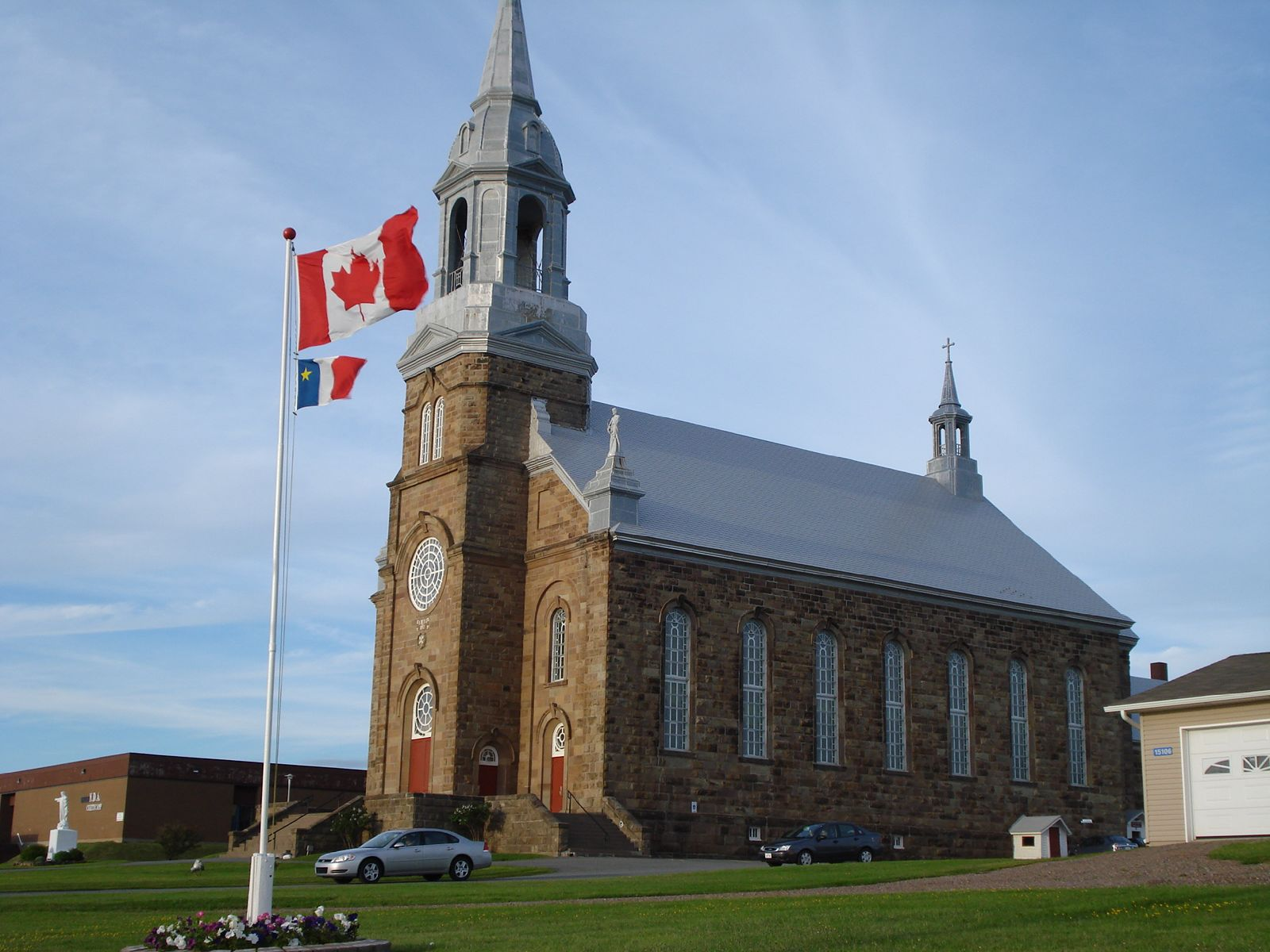
Église Saint-Pierre.
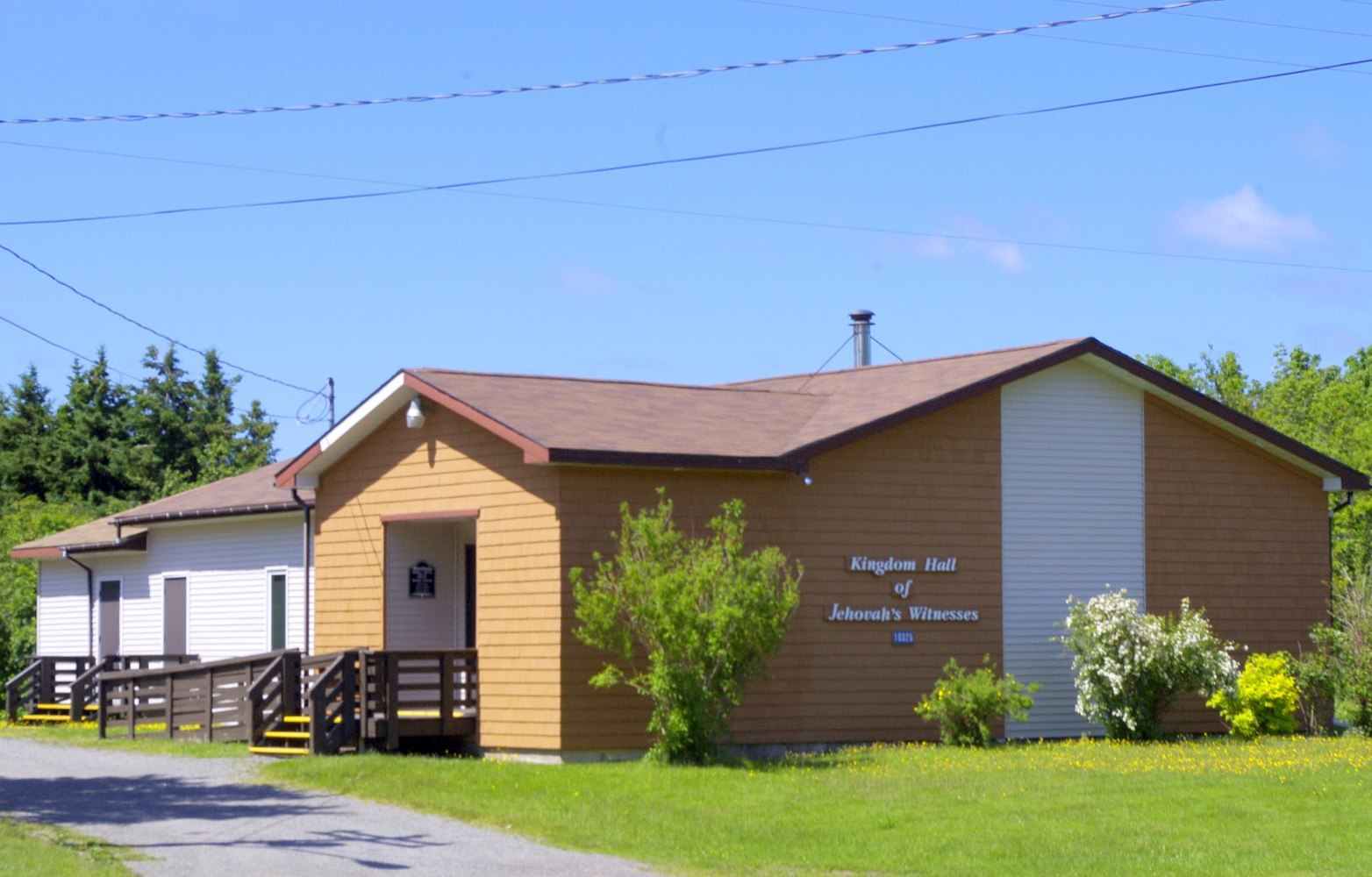
Salle du royaume des Témoins de Jéhovah.
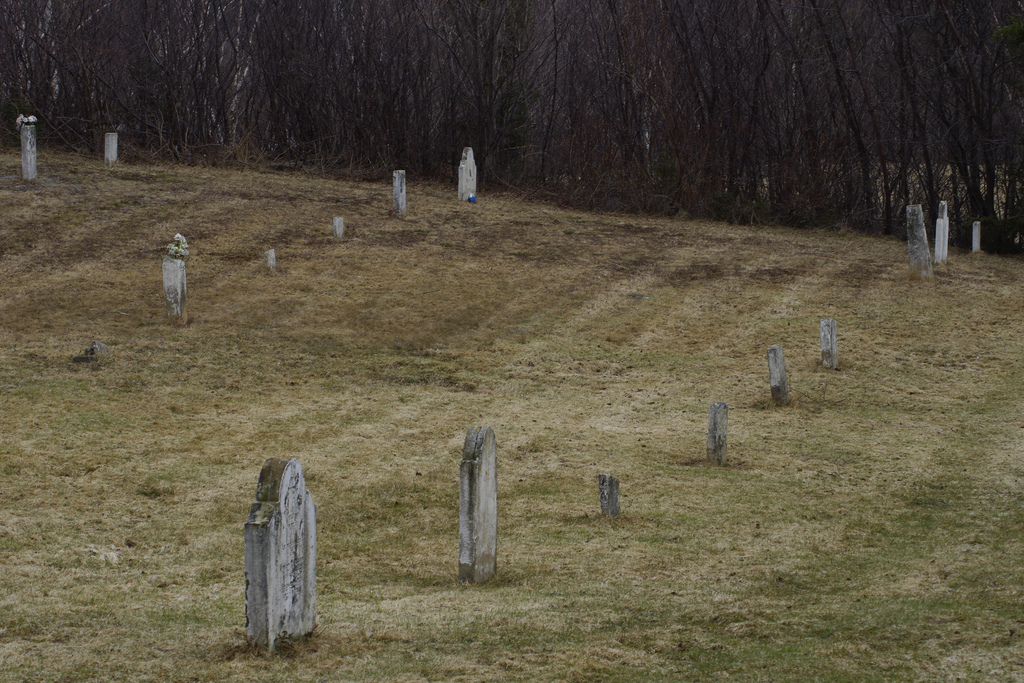
Cimetière.

### Sport et parcs
Le principal parc est le parc national des Hautes-Terres-du-Cap-Breton, situé au nord du village. Le parc comprend de nombreuses activités, dont plusieurs dans la partie la plus au sud, historiquement liée au village. Au bord de la rivière de la Prairie se trouve un théâtre en plein air, un centre d'information touristique, une librairie et un terrain de camping. Un sentier pour bicyclettes (13 km, 4-5 heures) parcourt la rive nord de la rivière, où l'on peut observer diverses espèces d'oiseaux. Un sentier (9,6 km, 3,5-4 heures) passe par le rigouèche à Bessure puis longe le ruisseau des Habitations-Neuves et grimpe sur les hautes terres, permettant d'avoir une vue panoramique sur le golfe du Saint-Laurent et le rigouèche. Le chemin du Buttereau (5 km, 1,5 heure) longe le sommet de la Grande Falaise, le long duquel on peut observer quelques ruines des maisons acadiennes du XVIIe siècle. Un petit sentier (1,9 km, 40–50 minutes) situé à l'extrémité de ce dernier permet d'observer l'ancien hameau du Buttereau, l'océan et l'embouchure de la rivière de la Prairie. Jusqu'au Cap-Rouge se trouvent trois belvédères, une exposition, une plage, un terrain de camping et le sentier du ruisseau Corney (8 km, 2-2,5 heures), permettant d'observer la faune dans une forêt de feuillus ainsi qu'une cascade.
La ville à proprement parler compte aussi quelques petits parcs et des tables de pique-nique. Quelques bandes cyclables sont aménagées sur les rues, dont la longueur varie entre 5  et   20 kilomètres. Il y a aussi des sentiers, accessibles à pied comme en motoneige ou en véhicule tout terrain. L'équitation est possible à Petit-Étang.
Le hockey sur glace est le principal sport de la région, comme dans bien des endroits du Canada. L'Aréna Cabot Trail accueille les équipes locales des Trail Blazers de Chéticamp, Les Acadiens (équipe scolaire) et les Alouettes (club senior). Elle est la propriété de la Northern Inverness Recreational Association qui gère également un parcours de golf, le club de golf Le Portage, qui se trouve juste derrière la patinoire. Un anneau de glace est aussi situé derrière la patinoire. La ville compte aussi un centre de conditionnement physique, un salon de quilles, trois terrains de baseball et deux courts de tennis.
La plage Saint-Pierre est aménagée sur la Barre depuis 1963. Elle possède un terrain de camping de 144 places. Il y a aussi une plage de gravier à Petit-Étang. La marina du Quai-du-Phare est située dans le centre-ville, au coin de la rue Deveau. Le quai Mathieu, au coin du chemin Barron, a été aménagé en belvédère. La promenade du quai Mathieu est aménagée entre les deux. Des concerts y sont organisés. Des expéditions de pêche en haute mer et d'observation de baleine sont disponibles. La pêche au saumon et à la truite est possible dans la rivière de la Prairie.

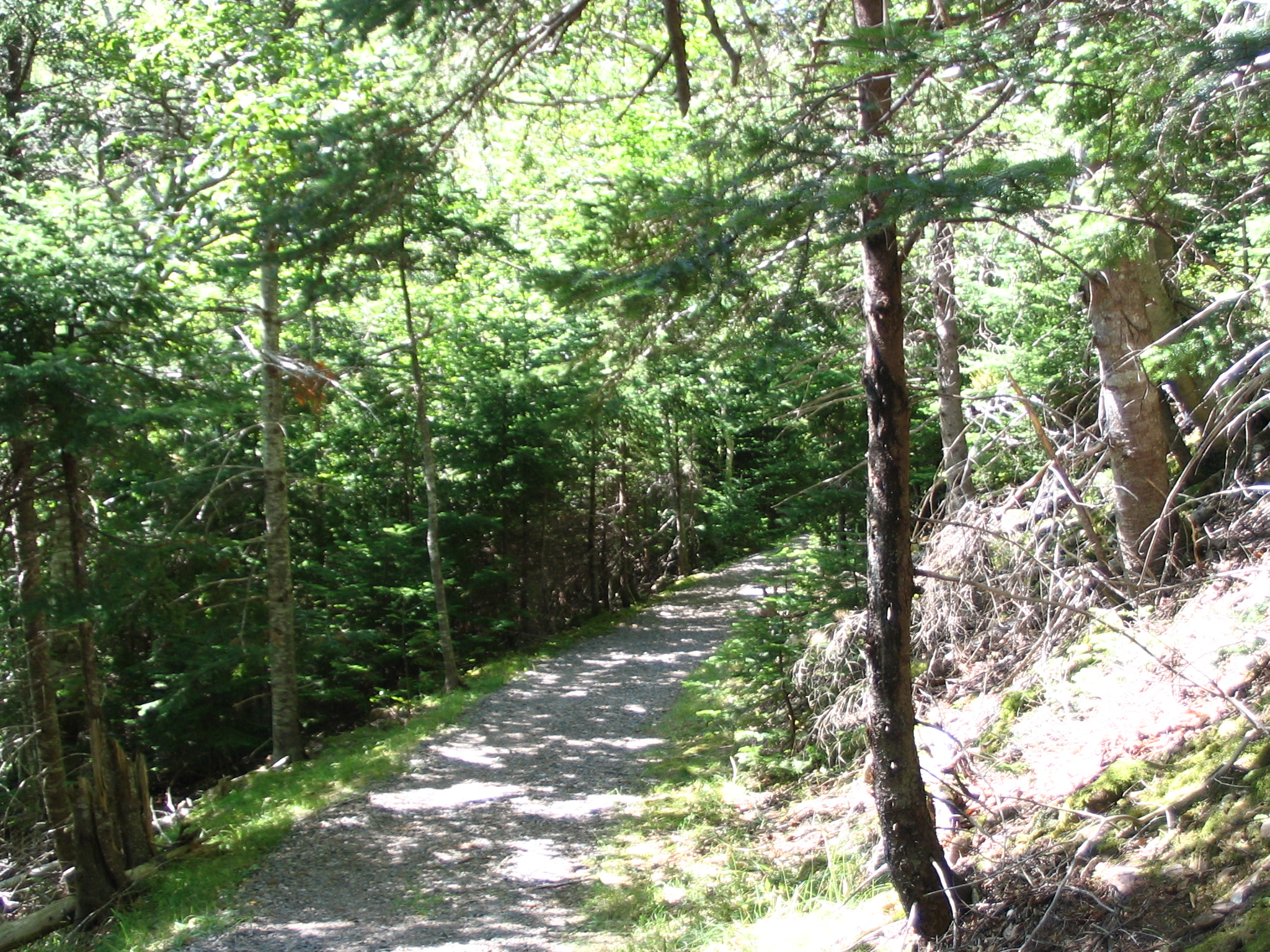
Le sentier du Buttereau.
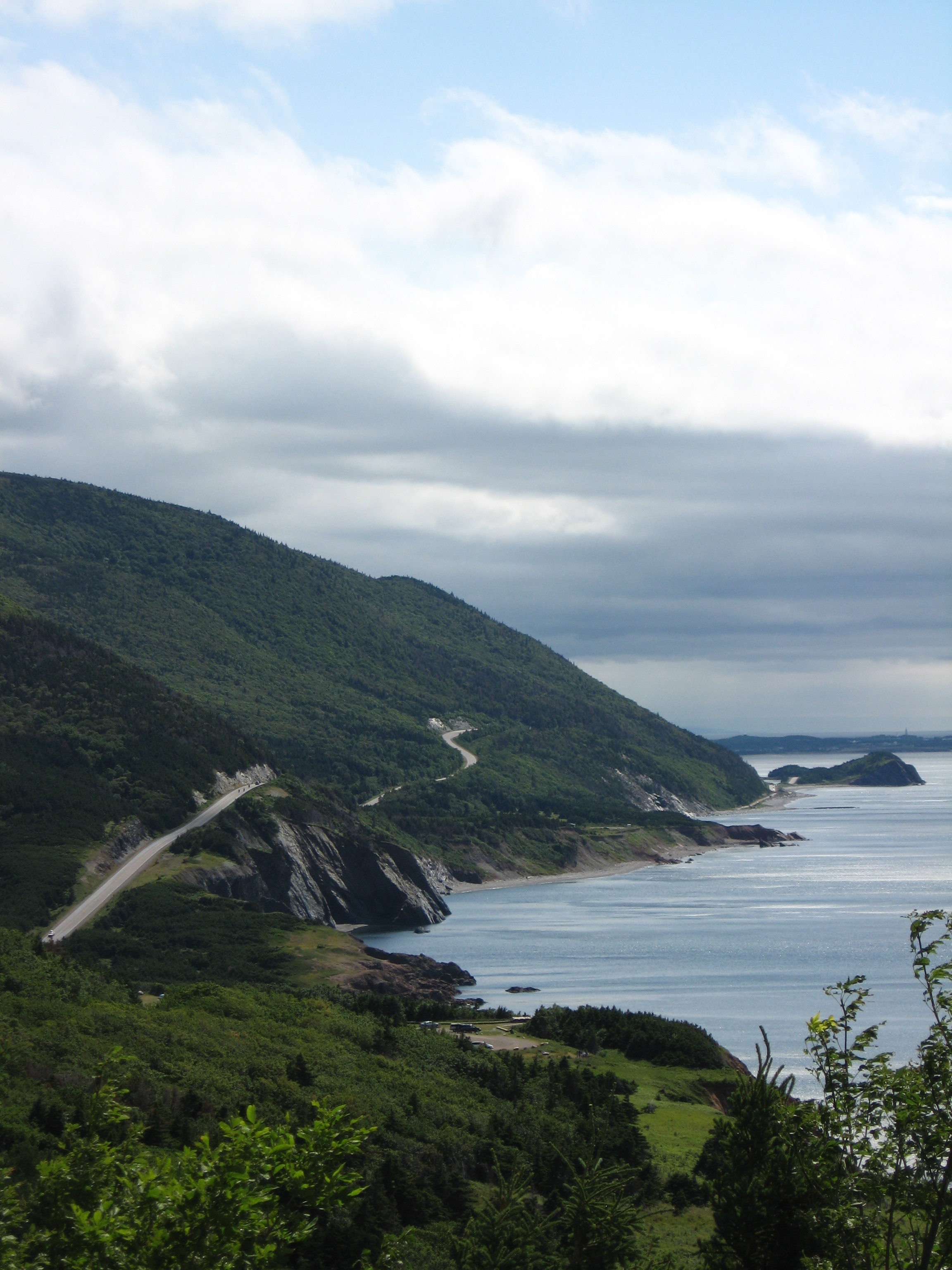
La Piste Cabot en direction sud, vers Chéticamp.
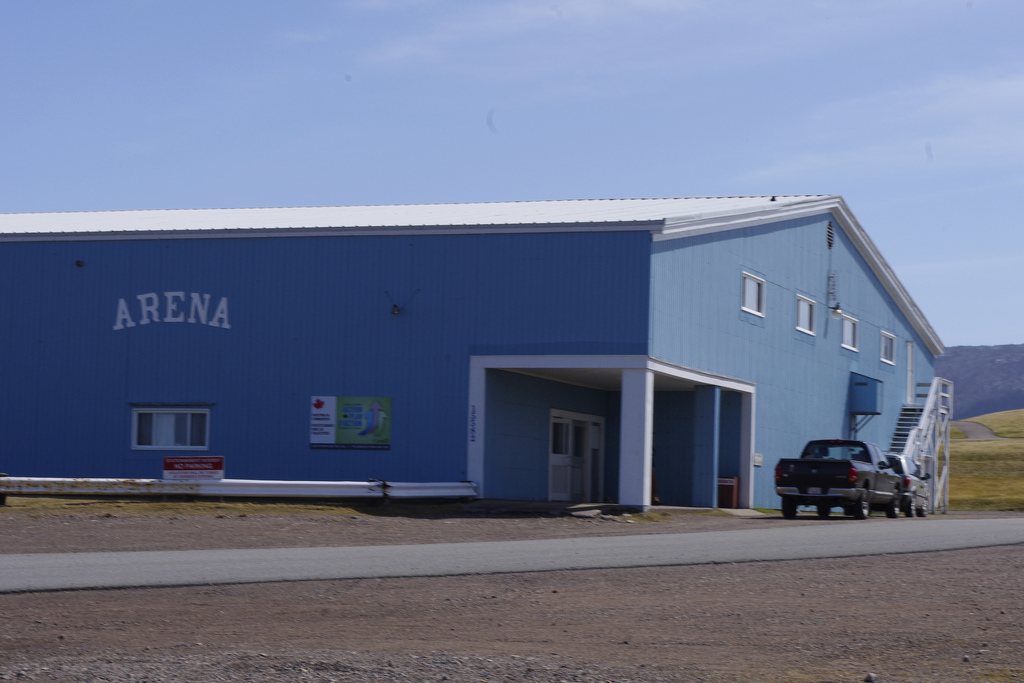
Aréna.
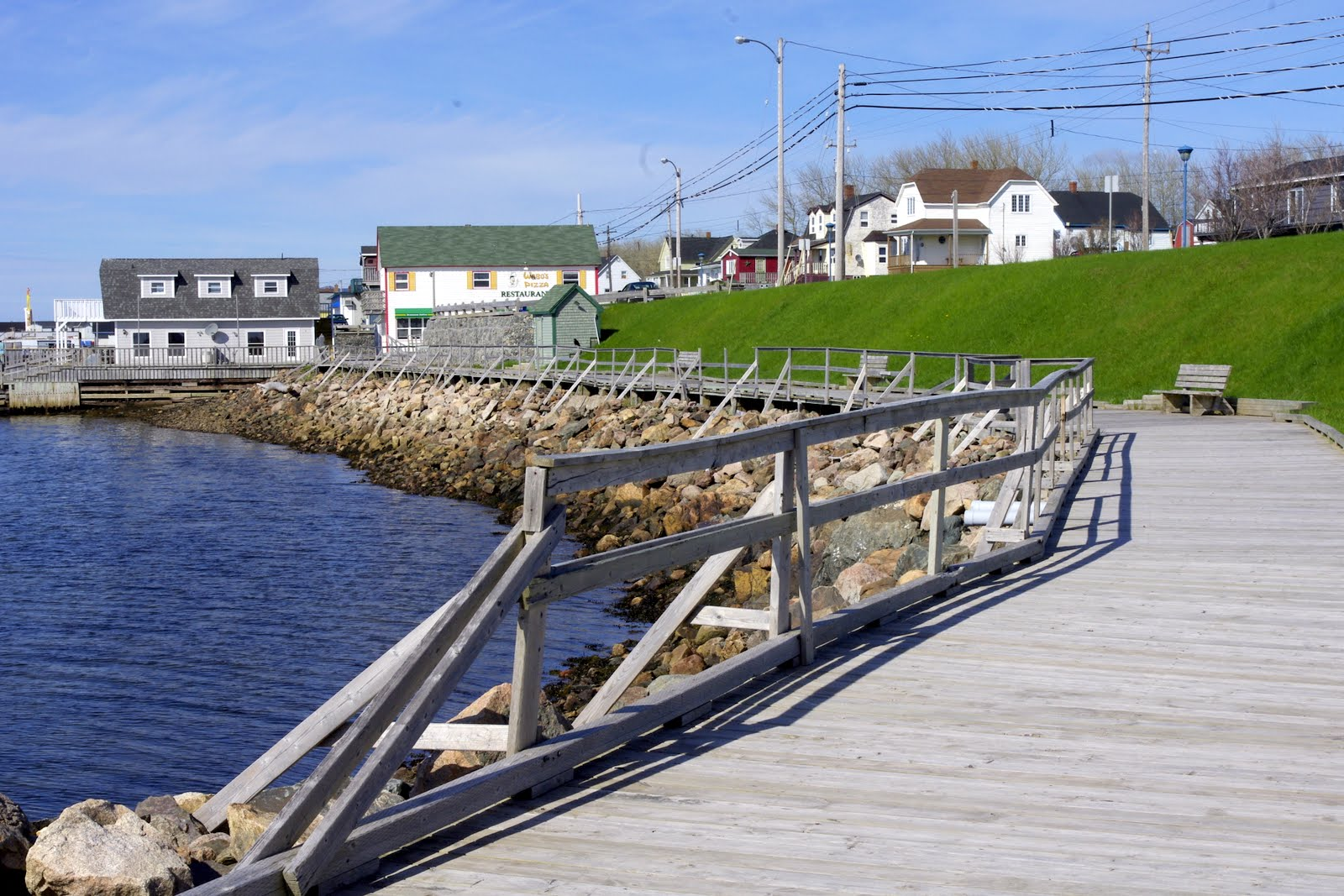
Promenade du Quai-Mathieu.
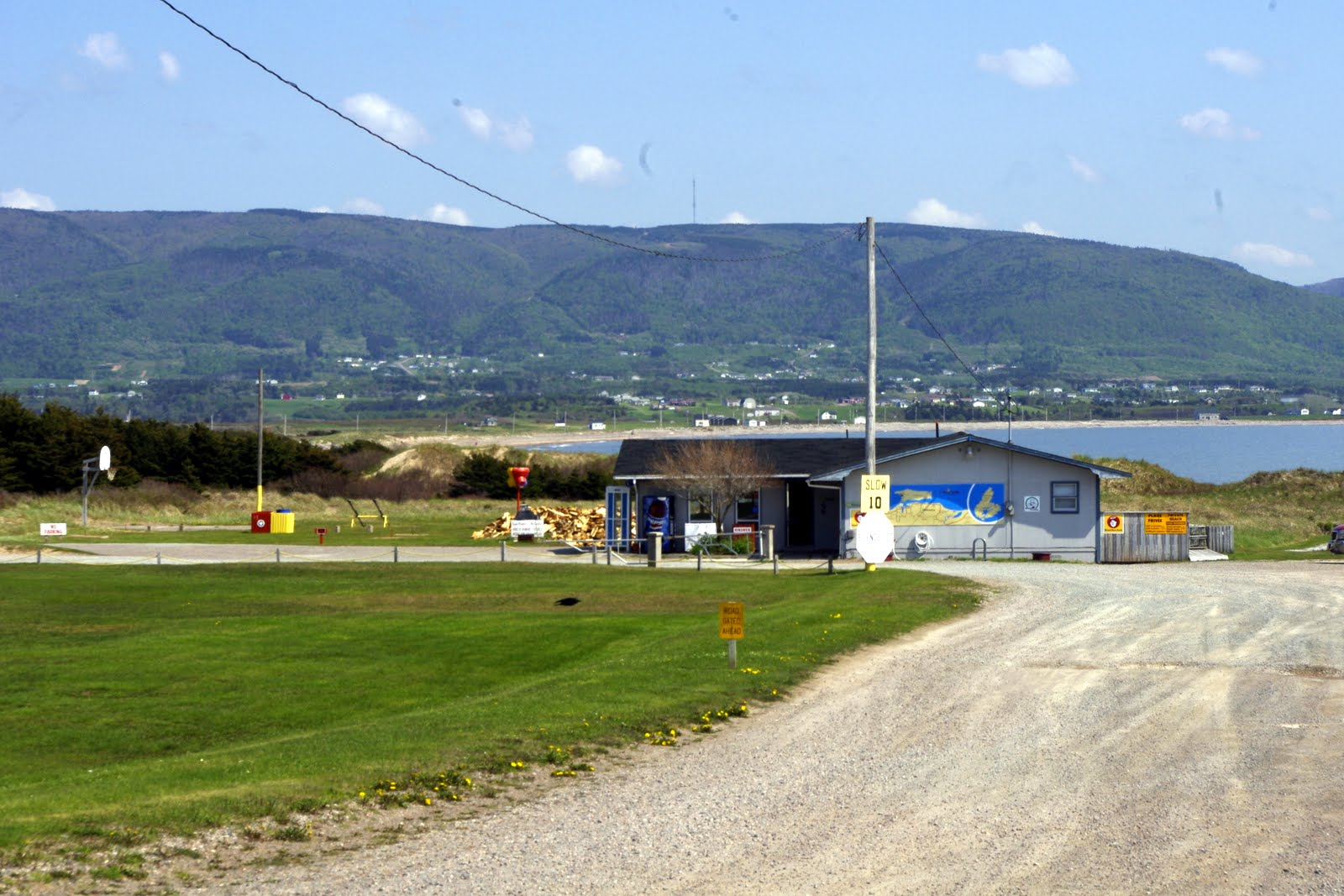
Entrée de la plage Saint-Pierre.

### Autres services publics
La gendarmerie royale du Canada possède un détachement à Chéticamp, faisant office de police municipale.
La brigade de pompiers volontaires de Chéticamp est composée de 37 membres et possède une caserne ainsi que trois camions. La brigade a été fondée en 1940, a acheté sa première pompe mécanique en 1953 puis son premier camion d'incendies en 1957.
Il y a un bureau de poste dans le centre du village, un autre à Petit-Étang et finalement un au sud, à Grand-Étang dans Saint-Joseph-du-Moine. Le service postal a été inauguré en 1868.
La municipalité de comté opère un dépôt de recyclage à Chéticamp et collecte les déchets, les matières recyclables et le compost.

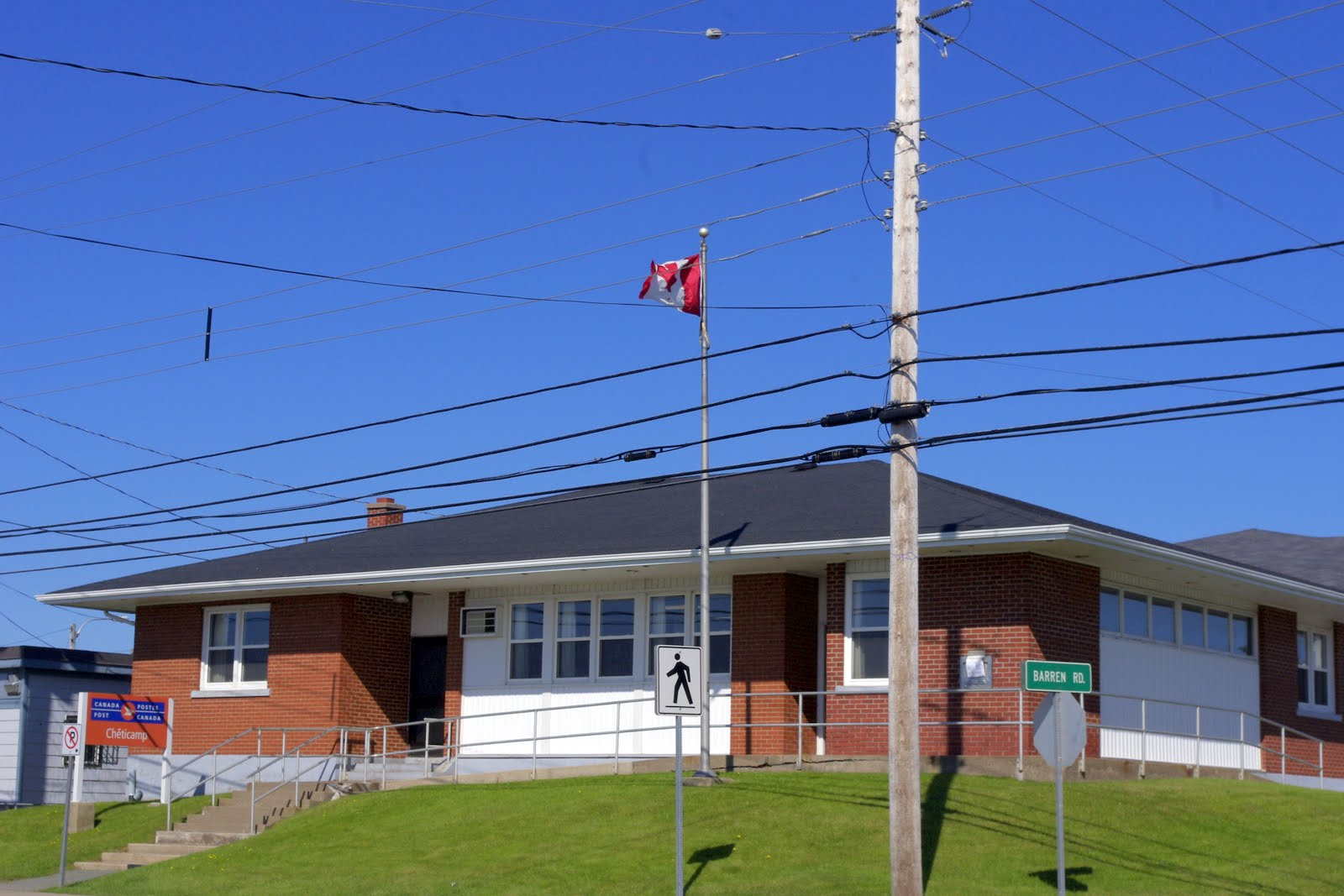
Bureau de poste.
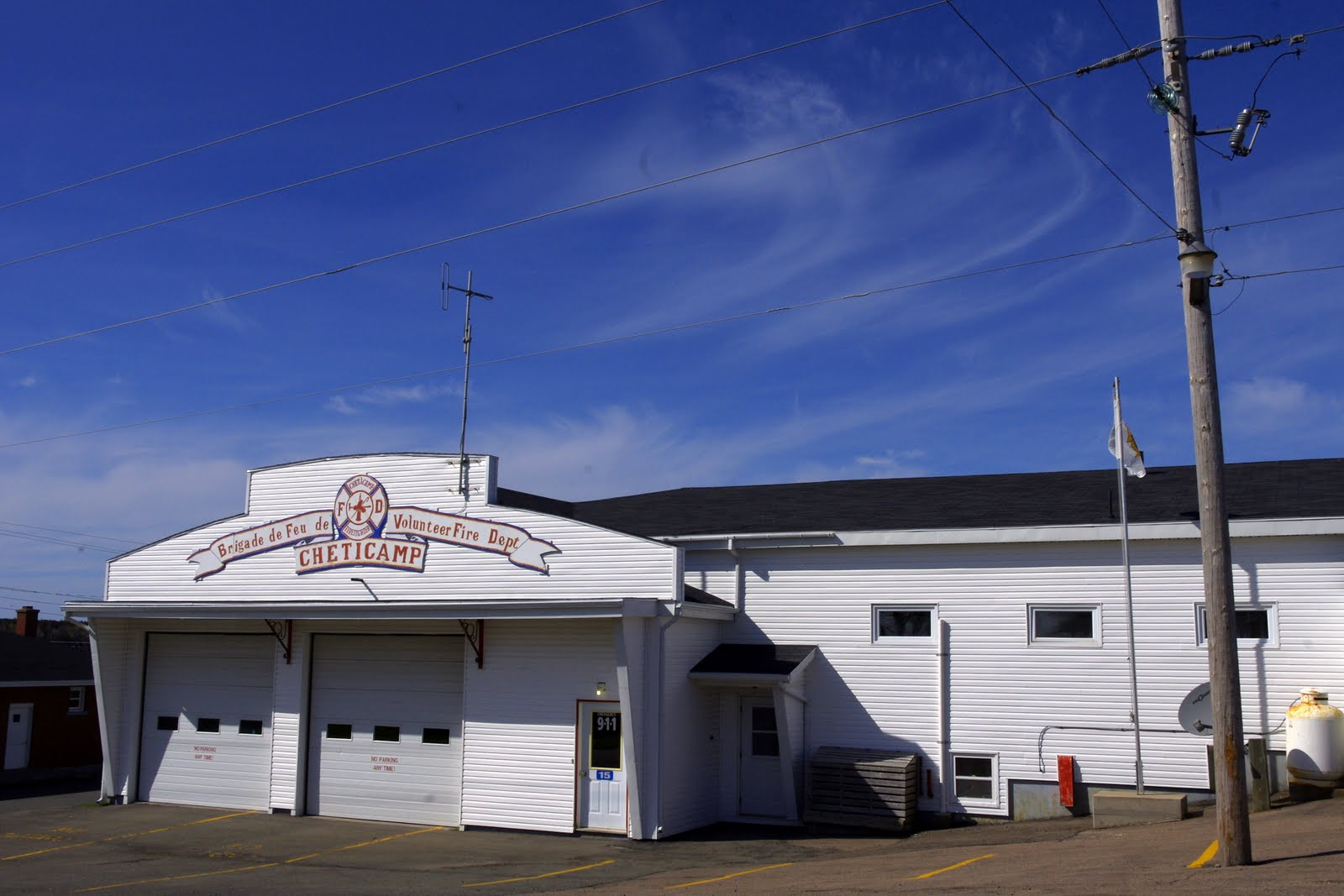
Caserne de pompiers.
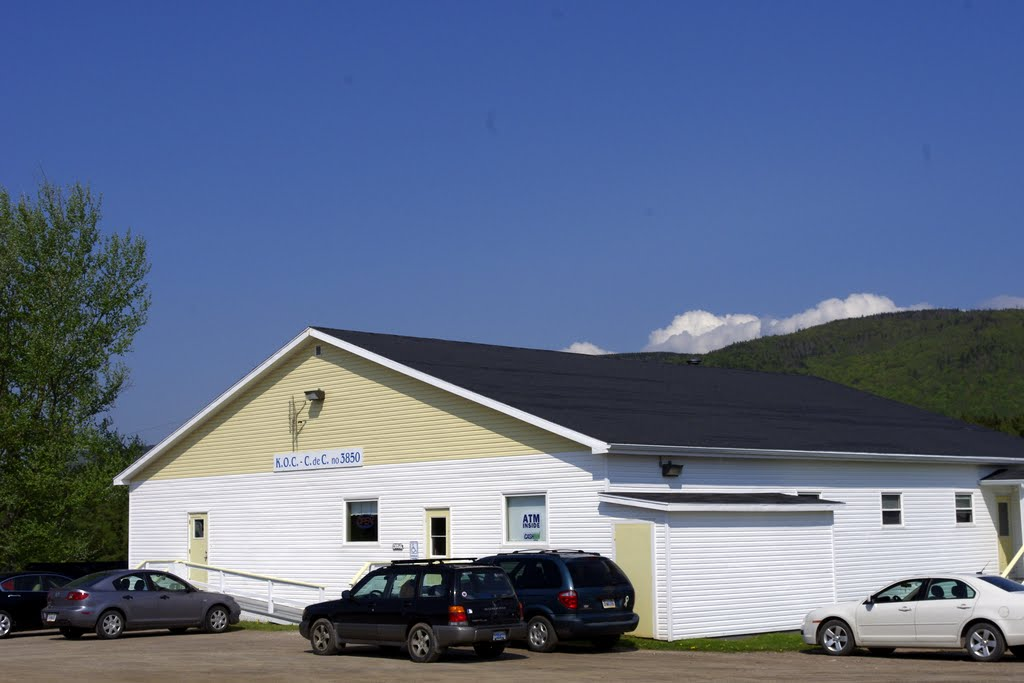
Chevaliers de Colomb.
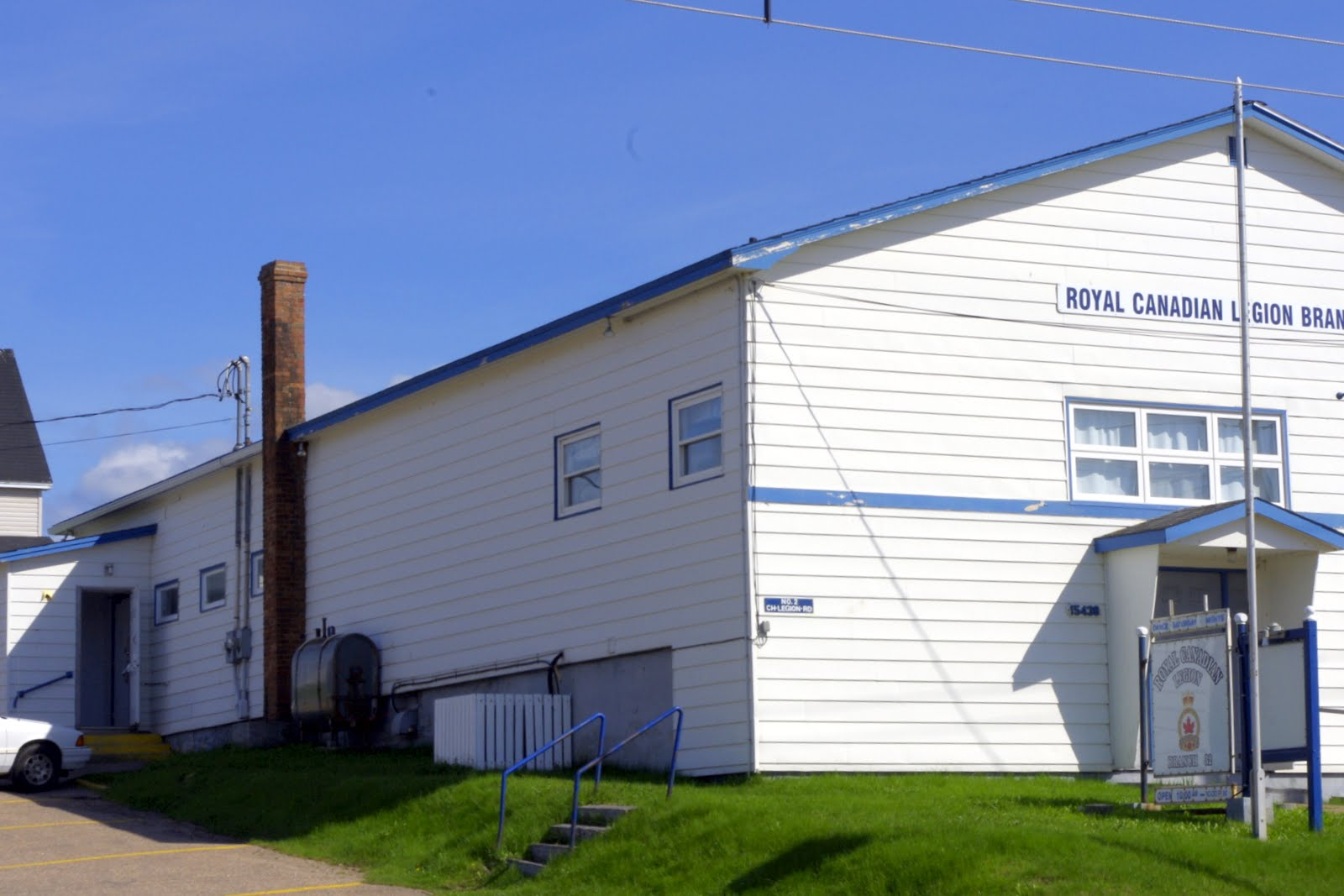
Légion royale canadienne.

## Culture

### Personnalités

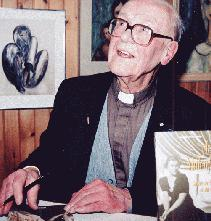
Anselme Chiasson.

- Charles Aucoin (1911-1999), prêtre et historien
- Hubert Meen Aucoin (Chéticamp, 1874 - 19??), marchand et homme politique
- Réjean Aucoin (Chéticamp, 19?? -), coauteur du conte Le Tapis de Grand-Pré
- Anselme Boudreau (1890 - Chéticamp, 1991), professeur, conseiller et administrateur, membre de l'ordre du Canada
- Ronald Bourgeois (Chéticamp), auteur-compositeur-interprète, producteur
- Anselme Chiasson (Chéticamp, 1911 - Montréal, 2004), prêtre, ethnographe et folkloriste
- Warren Chiasson (Chéticamp, 1934 -), musicien
- Pierre Fiset (L'Ancienne-Lorette, 1840 - Chéticamp, 1909), prêtre, homme d'affaires et fermier
- Marguerite Gallant (Chéticamp, 1890 - Chéticamp, 1983), collectionneuse ayant préservé de nombreux objets liés à l'histoire de la ville, aujourd'hui exposés aux Trois Pignons
- Elizabeth LeFort (Chéticamp, 1914 - Margaree Harbour, 2005), houqueuse
- Angus MacLennan (Dunvegan, 1844 - mort durant une campagne électorale à Chéticamp en 1908)
- Taylor Mitchell (Toronto, 1990 - blessée mortellement à Chéticamp en 2009), chanteuse
- Marie-Colombe Robichaud (Chéticamp, 1943 -), femme de lettres
- Gérard et Annie Rose Deveau (Chéticamp), houqueux et houqueuse

### Architecture et monuments

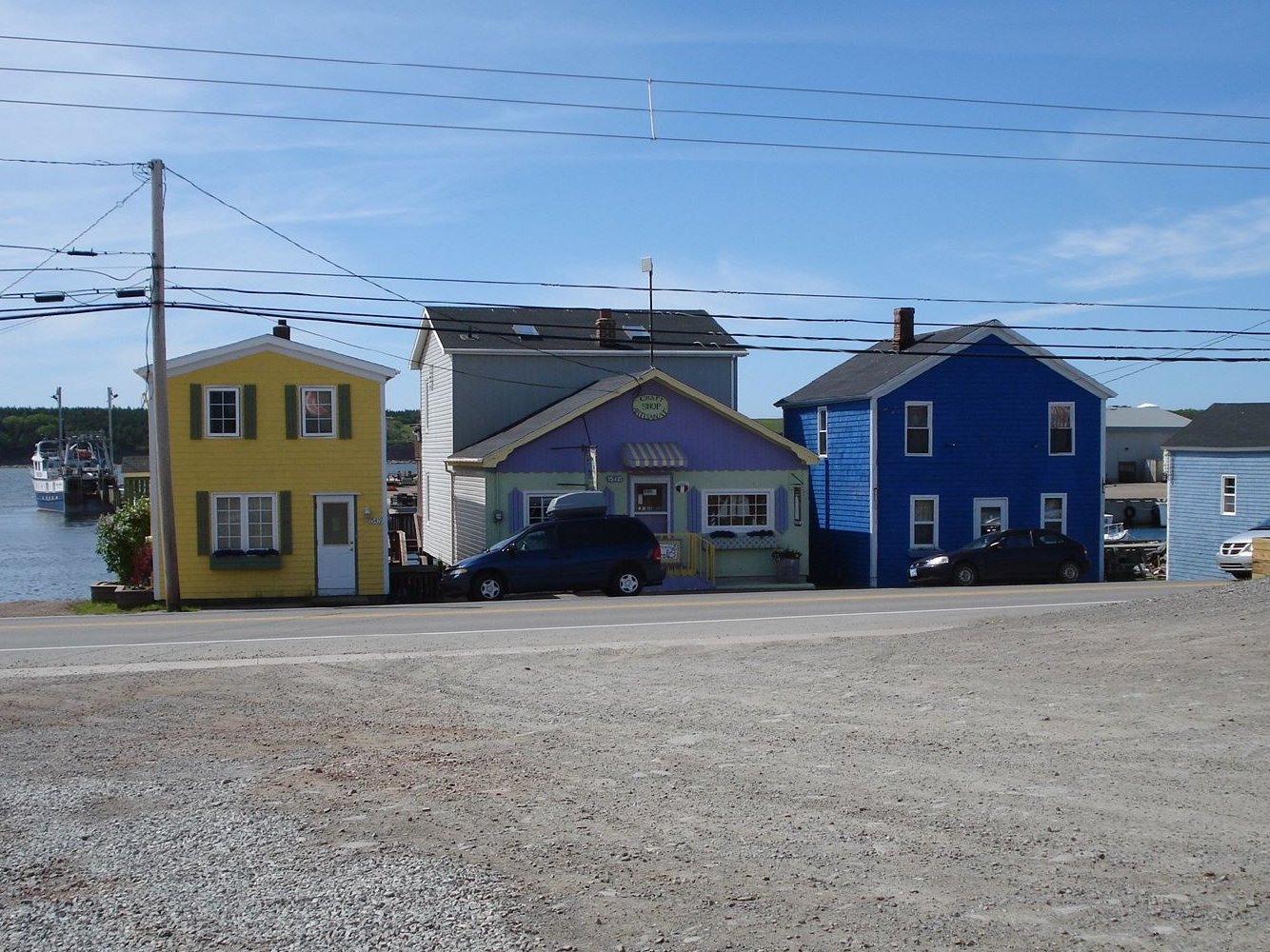
Maisons au centre-ville.
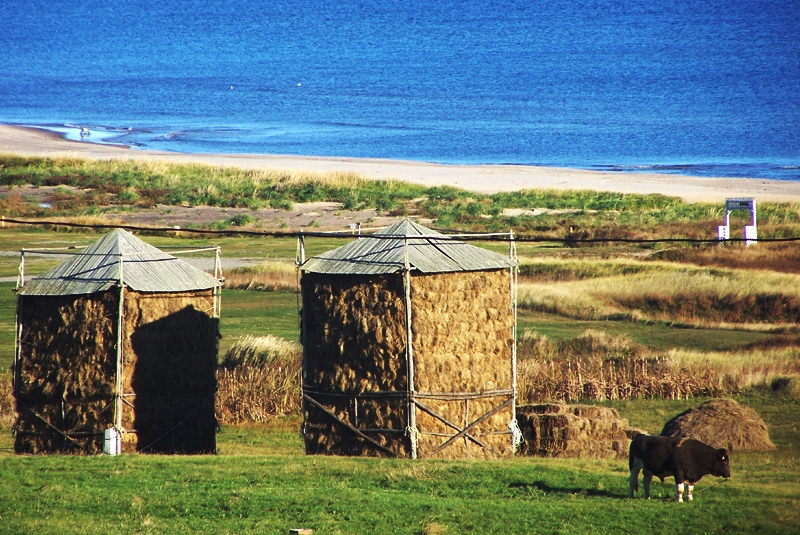
Une baraque à foin (Îles de la Madeleine).
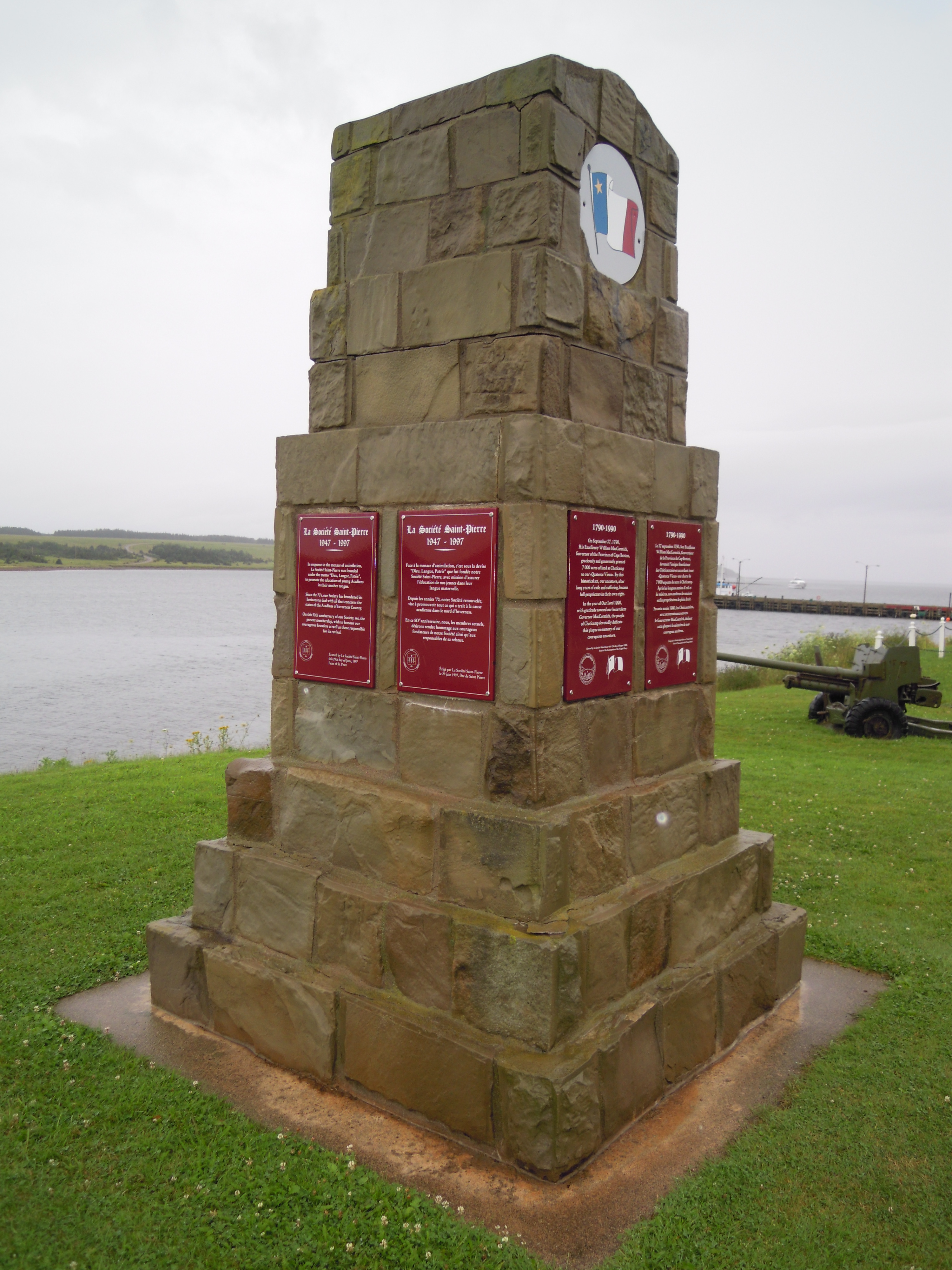
Le monument du Bicentenaire.
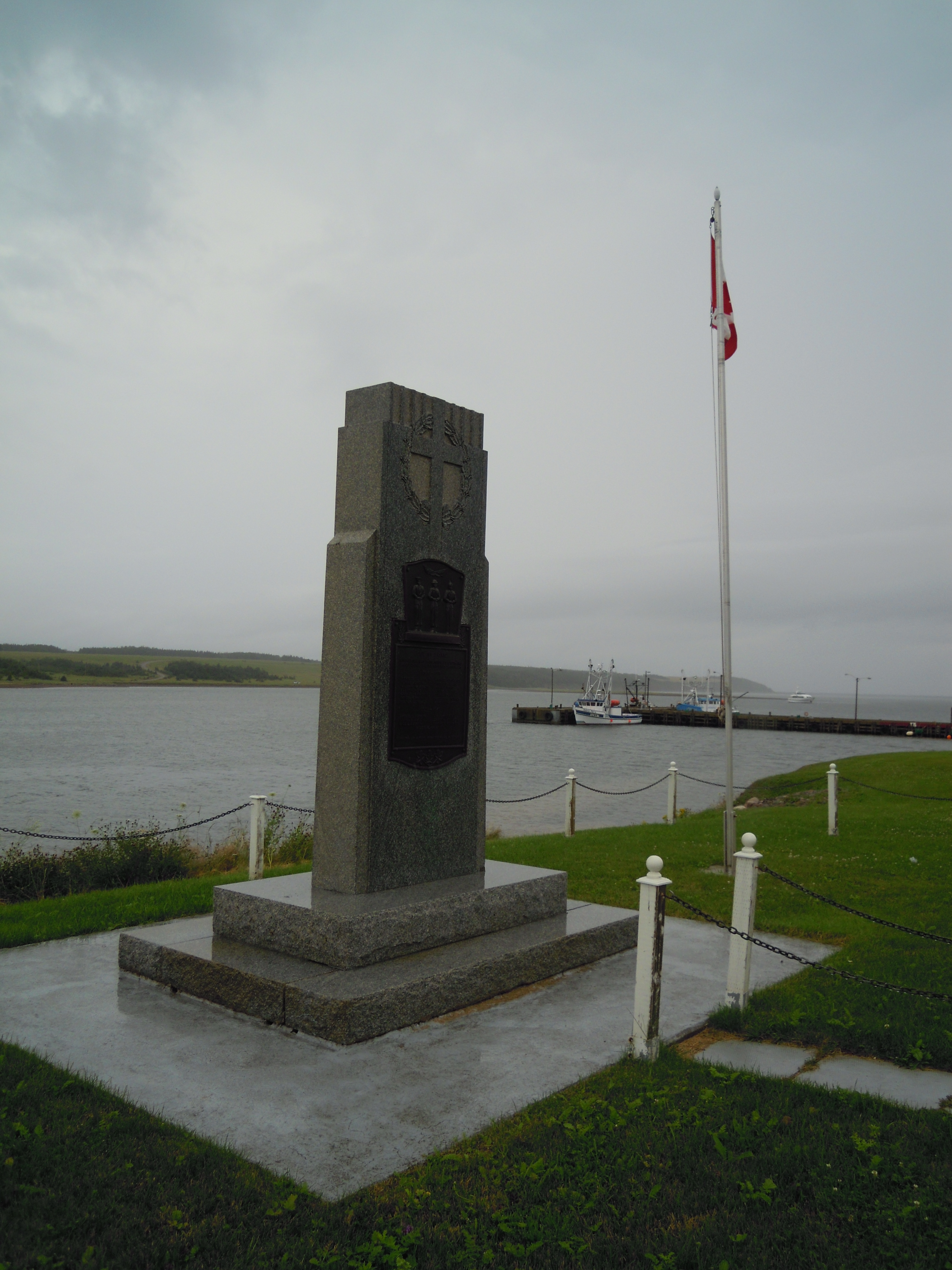
Le monument aux Morts.
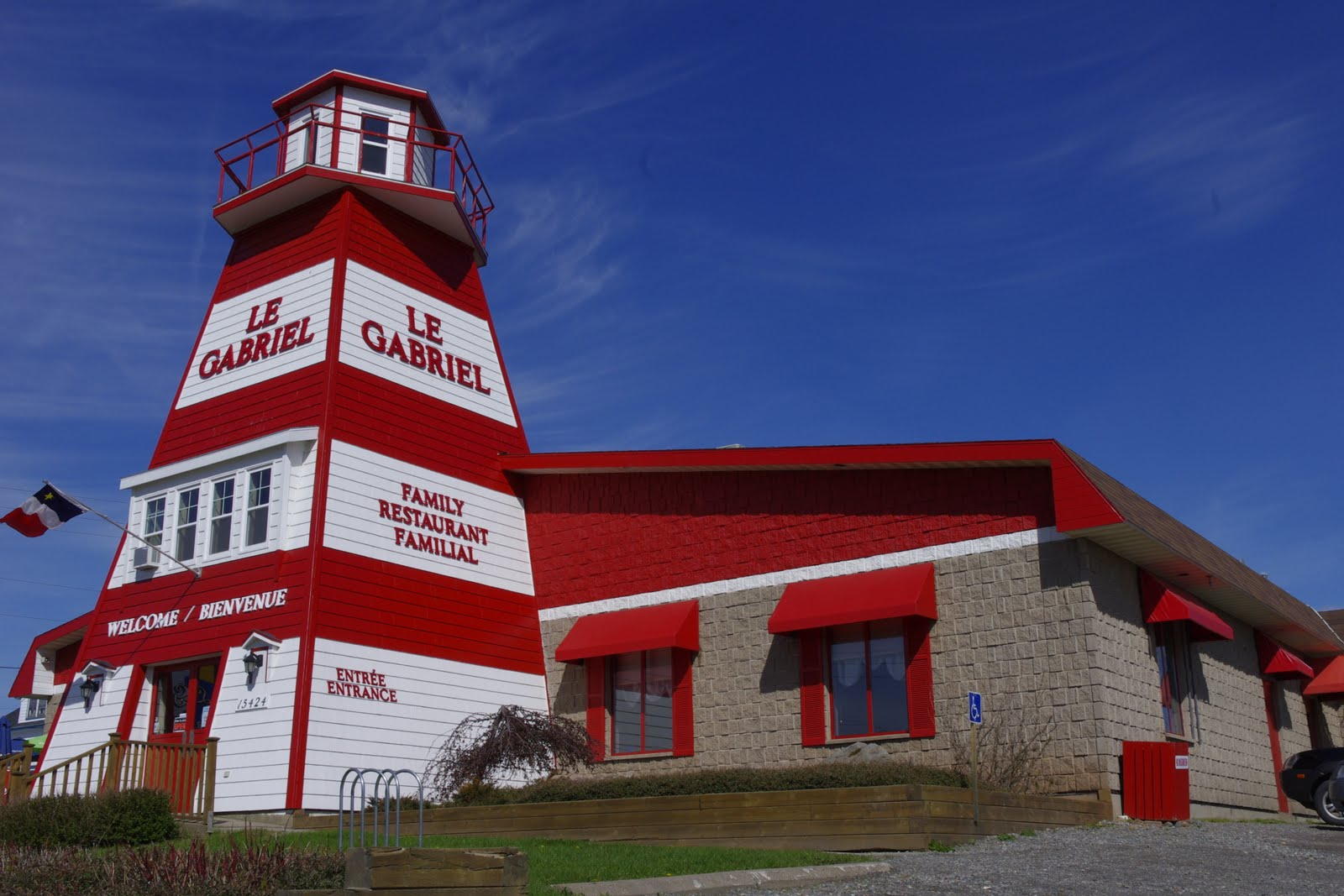
Un restaurant.

L'église Saint-Pierre est un site historique provincial.
L'église anglicane St. Paul's a été construite probablement en 1884 à Point Cross pour desservir les marchands jersiais employés de la compagnie Robin. À la suite du déclin de la population jersiaise, l'édifice a été abandonné au début du XXe siècle. Il a été détruit par un suête le 6 décembre 1984. Le cimetière est toujours en place et un monument a été érigé sur le site de l'église. Le cimetière des Jersiais se trouve au sud de l'île de Chéticamp.
La ville compte plusieurs phares dont un sur la rive sud de l'île de Chéticamp, près de la plage ainsi que deux au centre-ville, sur le quai Mathieu et sur le quai du Phare. Un restaurant a aussi la forme d'un phare.
Le site des Quatorze Vieux, situé au Platin, commémore les 14 premiers propriétaires terriens au moyen d'un monument érigé en 1955. En face, le cimetière des Quatorze Vieux est le plus ancien de la région.
En face de l'église Saint-Pierre se trouvent deux canons, un monument aux morts de la Première Guerre mondiale et de la Seconde Guerre mondiale, le monument du bicentenaire et le monument aux pompiers.
Il est possible de visiter l'ancienne mine de gypse et des plaques informatives sont installées au quai Mathieu, où était chargé le minerai.
La baraque à foin était un édifice autrefois construit à Chéticamp mais qui subsiste aux îles de la Madeleine et à Terre-Neuve. Son origine est inconnue et il en aurait existé en Pennsylvanie, mais elles étaient plus grandes et probablement au toit fixe. La baraque à foin est une construction carrée mesurant de 4 à 4,5 mètres de largeur servant à entreposer le foin. Elle est construite avec quatre poteaux hauts de 5 mètres soutenant un toit pyramidal. L'extrémité de chaque poteau est munie d'une poulie actionnée par des câbles, permettant de monter le toit à volonté selon la quantité de foin à conserver. Les murs pouvaient être lambrissés pour empêcher les animaux de manger le foin.
Le suête a poussé les Chéticantins à adapter l'architecture en renforçant le côté exposé de la maison avec des pierres, avec une toiture plus basse que le côté opposé et un larmier très court pour ne pas être arraché. Le vent du large rend le demi-comble préférable au lieu du plein comble ou du comble trois-quarts. Les charpentes de maisons et de granges sont souvent renforcées de guettes du côté de la mer.

### Arts et artisanat

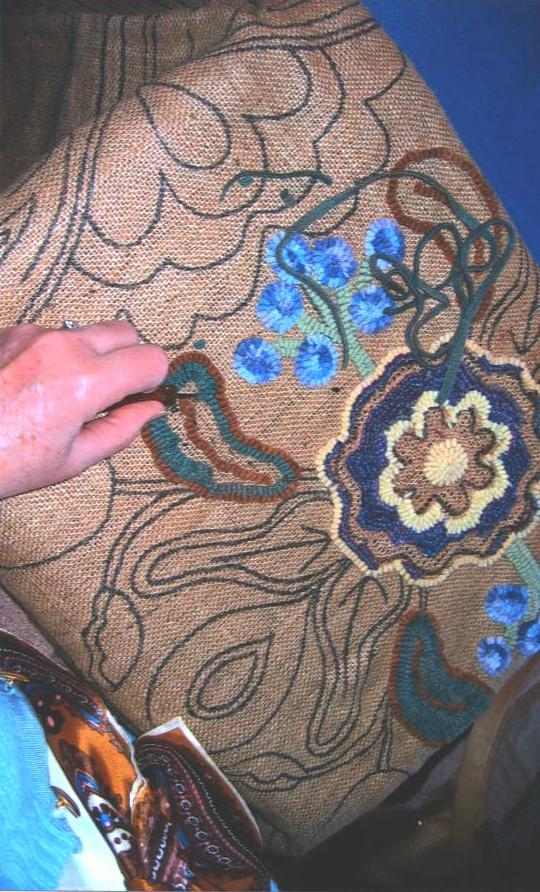
Fabrication d'un tapis houqué.

La radio communautaire possède un studio d'enregistrement musical et la ville dispose aussi d'une imprimerie. Plusieurs salles sont disponibles pour des événements, dont l'aréna, la salle Kinsmen, le Centre acadien, la salle de la Légion royale canadienne et la salle de la caserne de pompiers.
La fabrication du tapis est très ancienne à Chéticamp. Ceux-ci étaient destinés à un usage domestique mais possédaient des couleurs et des motifs particuliers. Il y a les tapis à breillons faits avec des guenilles, les tapis à tresses, les tapis de Catalogne fait avec un métier à tisser, les tapis à rosettes faits avec des rubans, les tapis à franges et finalement les tapis houqués, fait avec de la laine. L'art du tapis crocheté a été introduit par l'épouse du docteur Napoléon Fiset, une acadienne originaire d'Arichat qui avait probablement apprit la technique lors de ses nombreuses visites à L'Ancienne-Lorette. Vers 1923, une new-yorkaise du nom de Lillian Burke vint passer ses vacances à Baddeck, où elle vendait des tapis aux touristes. Elle encouragea ensuite la fabrication des tapis dans les villages de l'île et c'est à ce moment que le commerce du tapis commença à Chéticamp. Elle venait en personne enseigner aux femmes à teindre la laine et à dessiner les motifs. L'industrie démarra lentement. Durant la Grande Dépression, toute activité économique cessa au village sauf la pêche mais le poisson se vendait à un prix dérisoire. Les tapis crochetés devinrent alors à la mode et la plupart des maisons se transformèrent en atelier où toute la famille fabriquait des tapis vendus à Lillian Burke. Il y avait à un certain moment 250 femmes travaillant dans l'industrie. L'une des pièces les plus remarquables est La Dernière cène d'Elizabeth LeFort, composée de 75 000 points et dont la valeur est estimée à plus 100 000 $.
La communauté compte plusieurs autres artistes. La peintre et verrière Paula Aucoin-Camus et le sculpteur sur bois William D. Roach possèdent chacun une galerie. Il y a aussi plusieurs boutiques d'artisanat, ainsi qu'une librairie spécialisée dans l'environnement et l'histoire locale et une boutique de musique et de films.

### Danse
Une danse traditionnelle porte le nom de huit de Chéticamp ; c'est un cotillon.

### Gastronomie

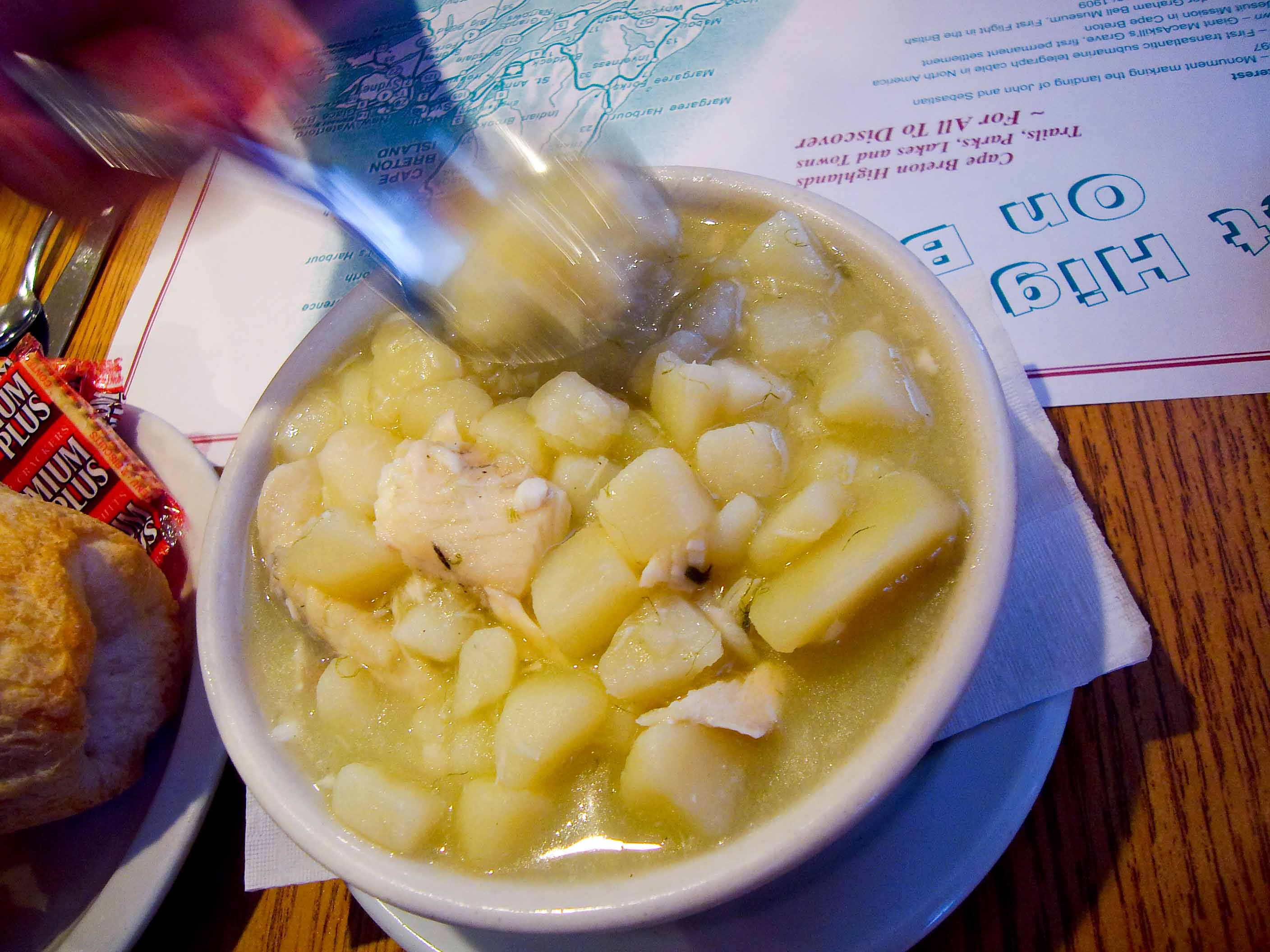
Une tchaude.

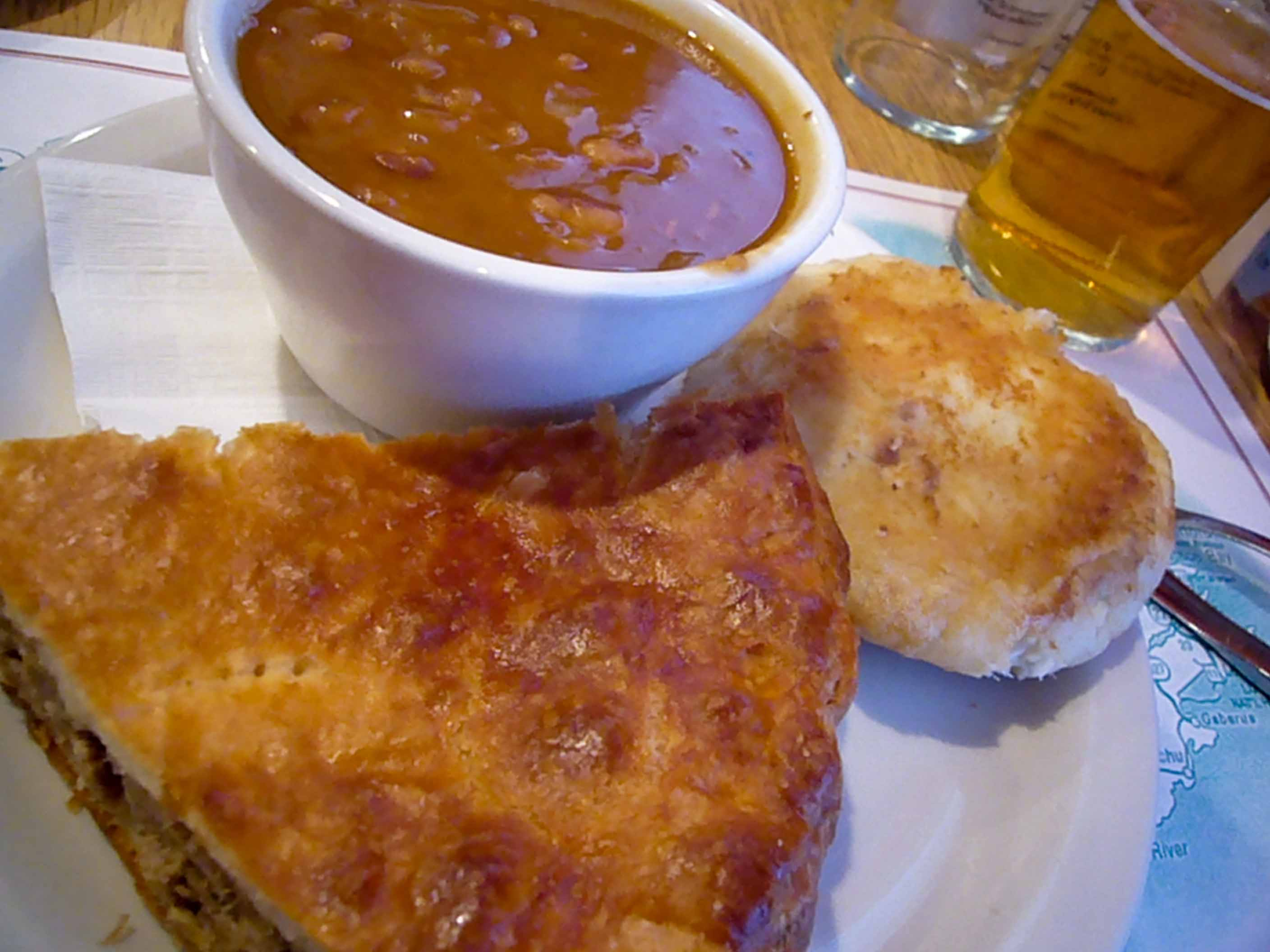
Un bol de fèves au lard, un pâté à la viande et une croquette de morue.

La cuisine acadienne utilise couramment des ingrédients comme le poisson, le porc et quelques légumes dont les fèves séchées, les patates (pommes de terre), le chou et le navet. Les plats à base de céréales comme le gruau, les crêpes et le pain sont très fréquents. Aux produits locaux s'ajoutent ceux provenant d'un commerce ancien avec les Antilles et le Brésil, tels que la mélasse, la cassonade, les raisins secs et le riz.
À Chéticamp, le cumin sauvage, appelé ânis, est couramment ajouté aux pâtés, au fromage, au boudin, aux bouillis, etc. Parmi les plats propres à la région se trouvent la tarte aux pommes de pré (canneberges), la tarte au riz et la confiture de raisins secs. Comme aux îles de la Madeleine, on distingue le fricot, une soupe à base de viande, de la tchaude (ou chaudrée), une soupe à base de poisson. La poutine râpée est grosse mais non farcie de viande, cuite à l'eau enveloppée dans un sac. Elle est accompagnée de mélasse, de sucre ou de sauce. Les croquettes de morues sont un mélange de morue, de patates et d'épices, le tout moulé et frit. Plusieurs mets ont des noms particuliers à la région : la morue bouillie est appelée morue en cabane ; les tartelettes à la confiture, zougnes ; le ragoût, étouffage ; la tire à la mélasse, tamarin et les tiges d'oignons salées, gros chaumes.
Plusieurs restaurants locaux servent de la cuisine traditionnelle, dont le Restaurant acadien de la Coopérative artisanale, où les serveuses sont habillées en costumes d'époque. Ce restaurant et la vingtaine d'autres servent aussi des plats de fruits de mer ainsi que de la cuisine canadienne, américaine, mexicaine, britannique, grecque ou italienne.

### Langue
La majorité des Chéticantins parlent français, plus précisément le français acadien, avec certaines particularités. Les sons k et t sont souvent palatalisés devant une voyelle. Par exemple, on prononce tcheur au lieu de « cœur », tcheue au lieu de « queue », tchin au lieu de « tien », tcheuque au lieu de « quelque » et tcheuquezunes au lieu de « quelques-unes ». En revanche, le son k n'est pas palatalisé dans les pronoms interrogatifs et dans certains mots comme « cultiver ». Certains verbes sont conjugués différemment.
Bien que le français soit la langue principale de la ville, l'anglais reste très présent dans l'affichage et certains services commerciaux ou publics.

### Folklore

#### Fêtes et traditions
Chéticamp possède de nombreuses traditions religieuses ou païennes, certaines ont disparu mais elles sont souvent uniques à la région. Contrairement au reste de l'Amérique du Nord, la Sainte-Catherine et l'Halloween sont inconnus.
Temps des fêtes
À Chéticamp, le temps des fêtes se prolonge de Noël au Mardi gras, dû au fait qu'autrefois les pêcheurs n'avaient pas de travail l'hiver. L'avent était très respecté. À l'approche de Noël, certaines personnes récitaient un rosaire avec une prière particulière pour faire un souhait ; cette tradition est en train de disparaître. À Noël, les maisons sont décorées depuis le début du XXe siècle et l'automobile a remplacé la parade vers l'église à bord d'une carriole décorée, alors que la crèche et la messe de minuit existent toujours. Le Père Noël est une croyance récente. Les Chéticantins ne mangent pas de dinde à Noël, l'animal ne vivant pas dans la région, mais plutôt de l'oie, aujourd'hui remplacé par de la viande bovine ou du porc aux choux de Bruxelles avec de la poutine et autres pâtisseries. Le jour de Noël est une occasion pour visiter la famille. Dans la nuit du 31 décembre avait lieu une tradition unique à la région, où les jeunes hommes battaient la veillée en cognant sur les murs des maisons avec des bâtons et s'enfuyaient avant que les occupants ne les attrapent. Au jour de l'an, les gens se souhaitent une bonne année et se serrent la main mais contrairement aux autres régions, les Chéticantins ne s'embrassent pas et le père ne bénit pas la nouvelle année. Il est de coutume de porter ses nouveaux vêtements au jour de l'An, comme porte-bonheur. Le galette des Rois est servie le jour de l'Épiphanie, la croyance locale voulant que ceux trouvant les deux fèves soit couronnés roi ou reine alors que celui ou celle trouvant le bouton reste vieille fille ou célibataire à jamais. Une fête était organisée durant la Chandeleur, le 2 février. Nécessitant beaucoup de préparations, un groupe de 20 à 25 jeunes couraient la Chandeleur le 30 janvier pour collecter de la nourriture. Ils étaient habillés en vieux vêtements et dirigés par un chef en habit du dimanche et portant une canne décorée. Les courreux faisaient du bruit pour garder le village éveillé, sonnaient aux portes et si les habitants acceptaient, le groupe entrait à la maison et dansait l'Escaouette, après quoi les occupants leur donnaient des provisions. Durant la réception, l'une des traditions était la crêpe de la Chandeleur. Elle était préparée par le cuisinier mais chaque invité devait la lancer et pouvait seulement la manger s'il réussissait le geste. En raison des modifications des heures de vente d'alcool, certaines batailles eurent lieu et le père Giroir interdit la Chandeleur. Des réceptions étaient ensuite organisées durant la soirée. Le père Fiset la rétablit puis l'interdit à nouveau. La dernière célébration eut donc lieu en 1907. Les cartes de la Saint-Valentin sont une tradition ancienne. Elles étaient autrefois faites à la main et anonymes, satiriques et parfois cruelles, mettant en valeur un défaut de la personne à laquelle elle était adressée ; certains ne lisaient même pas la carte et la jetaient au feu. Les Chéticantins utilisent aujourd'hui des cartes commerciales plus amicales, qu'ils signent. Durant une semaine précédant le Mardi gras, les gens visitent souvent leur famille et amis et organisent des fêtes.
Carême
Au milieu du Carême, le jeudi de la 3e semaine exactement, les gens se déguisaient et allaient voir les autres personnes du village, qui devaient deviner qui était caché derrière le masque. Aujourd'hui, cette tradition s'est étendue à toute la semaine. Le Centre de la Mi-Carême de Saint-Joseph-du-Moine présente une exposition sur cette tradition.
Lors du dimanche des Rameaux, les Chéticantins font bénir des rameaux de leur propre fabrication, qui sont ensuite installés partout dans les maisons, dans les dépendances et même dans les automobiles.
Autres fêtes
Pâques est l'occasion d'un déjeuner copieux, à base d'œufs. Certaines personnes se lèvent tôt pour admirer la prétendue danse que fait le Soleil en se levant. La cueillette de l'eau de Pâques est inconnue. Le 1er avril est l'occasion de faire pêcher des poissons d'avril, des mauvais tours comme faire inutilement chercher une personne jusqu'à ce qu'un autre lui dise « Jette la ligne, ça mord! ». La première neige tombant en mai est ramassée par certaines personnes pour en faire de l'eau de mai, ayant des propriétés médicinales. La Fête-Dieu donnait lieu à une procession circulant sur la rue principale, décorée d'épinettes pour l'occasion. Une garde était formée de jeunes volontaires, aujourd'hui remplacés par les cadets de l'air. Le 29 juin, jour de la Saint-Pierre et de la Saint-Paul, les pêcheurs lavaient et repeignaient leurs bateaux et des soupers au saumon étaient organisés. Les gens allaient nettoyer leurs pieds dans la mer lors des trois premiers jours d'août, cela ayant apparemment des propriétés curatives. Par contre, les mères avaient tendance à interdire à leurs enfants de se baigner durant les canicules. Le vol des choux n'était pas considéré comme un pêché le jour de la Toussaint. Jusqu'au début du XXe siècle, les gens Chéticantins croyaient que les morts revenaient sur la Terre le jour des morts. Une vente aux enchères était organisée, la criée des âmes, où l'on vendait des offrandes qui servaient lors de la messe. Le jour des morts était aussi l'occasion de demander une faveur aux morts, ou de prier pour ceux dans le Purgatoire.

#### Datation
Les Chéticantins avaient l'habitude d'utiliser deux datations pour les années, soit celles du calendrier grégorien puis une autre basée sur des événements extraordinaires, ayant souvent rapport à la mer. Il y avait par exemple l'année du raque à Moïse, en 1861 (de l'anglais wreck, naufrage), où des marins ont trouvé un bateau naufragé près de l'île d'Anticosti transportant probablement des immigrants irlandais.

#### Médecine traditionnelle
Durant un siècle, les Chéticantins utilisaient une médecine traditionnelle, en grande partie commune à celles des autres communautés du golfe du Saint-Laurent. Cette médecine était basée sur des plantes médicinales et sur l'écorce de certains arbres, la plupart du temps administrées sous forme de sirouanes (cataplasmes). Plusieurs remèdes nécessitaient par contre des rites et des incantations magiques, n'ayant la plupart du temps aucun rapport avec la maladie en question. Les remèdes traditionnels pouvaient guérir la plupart des malaises, les coupures et les brûlures et certains d'entre eux sont toujours utilisés. Pour les maladies plus graves, des guérisseurs étaient appelés. Il y avait aussi des emmancheux ou rabouteux, capable de replacer les os. La première sage-femme fut Jeanette Dugas, épouse de Pierre Bois et première femme à vivre à Chéticamp.

### Événements
Le festival de l'Escaouette dure deux mois. La ville célèbre son 225e anniversaire en 2010 et le groupe 1755 ouvrira les festivités le 1er juillet. Le spectacle Le Grand Cercle est une comédie musicale comptant plus de 200 artistes présentée depuis quelques années et ayant reçu plusieurs prix et nominations. Le Suête dans la cabane est un spectacle familial organisé depuis 2010 mettant en vedette la danse et les chansons traditionnelles. Radio Canada filme la série La Petite Séduction pour commémorer le 225e avec invité Roch Voisine. En onde le 21 juillet, 2010. Soleil est un spectacle présenté depuis 2009 par douze artistes autour d'un feu de camp, présentant la musique des années 1960. Plusieurs autres événements sont organisés, dont Chuck et Albert, Ça chante encore, La Swing du Suête, Le Grand retour et le Gala du festival.
En marge du festival, un concert acadien est organisé au théâtre du parc national. Il y a un tournoi annuel de golf et les Belle-Côte Days comprennent un spectacle, un défilé, un banquet et d'autres événements. Enfin, le tirage annuel Bonnanza donne lieu à un banquet et un spectacle. Certains restaurants organisent des spectacles de musique sur une base hebdomadaire. Une soirée musicale est organisée tous les mardis soir à la salle du Club Kinsmen. Le marché des fermiers est organisé tous les samedis au Quai-Mathieu.

### Musées

#### Les Trois Pignons

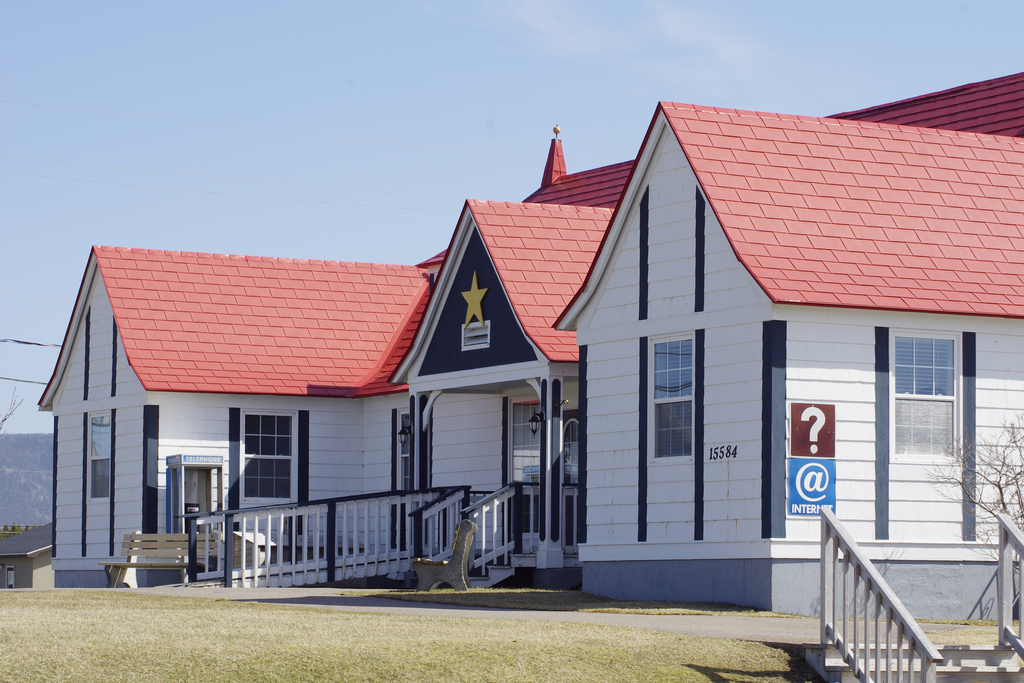
Les Trois Pignons.

Les Trois Pignons est un centre culturel. Il compte un bureau d'information touristique, une boutique de souvenirs (La Shoppe), le Musée du tapis houqué et la vie de chez nous ainsi que le Site P@C.

#### Musée La Pirogue

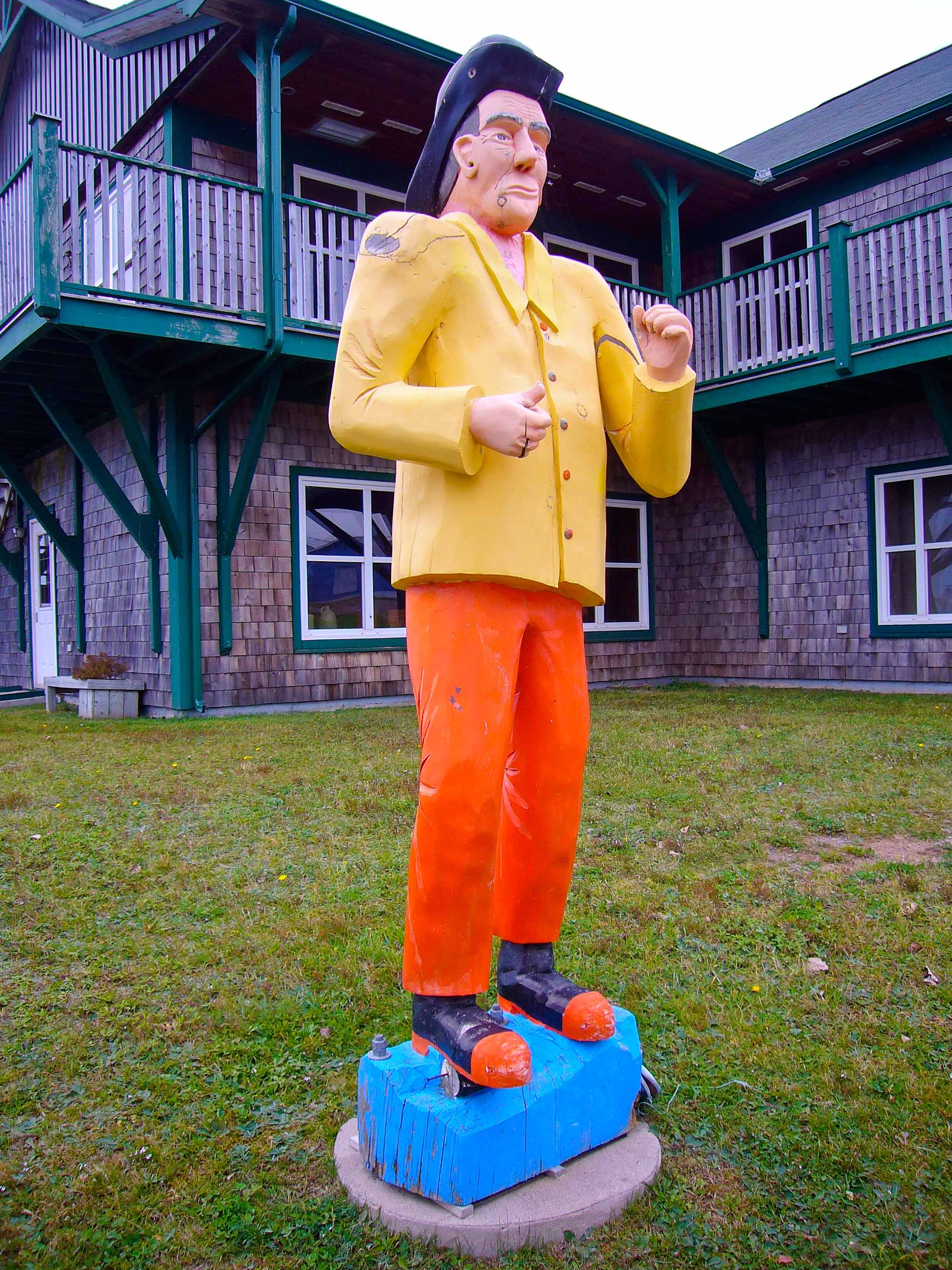
Sculpture d'un pêcheur en face du musée La Pirogue.

Le musée La Pirogue, inauguré en 2002 et qui sert maintenant comme édifice pour d'autres organismes, était consacré à l'histoire de l'économie locale. L'édifice respecte l'architecture traditionnelle, avec sa charpente de bois, son revêtement de bardeaux et sa galerie entourant le troisième étage. Il est inspiré de l'ancienne demeure de la compagnie Robin, située sur l'île de Chéticamp. C'était un musée interactif, doté d'un système de son alors que des animateurs reproduisent différentes techniques de pêche. Les expositions occupaient les deux premiers étages. Le premier étage comptait une reproduction d'une maison ancienne ainsi que la galerie Gilbert Van Ryckevorsel. Cette dernière comptait vingt photographies sous-marines de grand format et une reproduction d'un canot utilisé pour la pêche des années 1930 et 1940. Le deuxième étage abritait une réplique du magasin original de Charles Robin, une exposition sur l'histoire du mouvement coopératif dans la région, une exposition sur la pêche à Chéticamp (espèces de poissons, techniques de pêche, fermeture des grandes pêcheries, programmes gouvernementaux de soutien), une section réservée aux enfants, une boutique et une galerie de photos anciennes. Le magasin Robin comptait plusieurs objets authentiques, dont une caisse enregistreuse d'origine et une bouteille d'huile de Sainte-Anne, en provenance de Sainte-Anne-de-Beaupré. Une salle de conférences se trouve au troisième étage.
Il y a aussi une promenade en bois de 125 mètres de long le long du havre, ou des animateurs font des démonstrations. Plusieurs objets sont exposés à l'extérieur, dont une véritable pirogue construite entre 1894 et 1904, un type de bateau qui était traditionnellement construit par les Chéticantins, un casier de homard géant, une statue en bois représentant un pêcheur et une ancre repêchée du havre. Des œuvres sont aussi exposées à l'intérieur, dont des sculptures en bois et une maquette de phare de William Roach.

#### Musée Acadien

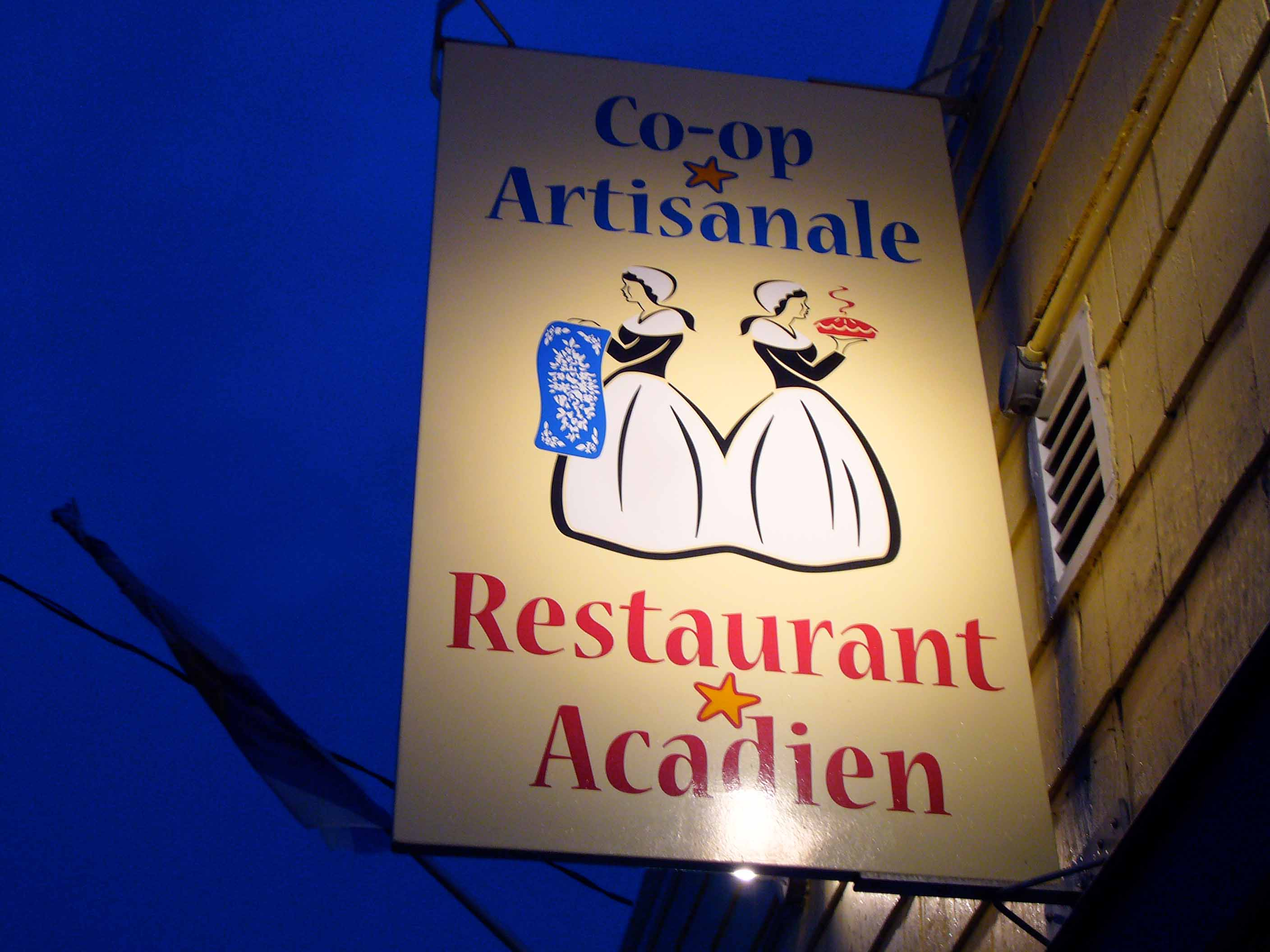
Affiche de la Coopérative artisanale.

Le Musée acadien, fondé en 1967, est géré par la Coopérative artisanale de Chéticamp. Le musée est spécialisé dans l'exposition des différentes étapes de la fabrication de tapis. Plusieurs exemplaires sont exposés, les guides font des démonstrations de fabrication et il est même possible de prendre des cours. Le musée comprend aussi des reproductions de cuisines et de chambres d'époque ainsi que de nombreuses antiquités.
Le bâtiment comprend aussi une boutique d'artisanat et un restaurant de cuisine acadienne.

### Chéticamp dans la culture
Calixte Duguay a écrit la chanson Chéticamp en fête et en a fait une nouvelle version pour le 225e anniversaire de la ville en 2010. La première du spectacle de marionnettes d'eau Ti-Jean et la sorcière de l'île de Chéticamp a été présentée en septembre 2010. La chanson C.B. Buddie de 1755 mentionne Chéticamp.